# Église Saint-Firmin de Vineuil-Saint-Firmin
L'église Saint-Firmin est une église catholique paroissiale située à Vineuil-Saint-Firmin, dans le département de l'Oise, en France. Elle succède à un édifice médiéval, qui a été entièrement remplacé par l'église actuelle, édifiée dans une unique campagne de travaux entre 1540 et 1543 grâce au mécénat du connétable Anne de Montmorency. Ses dimensions sont modestes, et son architecture gothique flamboyante est très simple et sans ambition, mais les formes et proportions sont harmonieuses, et l'homogénéité de l'ensemble est remarquable. L'on note seulement que les réseaux des fenêtres sont d'une grande diversité : sur quinze fenêtres, pas plus que trois affichent un même dessin. Ce sont surtout les cinq verrières historiées de la Renaissance qui font la réputation de l'église Saint-Firmin. Elles sont regroupées dans le chœur, et ont en partie été réalisées par des grands maîtres de l'époque. Une restauration sous la direction d'Auguste Steinheil en 1881-1882 les a sauvées pour la postérité. L'église a été inscrite au titre des monuments historiques par arrêté du 13 février 1970, et a bénéficié d'une restauration à la même époque. Depuis 1991, il n'y a plus de prêtre résident, et l'église est affiliée à la paroisse Sainte Famille de Chantilly. Les messes dominicales y sont célébrées environ un dimanche sur deux à 9 h 30.

## Localisation
L'église Saint-Firmin est située en France, en région Hauts-de-France et dans le département de l'Oise, dans le Parc naturel régional Oise-Pays de France, près de Chantilly, sur la commune de Vineuil-Saint-Firmin. Comme son vocable l'indique, elle se trouve dans l'ancien village de Saint-Firmin, également Fontaine-Saint-Firmin, au nord de la rue de Senlis (RD 924), à l'angle avec le sentier de l'Église. La rue de Senlis est la principale voie de communication de la commune, tandis que le sentier est une impasse réservée aux piétons, qui dessert le cimetière situé plus au nord. L'élévation méridionale de l'église domine la rue grâce à un mur de soutènement, et il faut gravir au moins sept marches d'escalier pour accéder au parvis de l'église et au sentier de l'Église. Le parvis prend la forme d'une terrasse entre le mur de soutènement et l'église. Le sentier de l'Église passe devant la façade occidentale, puis contourne l'église par le nord. Il est également relié à la rue par une venelle qui passe devant le chevet. Seulement l'élévation méridionale et en partie le chevet sont bien visibles. Les autres élévations ne peuvent pas être contemplées en prenant du recul, car des propriétés privées s'en approchent de près.

## Historique

### Des origines jusqu'à la Révolution

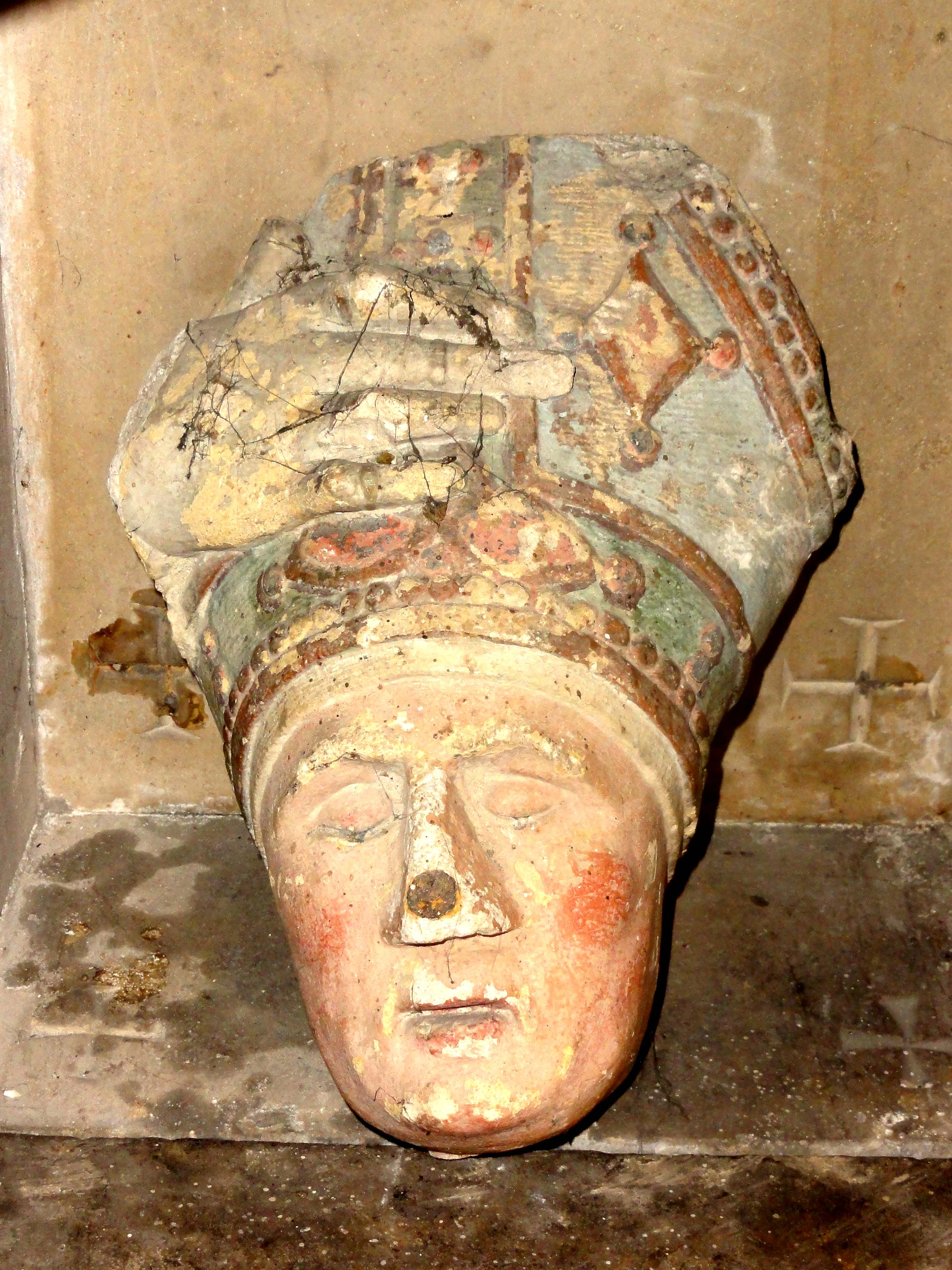
Tête de saint Firmin.

Le village de Saint-Firmin est d'origine assez ancienne. En 770, sa seigneurie est donnée à l'abbaye de Saint-Denis. Elle est ensuite incorporée dans le domaine de Chantilly. L'on ignore la date de fondation de sa paroisse. Le chanoine Müller estime que certains contreforts de l'église actuelle remontent au XIIIe siècle. Il n'y a pas de vestiges plus anciens. Le saint patron de l'église est Firmin d'Amiens, né en 272 à Pampelune, en Espagne, et martyrisé le 25 septembre 303 à Amiens. Sur le plan de la hiérarchie ecclésiastique, la paroisse relève du doyenné de Senlis et du diocèse de Senlis. Le collateur de la cure est le chapitre de la cathédrale Notre-Dame de Senlis.

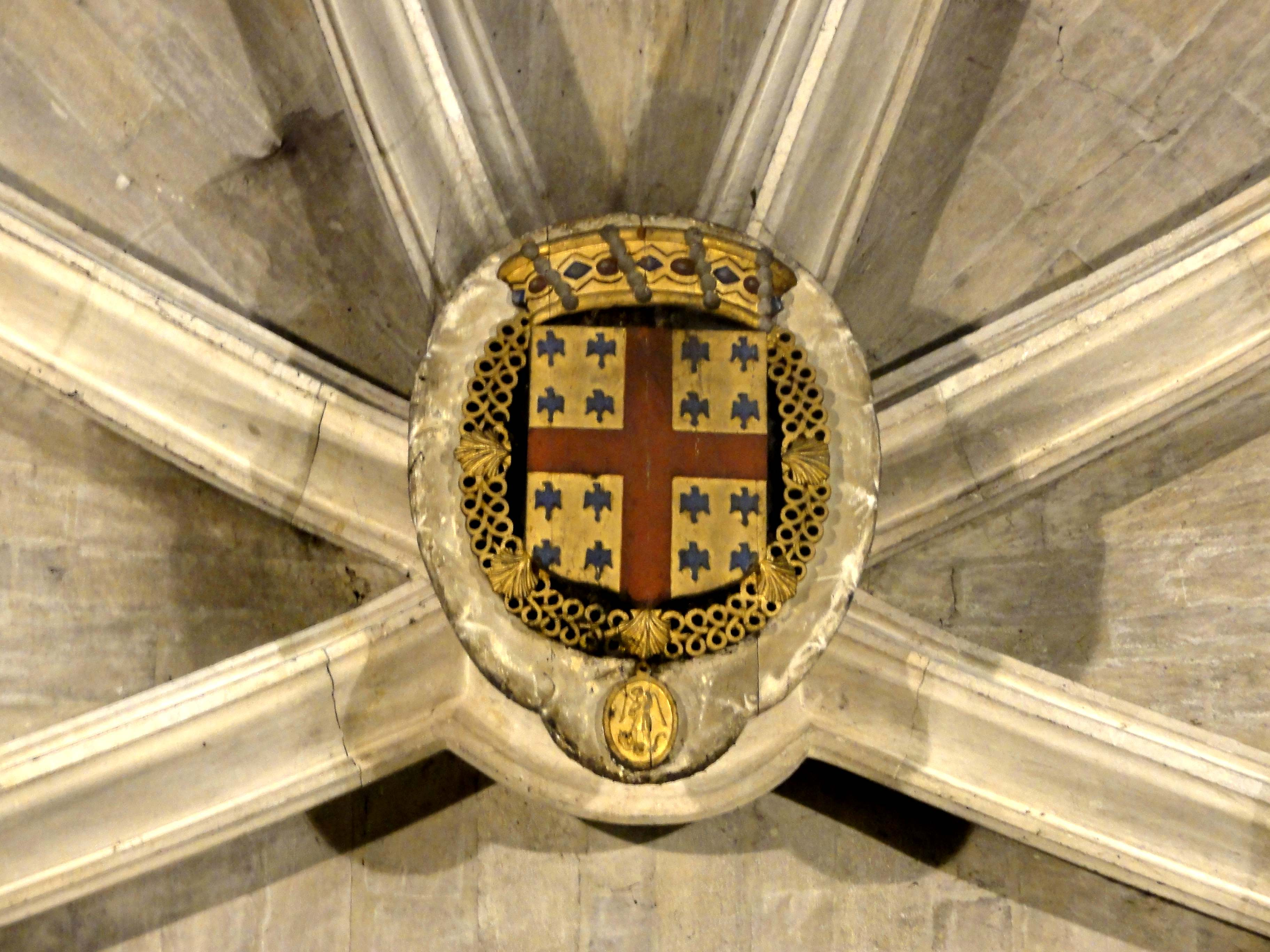
La clé de voûte de l'abside arbore les armes d'Anne de Montmorency.

Sous l'effet des ravages de la Guerre de Cent Ans et de la diminution conséquente de la population, les paroisses de Saint-Firmin, Courteuil, Saint-Nicolas-d'Acy (aujourd'hui commune de Courteuil) et Valprofond (aujourd'hui Avilly-Saint-Léonard) sont réunies en 1416 au plus tard, et desservies par un même curé. Cette situation dure jusqu'au XVIe siècle. Les trois curés du XVe siècle dont l'on connaisse encore les noms résident apparemment au presbytère de Courteuil. Il s'agit de l'abbé Michel Pelins, mort en 1416, de l'abbé Jean Le Charron, successeur du précédent, et de Jean Matlyn, mort en 1480. Il est inhumé en l'église de Courteuil, où subsiste sa dalle funéraire, sur laquelle le défunt est représenté comme transi. Grâce à la générosité du connétable Anne de Montmorency, l'église Saint-Firmin est presque entièrement rebâtie entre 1540 et 1543, dans le style gothique flamboyant. D'après Bernard Savouret, le connétable aurait chargé les moines bénédictins du prieuré Saint-Nicolas-d'Acy de mener à bien ce chantier. La plupart des vitraux sont offerts par Anne de Montmorency. Ils sont dégradés sous la Révolution française. Un événement mémorable a lieu le 12 juillet 1743 avec la confirmation de plus de cent cinquante personnes âgées entre neuf et quarante ans, la majorité ayant environ vingt ans, par l'évêque de Senlis, Mgr Firmin Trudaine. L'abbé Antoine Moyeux, curé de Saint-Firmin depuis 1778, prête serment à la Constitution civile du clergé le 16 janvier 1791, puis se retracte le 22 mai dans le cadre d'un discours prononcé après Vêpres : « Si je vaus avais donné un mauvais exemple, je vous demande pardon[...] J'espère que vous ne me refusez pas un morceau de pain[...] ». Ce prêtre meurt en déportation. Trois prêtres se succèdent encore à Saint-Firmin jusqu'à l'interdiction du culte, sous la Terreur en automne 1793.

### Depuis le concordat de 1801

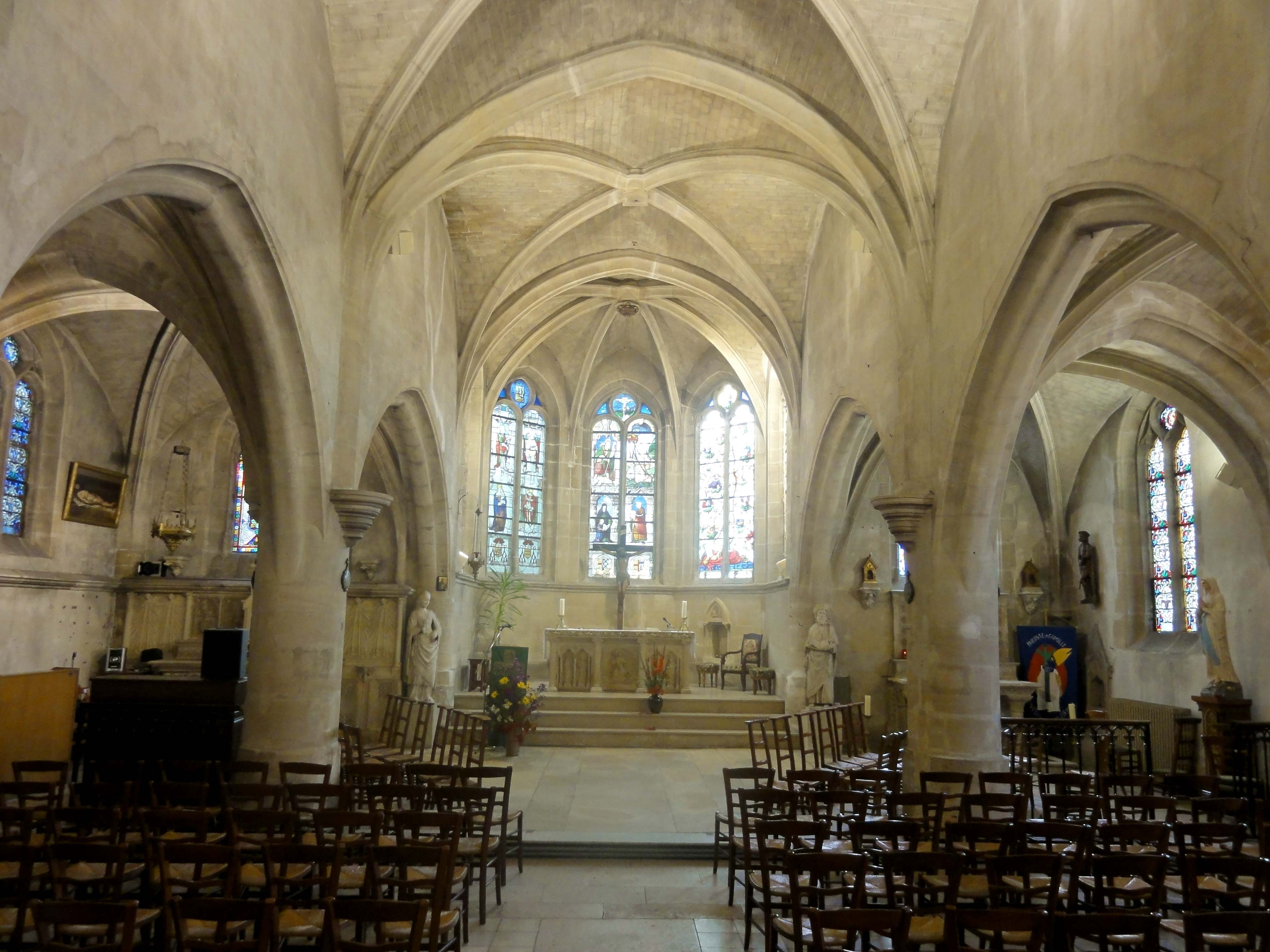
Vue générale intérieure.

Par le concordat de 1801, le diocèse de Senlis est définitivement supprimé, et le territoire correspondant au département de l'Oise est provisoirement rattaché au diocèse d'Amiens. En 1822, le diocèse de Beauvais est rétabli, et correspond désormais aux limites du département. Depuis cette date, Vineuil-Saint-Firmin fait donc partie du diocèse de Beauvais. La cure reste vacante jusqu'en 1804. Ensuite et jusqu'en 1818, les paroisses de Saint-Firmin, Saint-Léonard et Aumont sont desservies par un même curé, l'abbé Henry-Éloy Guéret. Né le 30 juin 1745, il a été tonsuré le 14 avril 1759, et ordonné chanoine diacre en 1779. Il est nommé à la cathédrale Notre-Dame de Senlis et à Aumont le 10 novembre 1782, et prête serment le 15 mai 1791. L'abbé Guéret adhère même à la Société populaire de Senlis le 6 juillet, et renonce au sacerdoce le 19 novembre 1793. Il tient ensuite une petite école et travaille à la mairie de Senlis. En 1801 il retrouve sa vocation, et recommence à lire des messes basses. Après sa mort le 11 avril 1818, les curés d'Apremont et de Chantilly desservent la paroisse de Saint-Firmin. En 1822, le premier curé de Saint-Firmin après la Révolution est nommée avec l'abbé Henry-François Guiblin, qui ne reste que pour trois ans. Il n'y a plus de presbytère à Saint-Firmin, et l'état de l'église est lamentable. Conscient de la valeur artistique des vitraux, le conseil de fabrique décide, en date du 10 août 1834,de les vendre afin de financer la réparation de l'église. Il obtient l'accord du préfet, mais aucune offre n'atteint le prix fixé. En 1840, les divers fragments sont regroupés dans les cinq baies du chœur par un simple verrier.

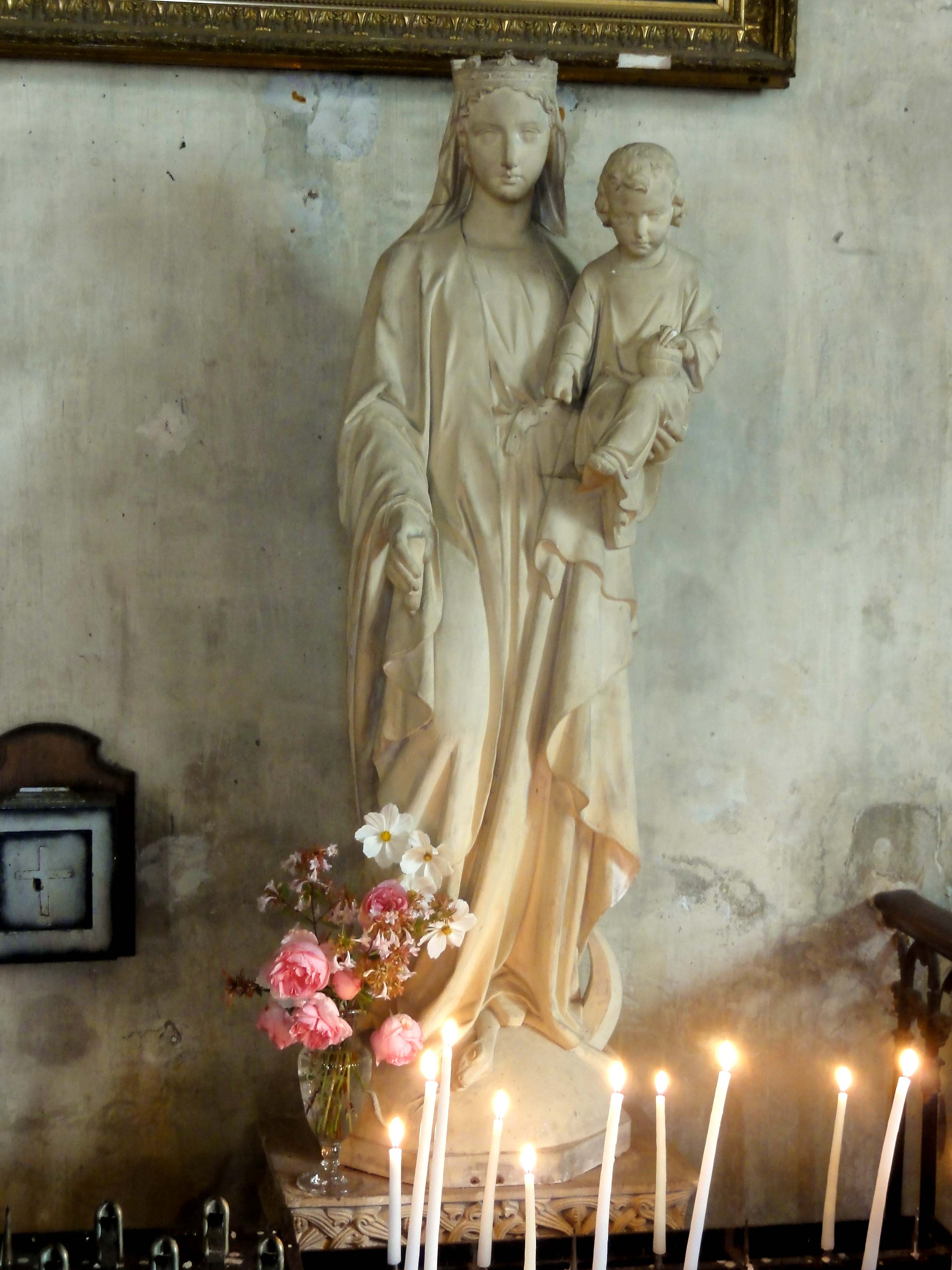
Vierge à l'Enfant.

Les six prêtres qui se succèdent jusqu'en 1847 sont curés d'Apremont et de Saint-Firmin, et résident à Apremont. L'abbé Joseph Simon arrive en juillet 1843, et est le premier curé résidant à Saint-Firmin depuis la Révolution. Il ne reste que jusqu'en janvier 1847. Pendant une vacance du poste qui dure de 1835 jusqu'en 1838, et pendant une autre vacance en 1843, des vicaires de Chantilly doivent venir au secours. L'on note qu'aucun prêtre reste pendant plus de quatre ans. Cette situation ne change qu'au début du Second Empire, avec l'installation de l'abbé Antoine Caron en août 1848 : il reste curé de Saint-Firmin jusqu'en mai 1876, et ne doit apparemment plus s'occuper des paroissiens d'Apremont. Pour un siècle et demi environ, Vineuil-Saint-Firmin demeure une paroisse indépendante. Vers 1850, le cimetière autour de l'église est transféré à son emplacement actuel, et une dizaine de dalles funéraires sont employées pour la réfection du sol de l'église. Une nouvelle cloche parrainée par le duc et la duchesse d'Aumale est bénite en 1851, au moment de leur exil. La sacristie est construite en 1855, et la tribune en 1868. Le mobilier est complété, et les vitraux de la Renaissance sont restaurés sous la direction d'Auguste Steinheil en 1881-1882. L'abbé Fernand Verté, qui arrive en octobre 1967, est l'instigateur de nombreuses et judicieuses restaurations. L'église Saint-Firmin est inscrite au titre des monuments historiques par arrêté du 13 février 1970.
Le hameau de Vineuil relève de la paroisse de Saint-Maximin au Moyen Âge, qui est du diocèse de Beauvais. Il rejoint la paroisse de Saint-Firmin à une date inconnue, mais devient une commune indépendante sous la Révolution française, en 1790. Cette situation ne dure que pendant quatre ans, jusqu'en 1794. À la fin du XIXe siècle, le duc d'Aumale fait transformer une ancienne grange en chapelle de style néoroman, qui est dédiée à sainte Barbe ou à saint Pierre et saint Paul. Par décret du 8 mars 1909, Vineuil adopte le nom de Vineuil-Saint-Firmin. De ce fait, la commune dispose de deux lieux de culte catholiques, mais en raison de la fragilité de son plancher, la chapelle est interdite d'accès depuis 2010. Depuis la mort de l'abbé Fernand Verté en juillet 1991, il n'y a plus de prêtre résident, et Vineuil-Saint-Firmin est réunie à la paroisse Sainte-Famille de Chantilly. À ce jour, il y a environ deux messes dominicales par mois, généralement le dimanche à 9 h 30. L'Eucharistie est habituellement célébrée par l'abbé Philippe Capelle-Dumont, professeur et doyen honoraire de la faculté de philosophie de l'Institut catholique de Paris, ou par l'abbé Philippe Gruson, bibliste et eprêtre accompagnateur du centre spirituel diocésain de Loisy.

## Description

### Aperçu général

Plan de l'église.

Régulièrement orientée, l'église répond à un plan basilical assez simple et se compose d'une nef de trois travées accompagnée de deux bas-côtés ; d'un faux transept non débordant qui n'apparaît comme tel qu'extérieurement ; et d'un chœur d'une seule travée, qui se présente comme une abside à cinq pans. La longueur totale est de 27,00 m, dont 15,50 m pour la nef, 5,50 m pour la croisée du transept et 4,50 m pour le chœur. La largeur totale est de 16,00 m au niveau de la nef et du transept. Les bas-côtés et les croisillons du transept ne mesurent que 3,00 m de largeur (sans tenir compte de l'épaisseur des grandes arcades). Le clocher s'élève au-dessus de la première travée du bas-côté nord. Il est coiffé d'une flèche octogonale en charpente, qui cumule à une hauteur de 25,00 m environ. Une sacristie de deux travées se situe devant la première travée du bas-côté sud, et un porche abrite le portail latéral dans la travée suivante. L'autre accès à l'église est le portail occidental. L'ensemble de l'église est voûté sur des croisées d'ogives simples. Nef et bas-côtés sont pourvus d'une toiture unique à deux rampants. Les croisillons possèdent des pignons à leurs extrémités, et sont munis de toits en bâtière. L'ensemble des couvertures est réalisé en ardoise.

### Intérieur

#### Vaisseau central

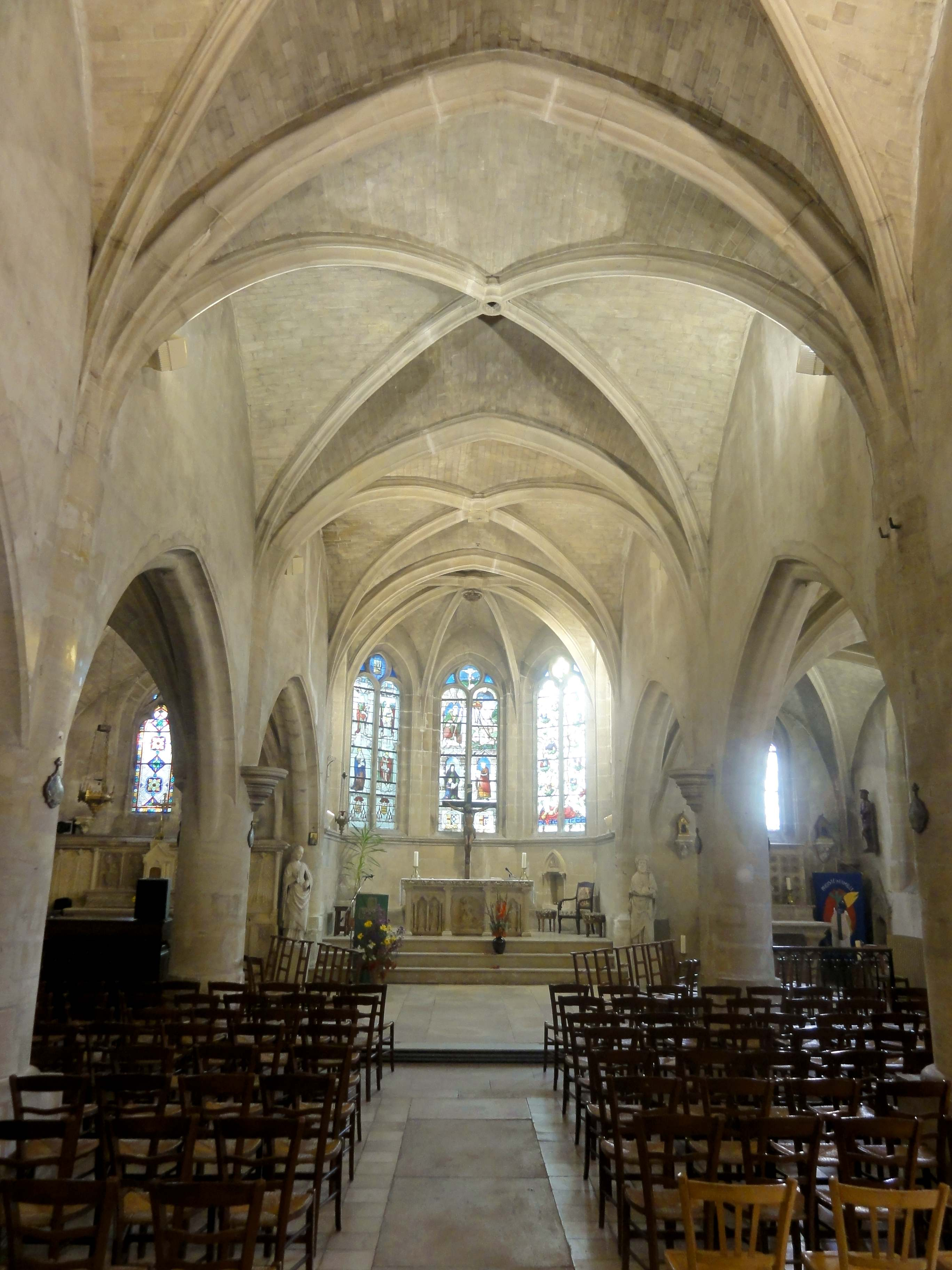
Nef, vue vers l'est.

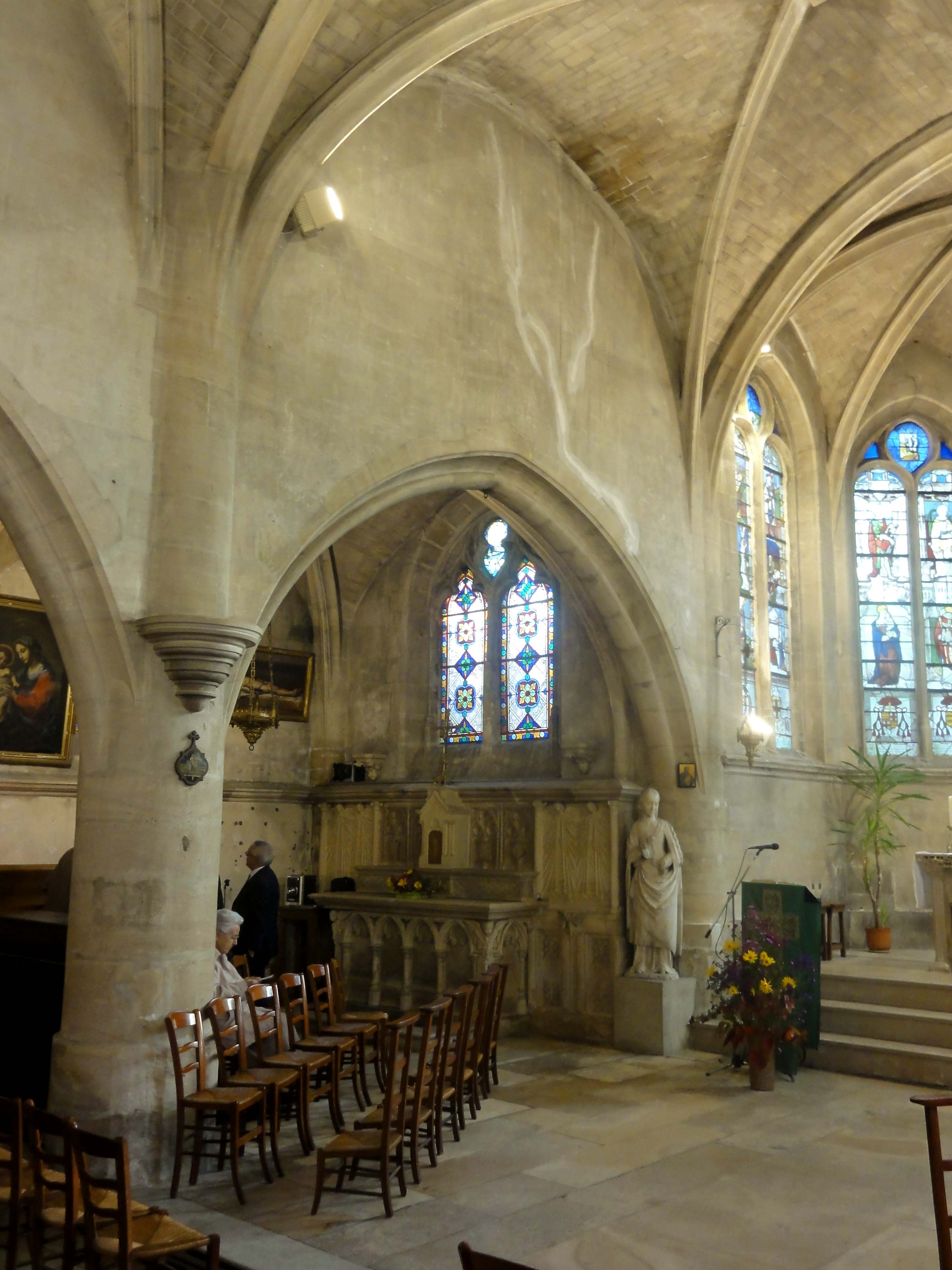
Nef, 4e travée (faux transept), élévation nord.

Il n'y a, à l'intérieur, aucune différence notable entre nef et croisée du transept. Les deux parties forment un vaisseau homogène de quatre travées. Ce vaisseau central est aveugle, hormis un oculus circulaire en haut du mur occidental. À l'intérieur de l'église, il n'y a pas trace de fenêtres hautes bouchées, et selon les usages du XVIe siècle, il est probable qu'il n'y en a jamais eu. L'espace sombre au-dessus des fidèles est censé favoriser le recueillement, et symbolise l'incertitude qui pèse sur l'au-delà ; après l'expérience douloureuse sous la guerre de Cent Ans, les paradigmes de l'architecture religieuse ont changé, et ce n'est plus la lumière de Dieu qui est mise en avant. Même la somptueuse collégiale Saint-Martin de Montmorency en tant que principal édifice religieux financé par la famille de Montmorency à la période flamboyante, est dépourvue de fenêtres hautes.
Les travées sont barlongues dans le sens transversal, comme habituellement au Moyen Âge. L'élévation est à deux niveaux, avec l'étage des grandes arcades, et un étage de murs hauts au-dessus des grandes arcades. En comptant depuis leur sommet, le second niveau d'élévation représente environ un tiers de la hauteur totale du vaisseau sous le sommet des voûtes. La hauteur médiocre de la nef, soit 7,20 m environ, est mise en exergue par le rapport entre hauteur est largeur : celle-ci est en fait analogue à la hauteur des piliers jusqu'à la retombée des voûtes, un peu au-dessus du sommet des grandes arcades. Tant les grandes arcades que les arcs-doubleaux sont en arc brisé. Les arcs d'inscription latéraux le sont également, sauf dans la quatrième travée, où ils sont en plein cintre. Le tracé de la plupart des doubleaux est irrégulier, et témoigne de déformations dans le passé. La clé d'arc du premier doubleau est nettement déportée vers le sud. Les deux premiers doubleaux sont plus aigus que les deux suivants, qui paraissent surbaissés. Comme reflet de la date de construction tardive à la fin de la période gothique, les ogives sont en cintre surbaissé. En revanche, le profil des ogives reste prismatique et aigu. Les doubleaux affichent même un profil torique, avec un tore entre deux cavets et deux gorges, ce qui évoque le style gothique rayonnant. Ce profil apparaît aussi dans l'église de Jaux, terminé elle aussi en 1543. Les deux premières clés de voûte sont des disques arborant un décor en bas-relief. La troisième clé est fruste, et la quatrième est un écusson vide.
Les nervures des voûtes se fondent dans des ondulations dans les murs, qui correspondent à la suite des piliers des grandes arcades. À l'est de la troisième travée, les ogives se fondent dans le mur près des piliers, et les ondulations à la limite avec la travée suivante sont plus prononcées. Afin de ne pas répercuter l'épaisseur plus importante sur les piliers, des culs-de-lampe formés par quatre bandeaux moulurés en encorbellement ont été disposés au niveau de la retombée des grandes arcades. Celles-ci sont au profil d'un gros boudin entre deux gorges et deux fines rainures, comme à Armancourt, Survilliers et Vauréal, ou sans les moulures concaves, dans les chœurs de Boran-sur-Oise et Jagny-sous-Bois. C'est un profil relativement simple pour la période flamboyante, qui privilégie les moulures prismatiques complexes. En revanche, c'est tout à fait conforme à l'esprit flamboyant que les arcades se fondent directement dans les piliers, sans interposition de chapiteaux ou frises. Les piliers sont monocylindriques et appareillés en tambour, ce qui n'est pas si rare dans les églises flamboyantes de la région. Outre celles précédemment citées, on peut ajouter Bessancourt, La Chapelle-en-Serval, Précy-sur-Oise, Survilliers ou Le Thillay. Si elles existent, les bases sont moulurées d'un gros boudin. Les socles sont octogonaux. Comme pour les arcades et les piliers, le maître d'œuvre a encore choisi l'une des options les plus simples qui avaient cours à l'époque de construction, comme à La Chapelle-en-Serval.

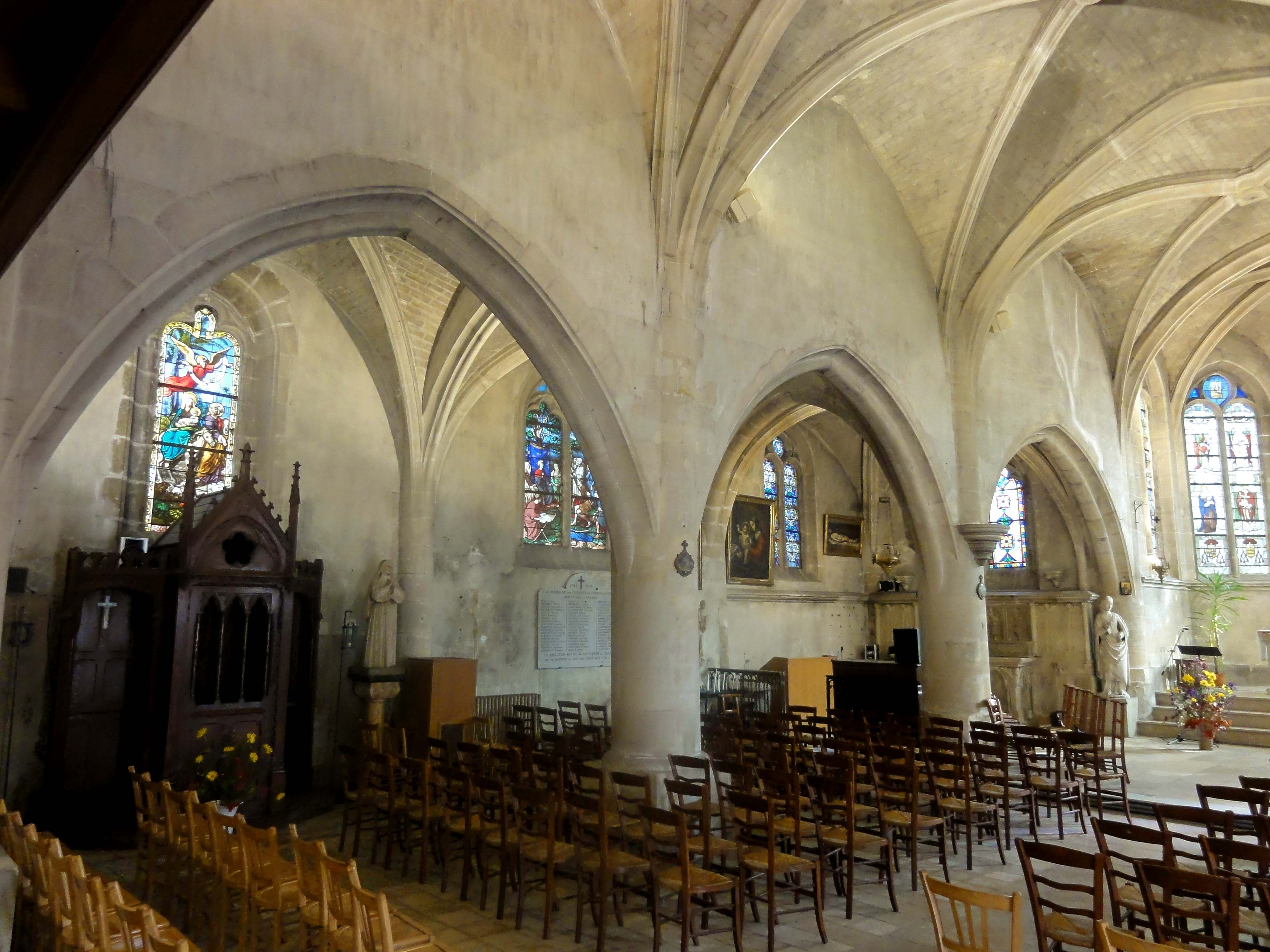
Nef, élévation nord.
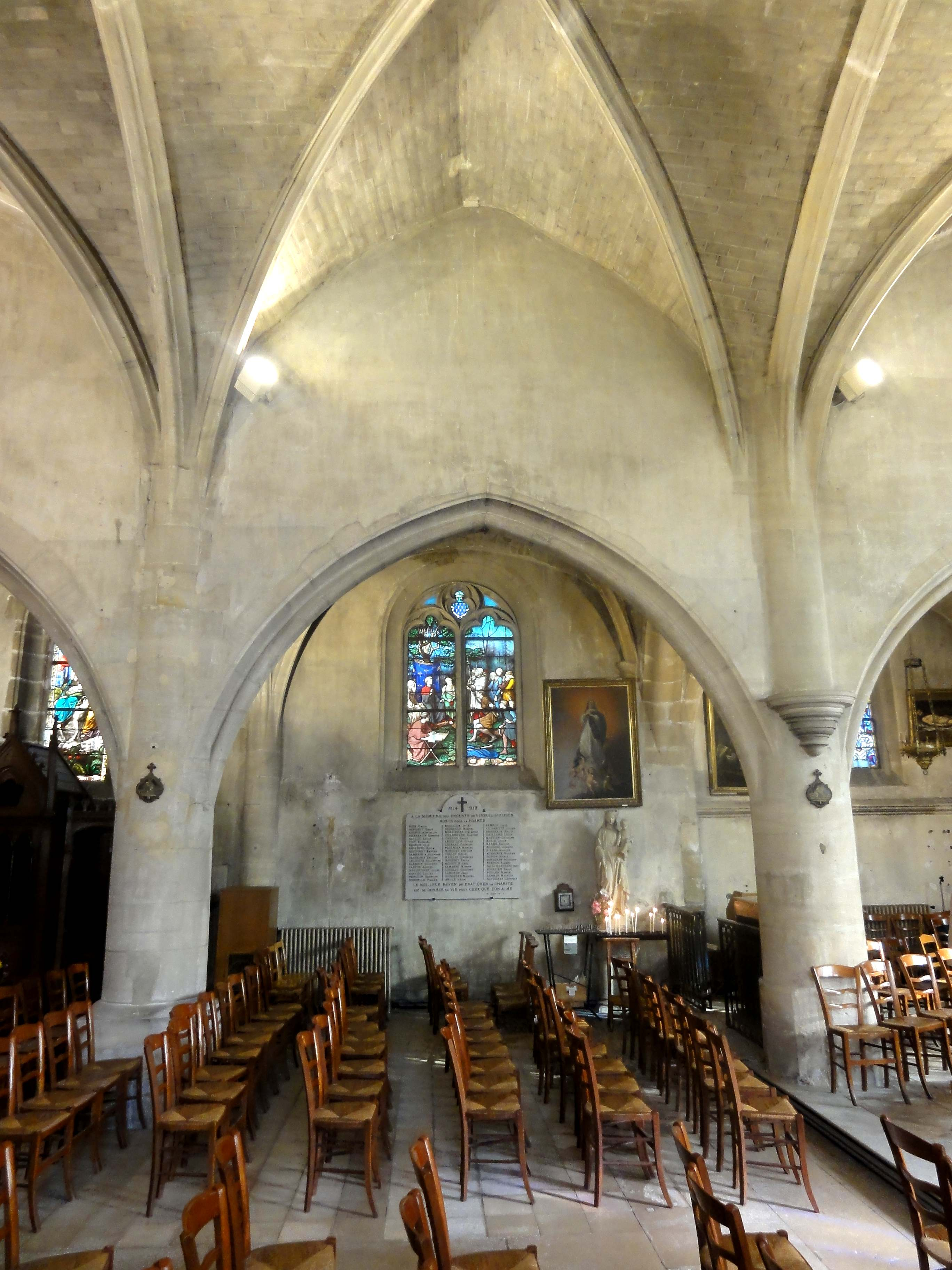
3e travée, élévation nord.
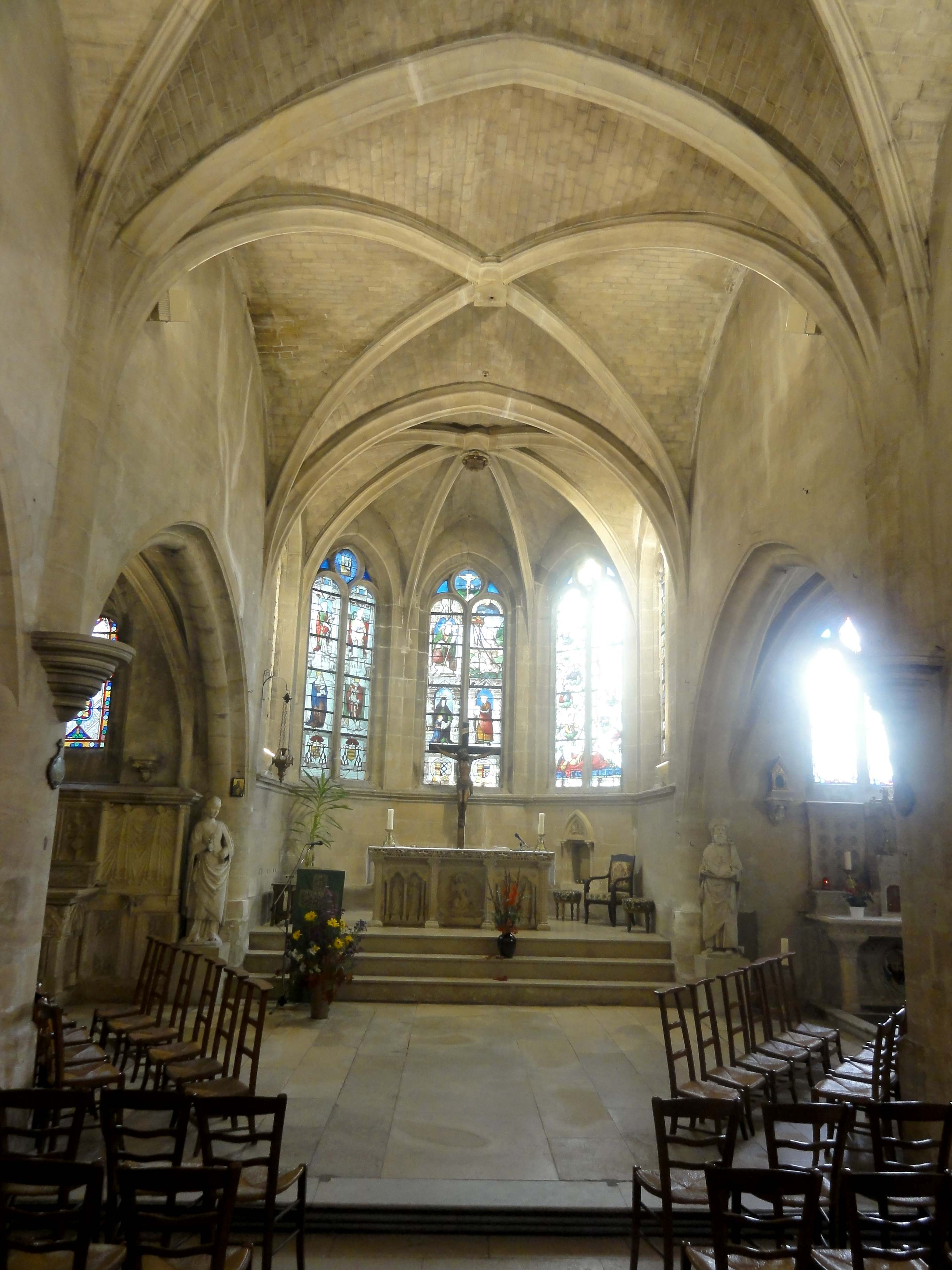
Nef, vue vers l'est.
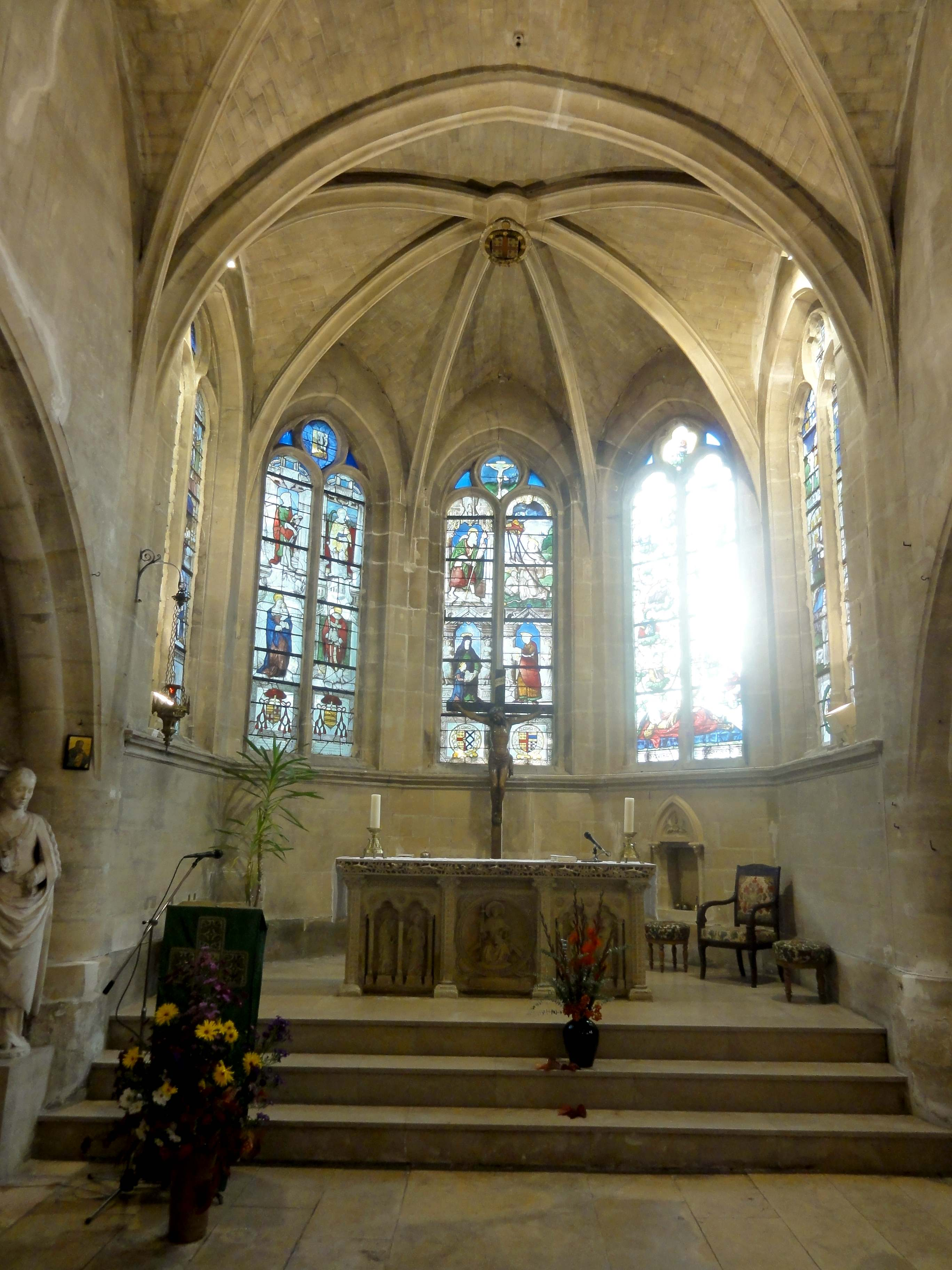
Nef, vue dans le chœur.
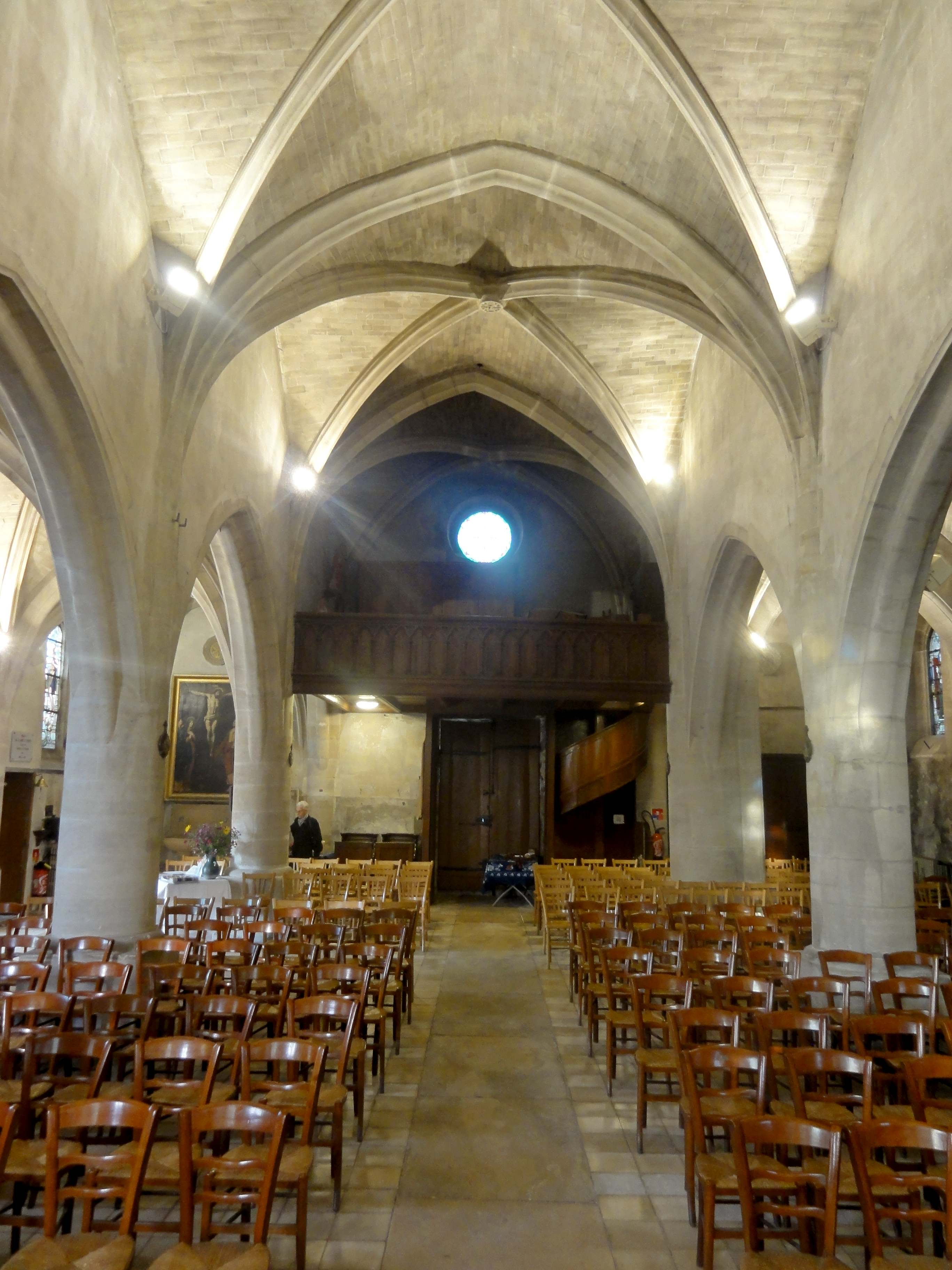
Nef, vue vers l'ouest.
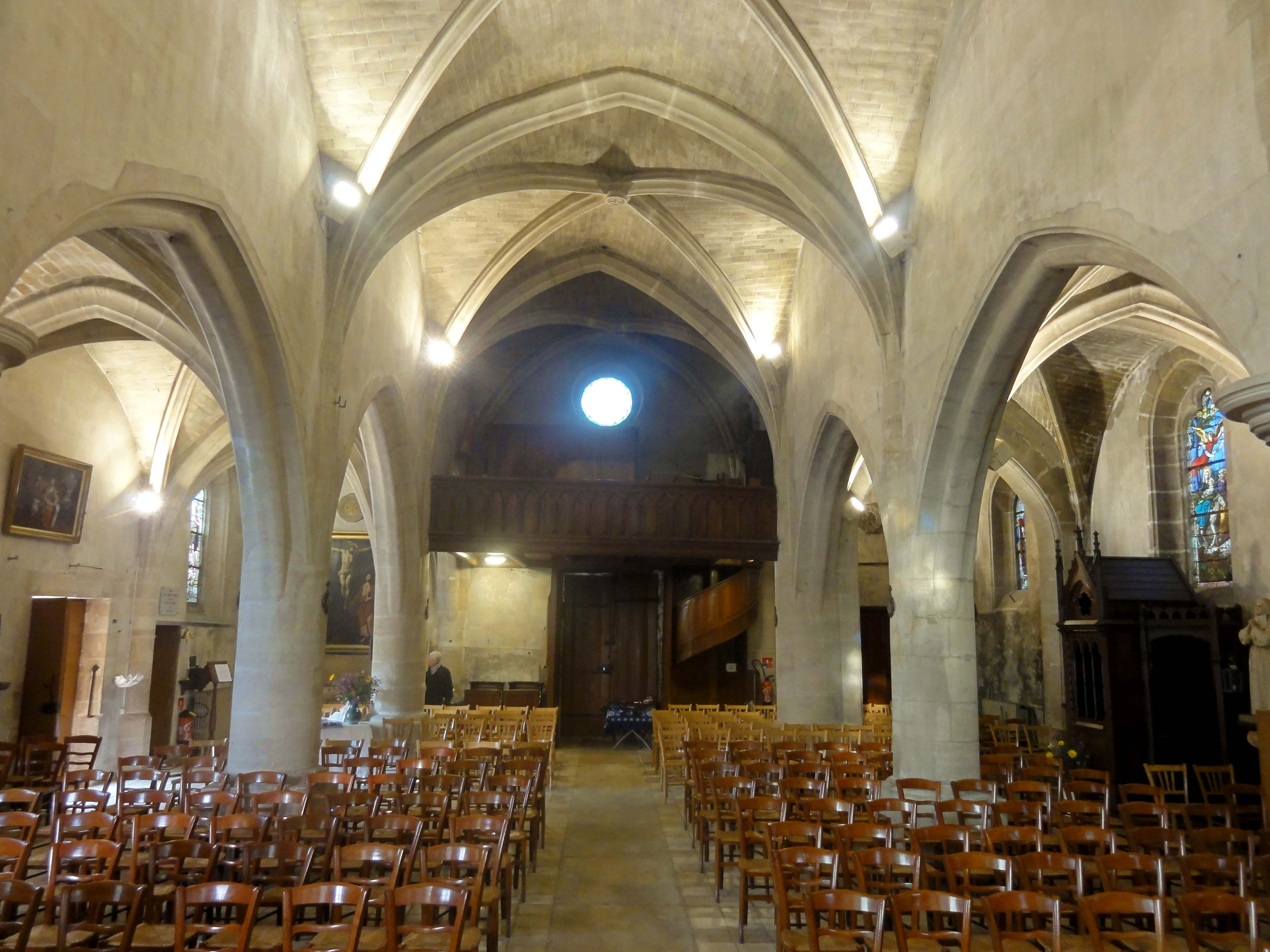
Nef, vue vers l'ouest.

#### Bas-côtés

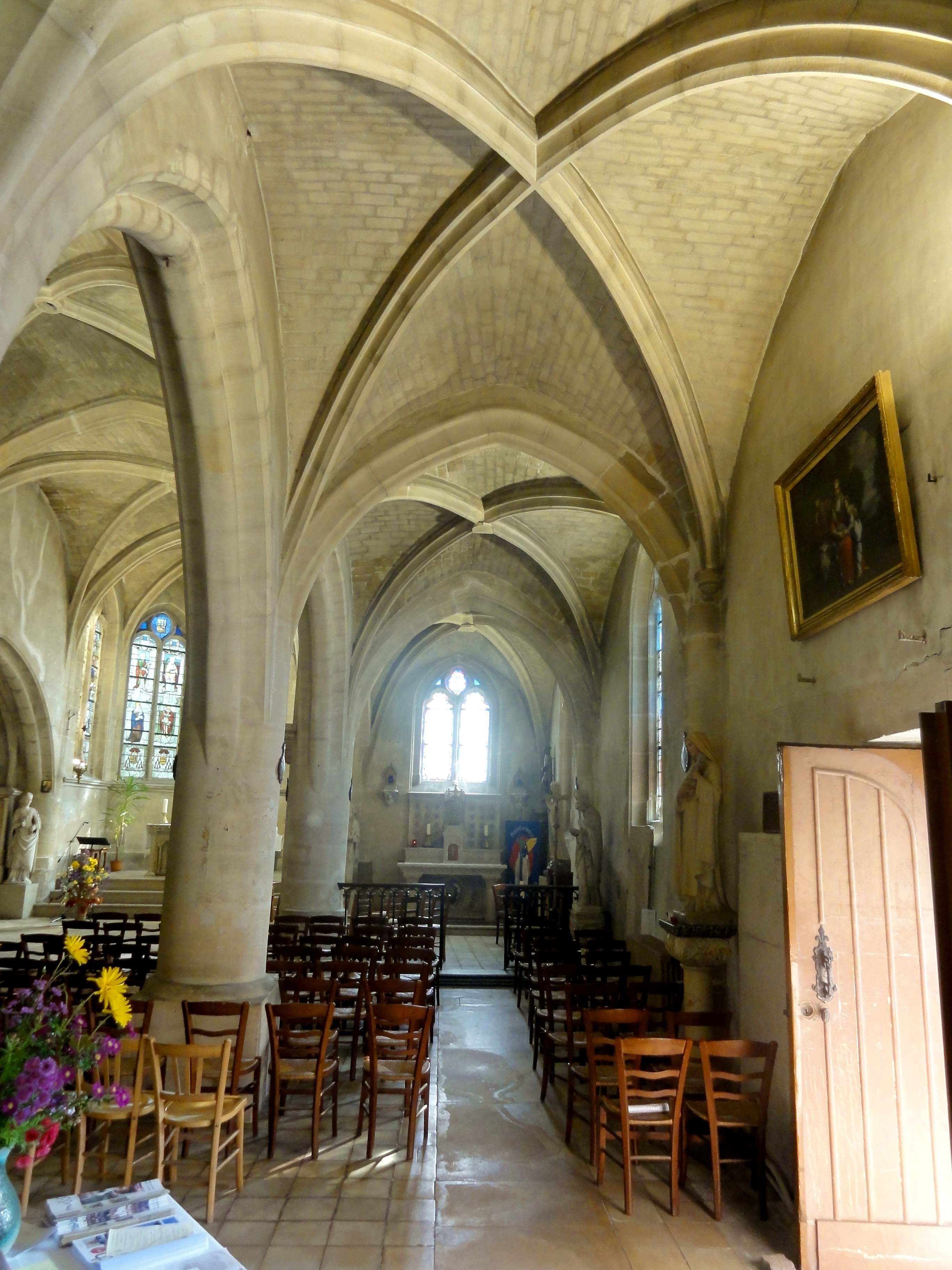
Bas-côté sud, 2e travée, vue vers l'est.

La première travée du nord, qui sert de base au clocher, se distingue seulement par un rétrécissement de la largeur du doubleau vers la travée voisine, ce qui permet de renforcer les deux piliers concernés, et par une mouluration méplate du doubleau. À l'ouest, une petite porte donne accès à la tourelle d'escalier du clocher. — Les bas-côtés intègrent les faux croisillons, qui ne montrent aucune différence de hauteur et de largeur par rapport aux bas-côtés de la nef, ce qui ne permet pas de qualifier la quatrième travée de transept. Les différences sont minimes. Dans la quatrième travée, la limite des allèges est marquée par un bandeau mouluré, ce qui n'est pas le cas dans les travées précédentes. Au droit des murs gouttereaux, le doubleau à l'intersection entre la troisième et la quatrième travée retombe sur un cul-de-lampe analogue à ceux observés dans le vaisseau central. Il n'y a pas d'ondulations ou piliers engagés à ce niveau. Immédiatement à côté, les ogives retombent sur un petit culot purement fonctionnel. En regardant depuis l'ouest, une courte portion de mur est visible au-dessus des doubleaux désignés, ce qui indique sans doute une interruption du chantier (comme également au même niveau à La Chapelle, Survilliers et au Thillay), et ce qui expliquerait les irrégularités constatés. Si effectivement les autres doubleaux correspondent aux arcs d'inscription des voûtes, il est toutefois à signaler que des portions de mur plus importants sont visibles au-dessus des grandes arcades. Cette disposition soulève la question pourquoi celles-ci n'ont pas été portées à la hauteur des voûtes des bas-côtés, ce qui aurait amélioré l'éclairage du vaisseau central par les baies des bas-côtés.
Sous maints égards, les bas-côtés reprennent les dispositions de la nef. Au droit des murs, les nervures des voûtes se fondent dans des piliers engagés, qui ont la même section que les piliers des grandes arcades. À la fin des grandes arcades, les ogives ne se fondent pas dans les mêmes piliers que les grandes arcades, mais disposent de petits fûts de colonne indépendants. La modénature est analogue au vaisseau central, et il n'y a pas non plus de formerets. En différence avec la nef, les bas-côtés disposent bien sûr de fenêtres, au chevet plat et latéralement, sauf au niveau du portail de la seconde travée du sud. Toutes les fenêtres ne sont pas identiques. Leur point commun est d'être  entourées d'une gorge, ce qui traduit une construction soignée malgré la simplicité de l'architecture. La fenêtre sous le clocher est en arc brisé et dépourvue de remplage. Les baies de la première travée du sud et de la seconde travée du nord sont des lancettes simples en arc brisé, qui se terminent en tête tréflée. Ces fenêtres ne mettent pas du tout à profit la largeur disponible entre les piliers. Les fenêtres latérales de la troisième et de la quatrième travée du nord sont en plein cintre et possèdent un remplage de deux formes en plein cintre à têtes tréflées, qui sont surmontées d'un soufflet et de deux mouchettes. Les fenêtres au chevet des deux bas-côtés reproduisent la variante classique de ce dessin caractéristique du style flamboyant, avec des lancettes en arc brisé. Enfin, les fenêtres latérales de la troisième et de la quatrième travée du sud affichent une autre déclinaison de ce même dessin, avec un soufflet plus largement ouvert et des mouchettes réduites à des minuscules écoinçons.

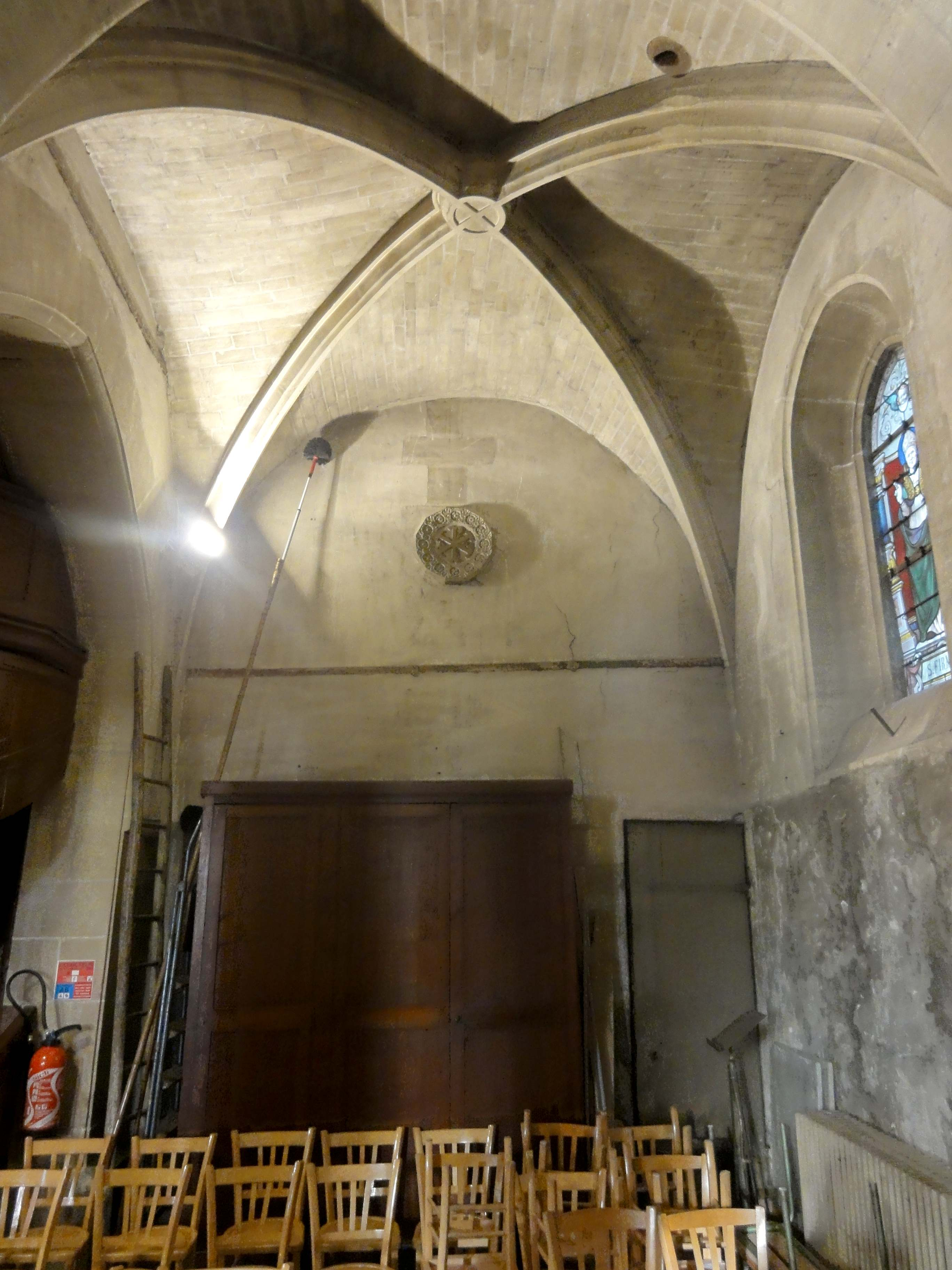
Bas-côté nord, base du clocher, vue vers l'est.
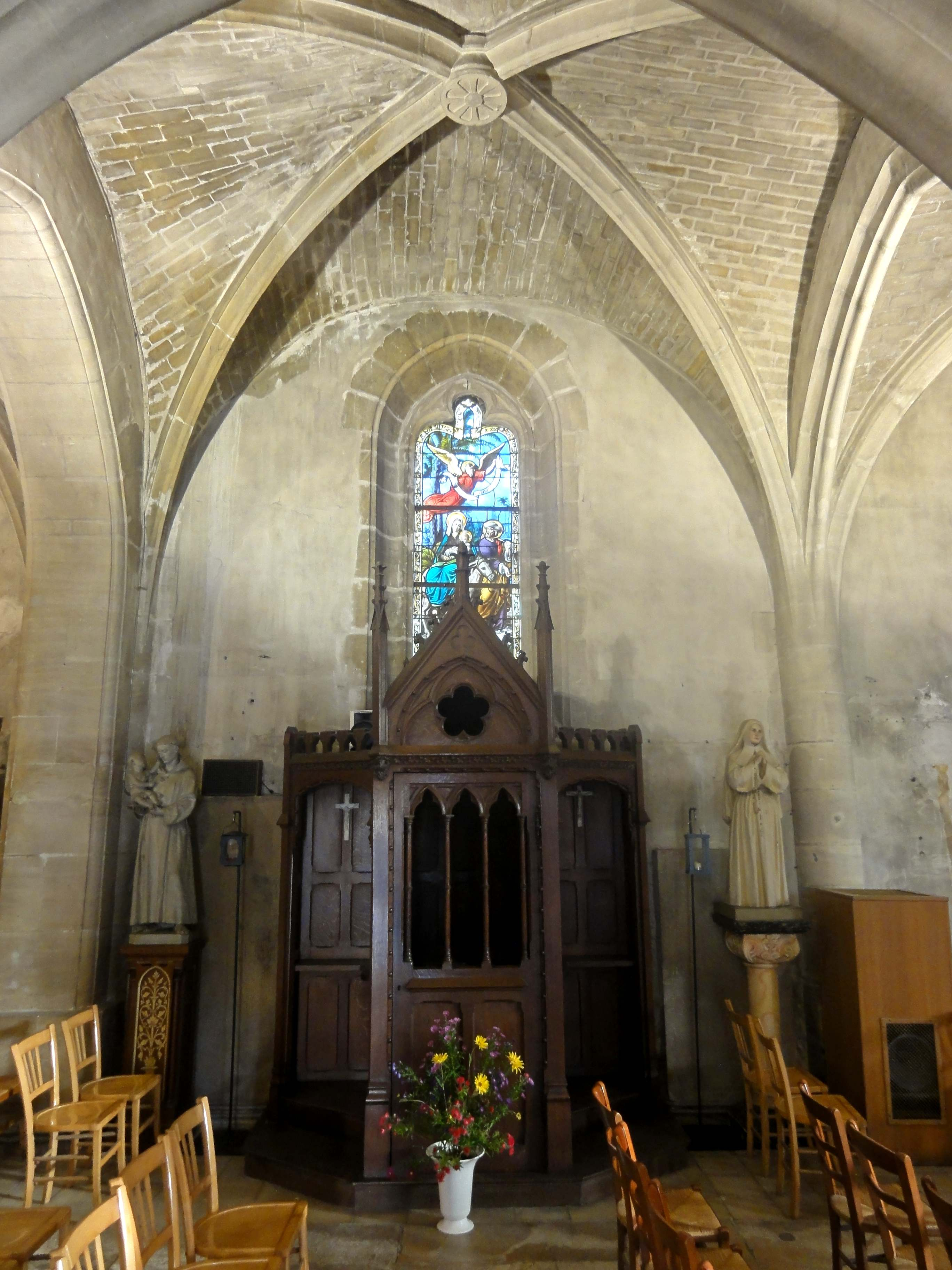
Bas-côté nord, 2e travée, vue vers le nord.
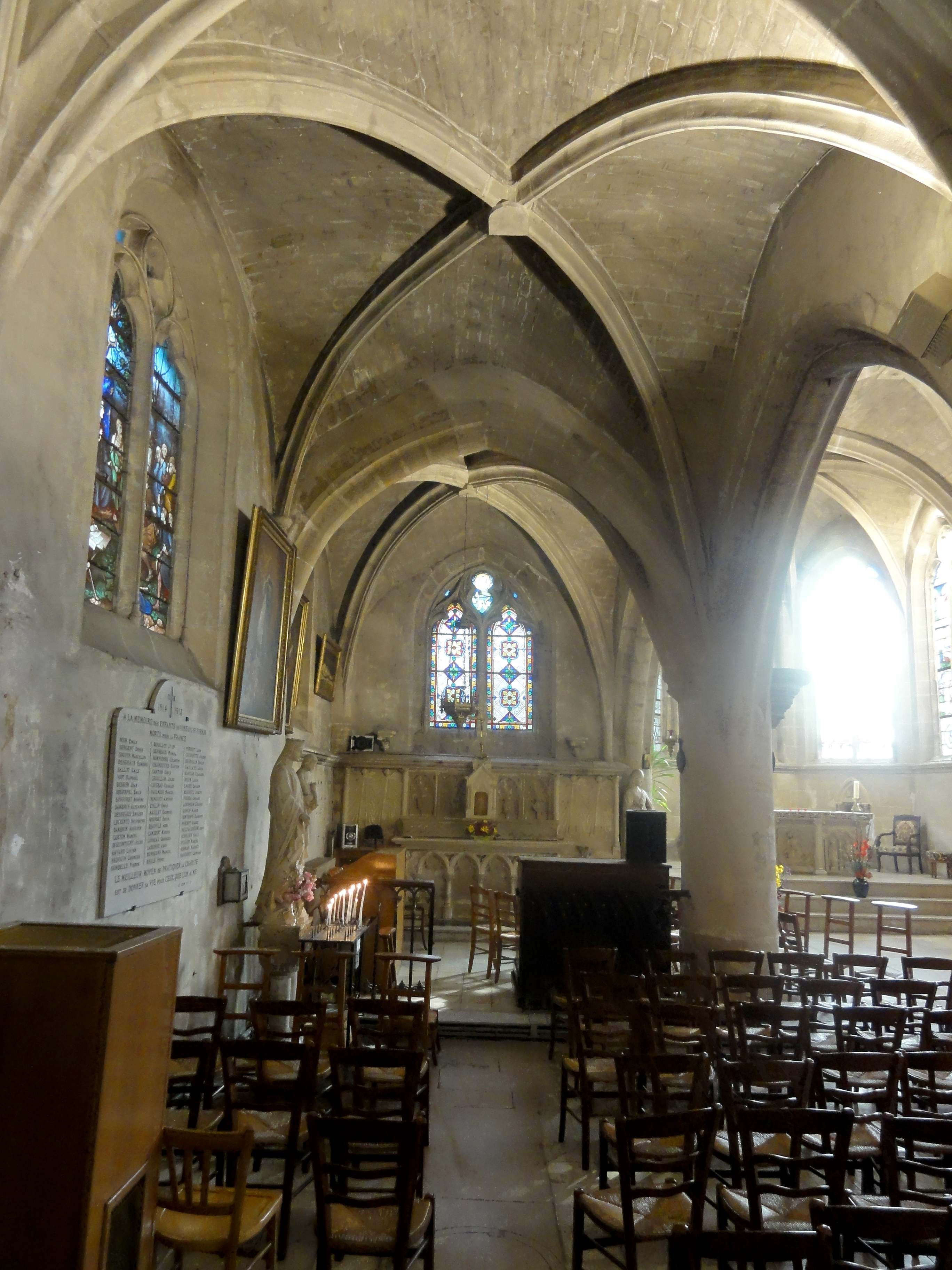
Bas-côté nord, vue vers l'est.
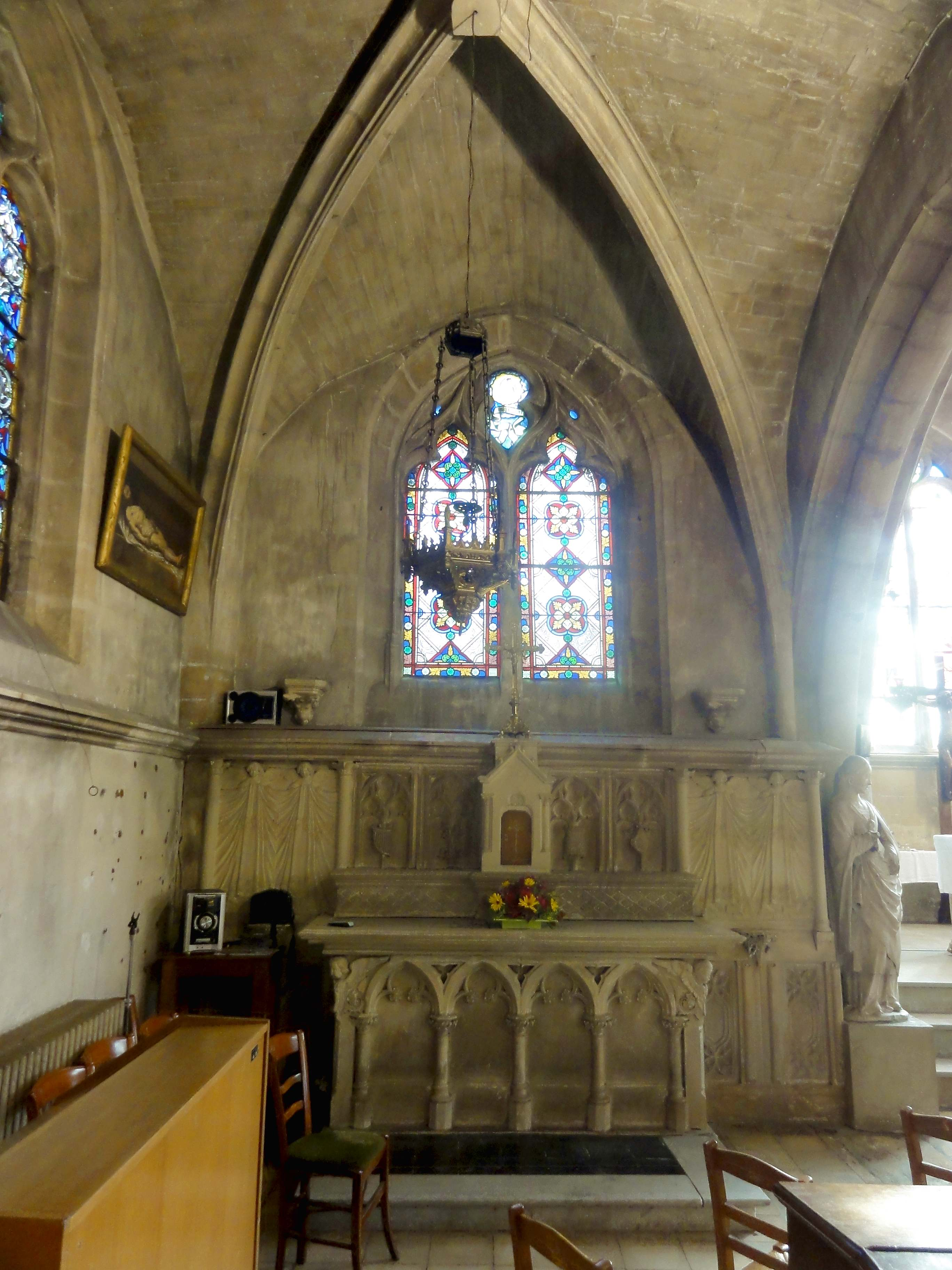
Bas-côté nord, faux croisillon, vue vers l'est
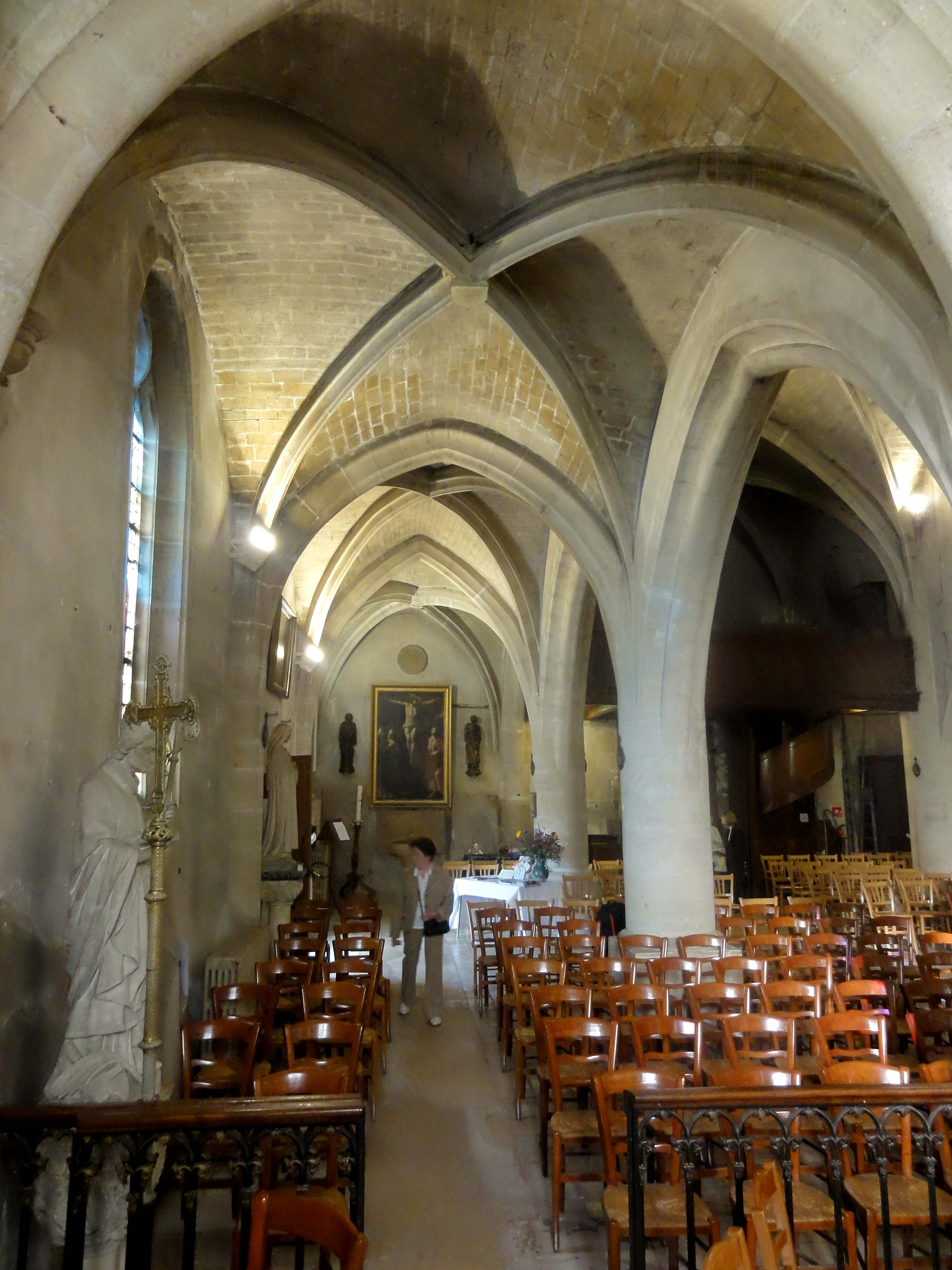
Bas-côté sud, vue vers l'ouest.
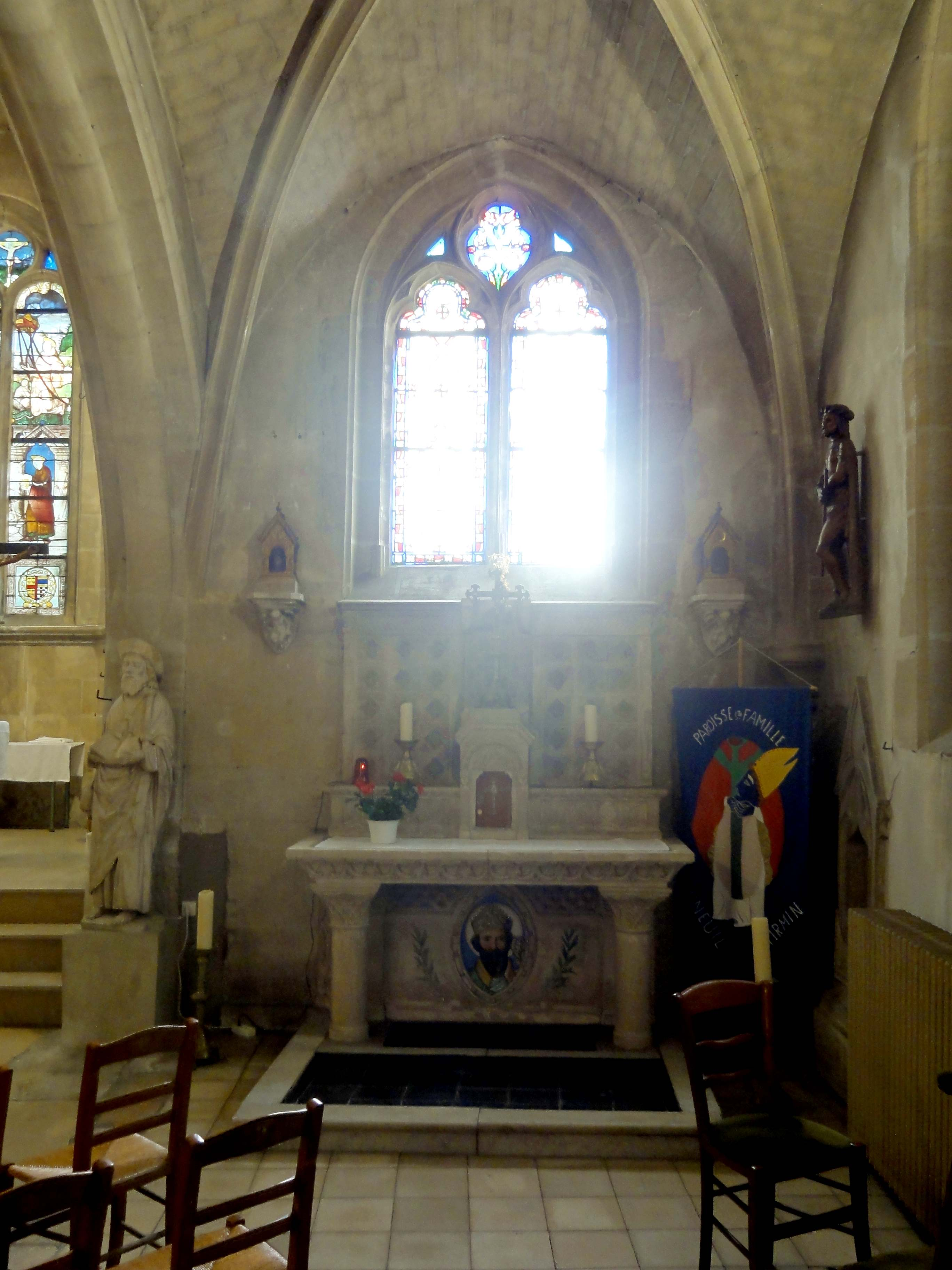
Bas-côté sud, chevet, chapelle St-Firmin.

#### Chœur

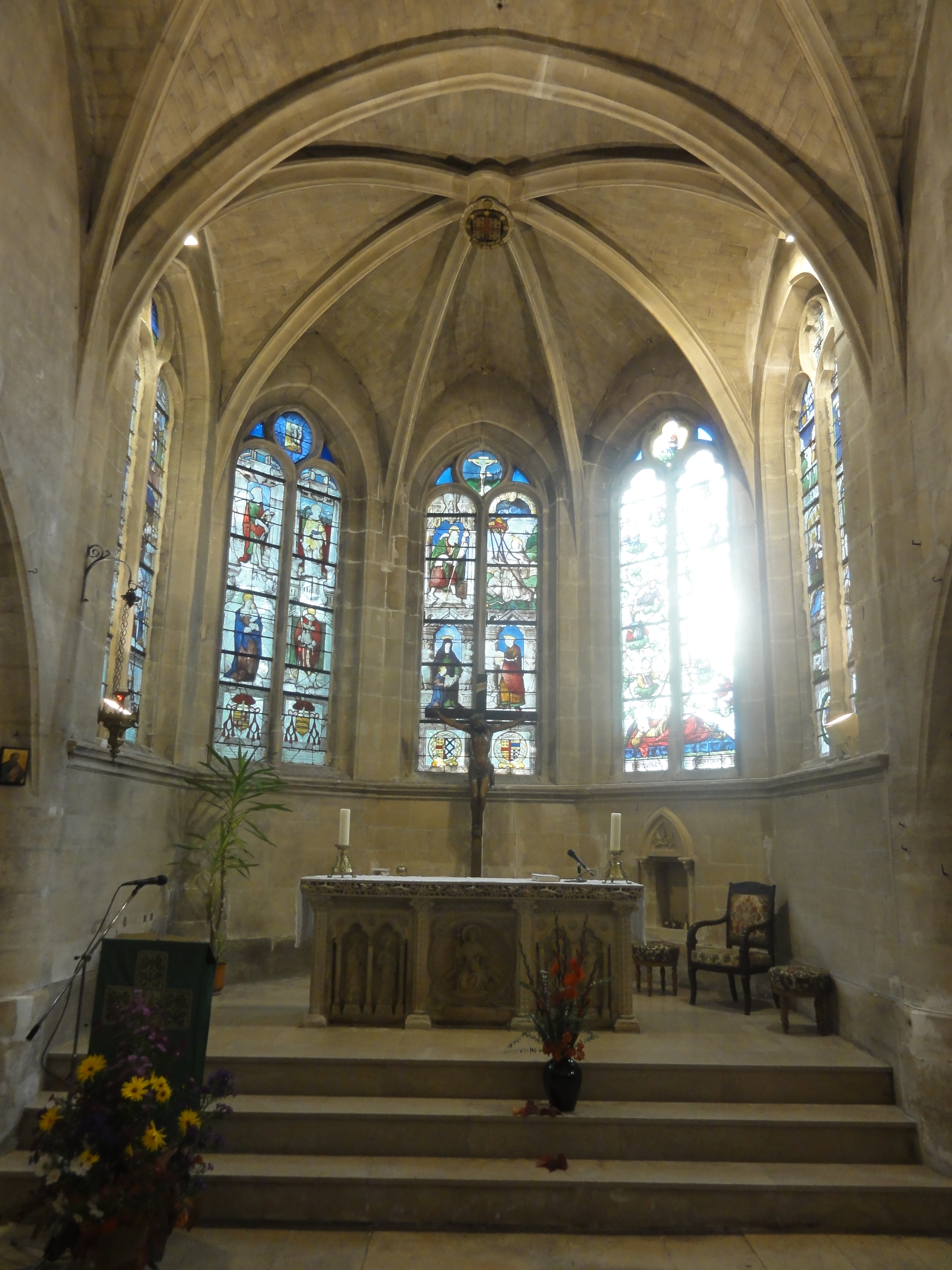
Chœur, vue vers l'est.

L'arc triomphal, ou autrement dit, le doubleau ouvrant dans le chœur, ressemble aux autres doubleaux. Mais comme à l'ouest du doubleau précédent, les ogives de la dernière travée de la nef (le faux carré du transept) se fondent dans les murs, et non dans les ondulations qui servent de supports à l'arc triomphal et aux ogives voisines du chœur. Le chœur se résume à l'abside. Son plan est des plus classiques. Le maître d'œuvre n'a pas opté pour la variante la plus économique avec seulement trois pans, comme à La Chapelle-en-Serval et au Thillay, mais il n'a pas non plus pris le parti d'un chœur plus profond, comme à Jagny-sous-Bois et Mont-l'Évêque. La voûte est dépourvue de formerets, à l'instar des autres travées de l'église. Elle est établie à la même hauteur que les autres voûtes du vaisseau central, mais le piédestal de trois marches réduit la hauteur effective à 6,50 m seulement (soit 0,70 m de différence). Six branches d'ogives rayonnent autour d'une grande clé centrale, qui arbore les armes d'Anne de Montmorency. Vu les mutilations que l'église a subi sous la Révolution, il devrait s'agir du produit d'une restauration.
Les ogives se fondent directement dans les angles du mur : l'on ne trouve point de piliers engagés dans l'abside, ni de culs-de-lampe. Comme dans les faux croisillons, les limites des allèges sont décorées d'un bandeau mouluré. Les fenêtres sont au nombre de cinq, et occupent presque toute la largeur disponible entre les angles du mur. Elles sont en tiers-point, et mesurent 300 cm de hauteur pour 160 cm de largeur, ce qui est modeste mais cadre avec les dimensions restreintes de l'édifice. Les sommets des baies ne sont pas toujours exactement alignées sous les sommets des lunettes de la voûte. Sur la baie d'axe et au nord, le remplage adopte le dessin habituel en vigueur à la Renaissance, à savoir deux formes en plein cintre surmontées d'un oculus, qui peut être interprété comme un soufflet stylisé, et qui est flanqué de deux écoinçons, qui sont une réminiscence des mouchettes. Les meneaux possèdent encore des bases gothiques polygonales. Les formes en plein cintre se voient déjà dans les deux dernières travées du bas-côté nord, où elles s'allient encore à des têtes trilobées, et la tendance vers une simplification de la partie haut du réseau s'observe déjà dans les deux dernières travées du bas-côté sud. Le remplage des deux baies du sud est proche des réseaux des baies latérales de la troisième et de la quatrième travée du bas-côté sud. En comparant avec les réseaux typiquement flamboyants au chevet des bas-côtés, l'écart stylistique est important, et l'on imagine difficilement que l'église aurait été construite sous une unique et courte campagne qui n'a duré que trois ans. Ceci n'empêche pas une rare homogénéité de l'ensemble de l'espace intérieur, et en dépit de la simplicité de l'architecture et des proportions trapues, l'église paraît harmonieuse et tout à fait digne de sa vocation. Avec l'église de La Chapelle-en-Serval, déjà mentionnée, elle est particulièrement représentative des églises rurales construites pendant la première moitié du XVIe siècle.

### Extérieur

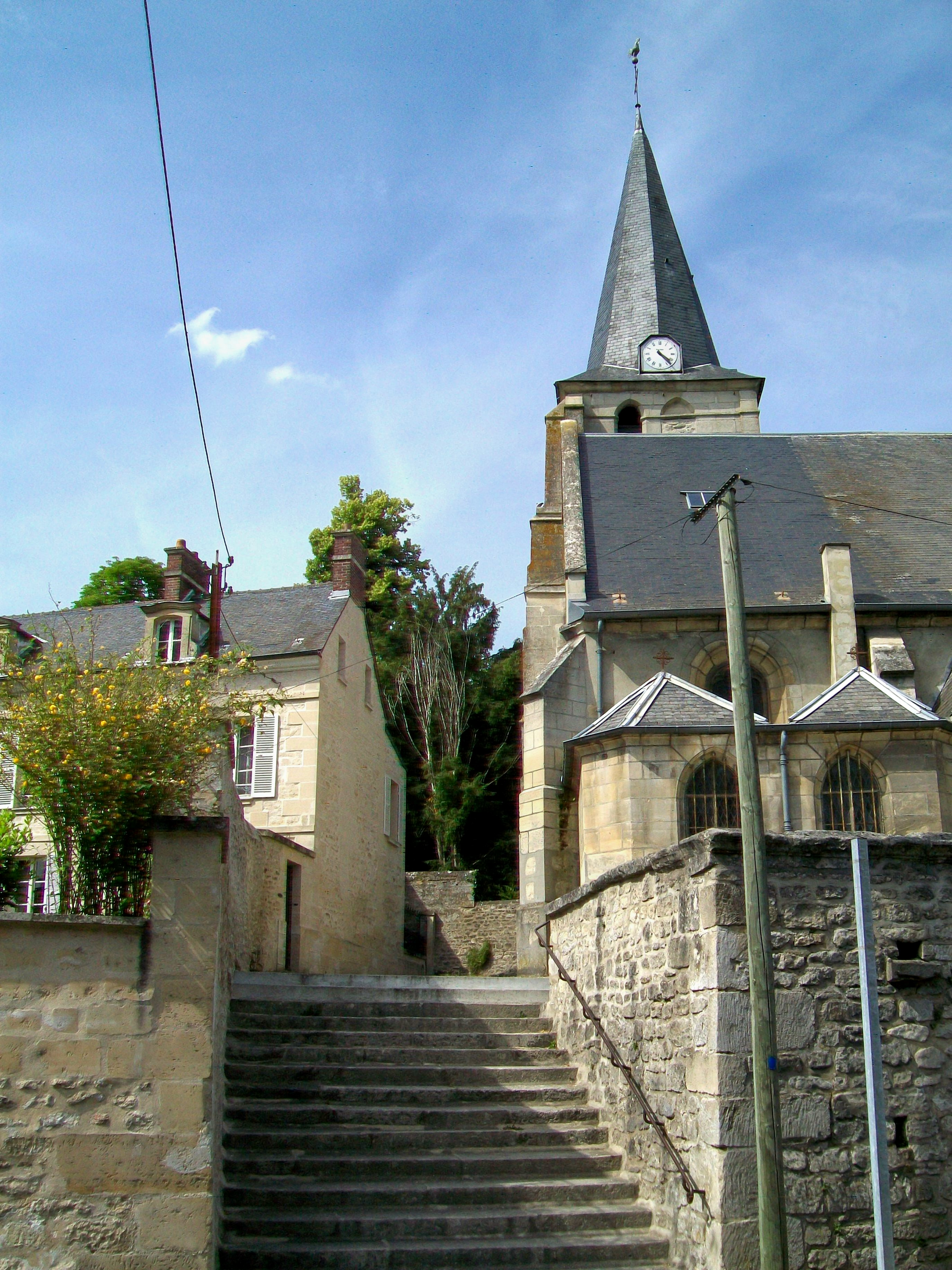
Sente de l'église.

L'église est bâtie pour l'essentiel en moellons hourdés de plâtre, la pierre de moyen appareil étant réservée au fruit après la deuxième ou la troisième assise ; aux contreforts, qui s'amortissent par un glacis formant larmier ; aux allèges des parties orientales ; au larmier à la limite des allèges ; aux pourtours des fenêtres ; à la corniche moulurée ; aux rampants des pignons ; et aux croix en antéfixe qui les couronne. Ces croix représentent l'unique décor sculpté authentiquement flamboyant. Le portail latéral est flanqué de deux minuscules griffons. Leur excellent état donne à penser qu'ils sont néogothiques. Bernard Savouret présume qu'elles datent de la fin du XIXe siècle, mais Louis Graves les mentionne déjà en 1841. Ils ont peut-être été resculptés au moment de la construction de la sacristie, en 1855, puisque cet annexe est contigu au porche qui abrite le portail. Celui-ci est en anse de panier et entouré de moulures prismatiques, qui forment une accolade sommée d'une niche. La niche abrite une statue polychrome de saint Firmin céphalophore, que Louis Graves n'a pas remarquée, et qui ne devait pas s'y trouver au moment de son passage. Bernard Savouret ne date pas la statue, qui est susceptible d'être en plâtre ou terre cuite. La tête en pierre d'un saint évêque, coiffée d'une mitre, est conservée à l'intérieur de l'église, et pourrait provenir de la statue qui surmontait le portail jusqu'à la Révolution.
La façade occidentale n'appelle aucune remarque particulière : elle n'est pas conçue pour être exposée, et n'a de ce fait pas bénéficié d'une décoration particulière. Le clocher est qualifié de moderne par Louis Graves, mais aucun auteur ne s'attarde sur cette partie de l'église, et l'avis de Louis Graves n'est apparemment pas partagé par Bernard Savouret et Dominique Vermand, qui insistent sur l'homogénéité de l'ensemble. La particularité du clocher est l'absence de contreforts à l'angle sud-est et à l'est. Sa position au-dessus de la première travée du bas-côté nord est également inhabituelle : presque tous les clochers flamboyants de la région sont implantés au sud du vaisseau central. Au nord-ouest, une tourelle d'escalier ronde s'insère entre les deux contreforts. Ceux-ci appartiennent à deux types différents, mais sont tous scandés par deux niveaux de larmiers, qui sont accompagnés de bandeaux que l'on ne peut rattacher à aucun style. L'étage de beffroi est percé de deux baies en arc brisé sur chaque face. Les piédroits et les arcs sont simplement chanfreinés. Un bandeau qui fait le tour de l'étage au niveau des impostes constitue l'unique décoration. La gracieuse flèche en charpente compense d'une certaine manière cette austérité.

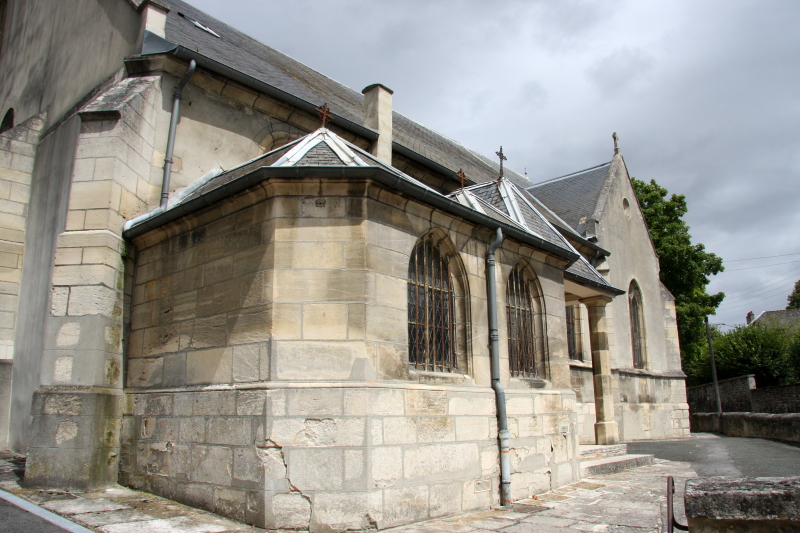
La sacristie de 1855.
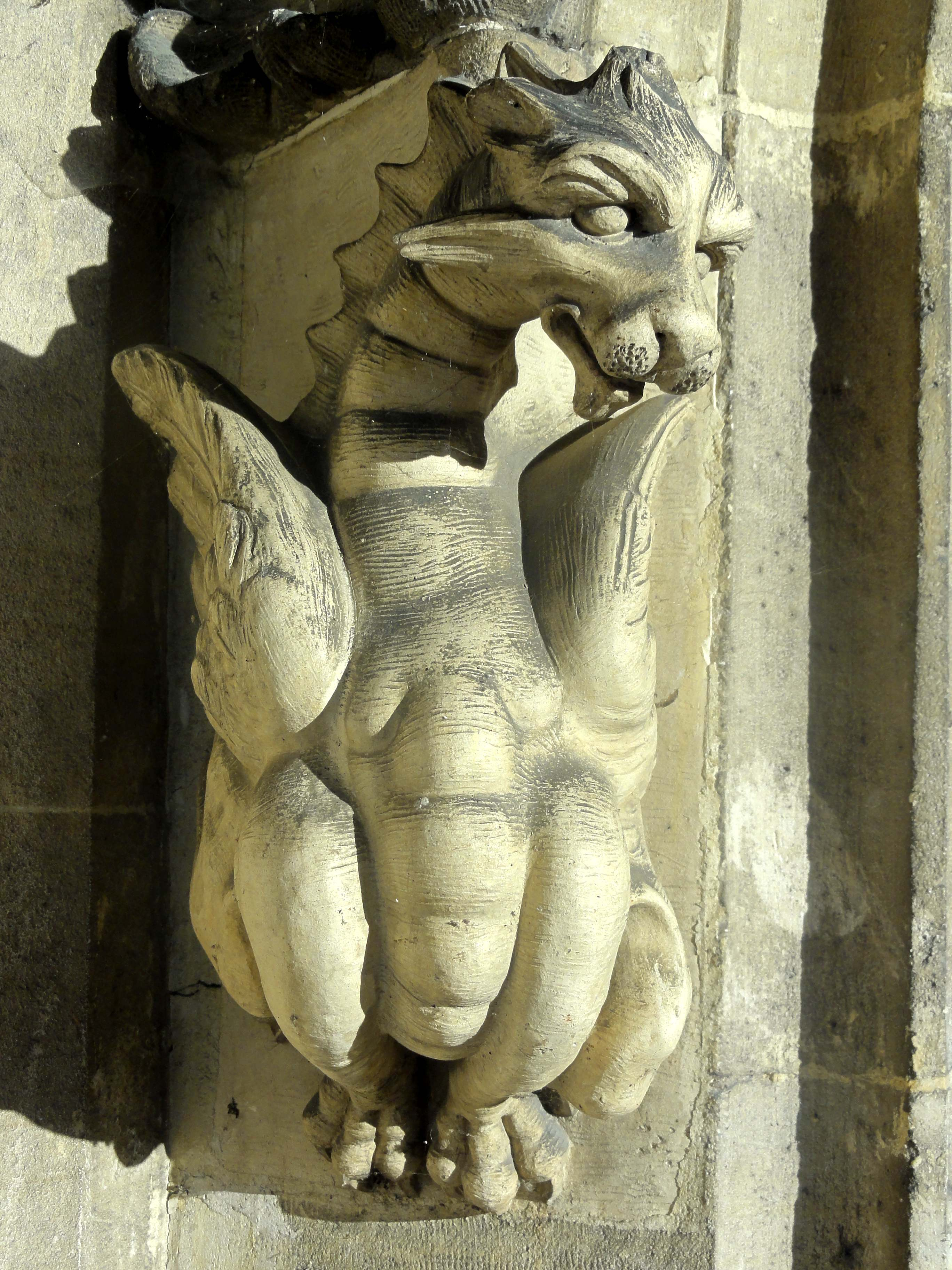
Griffon à côté du portail latéral sud.
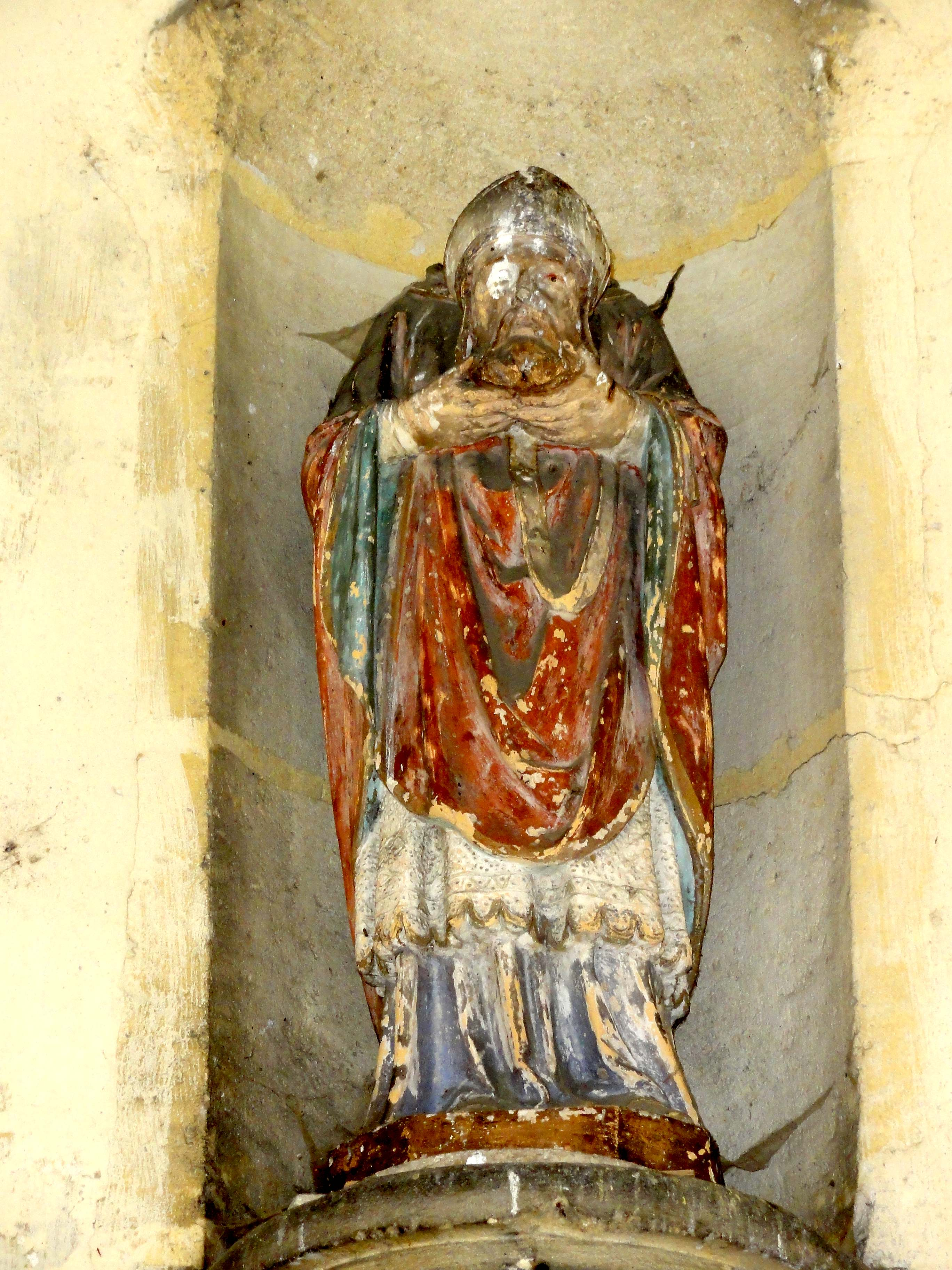
Statue de saint Firmin céphalophore.
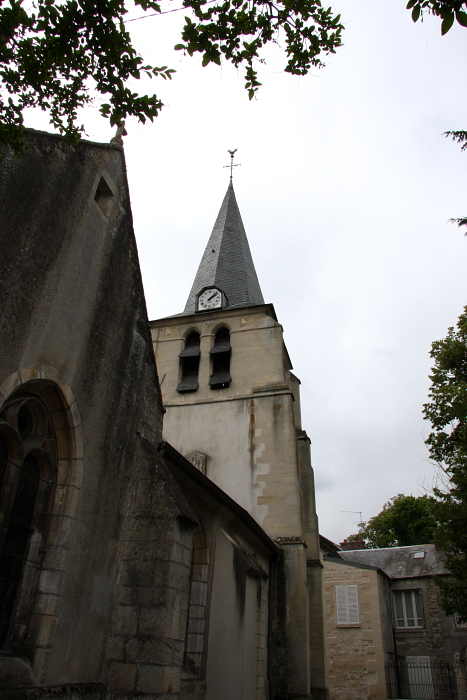
Élévation septentrionale, vue vers l'ouest.
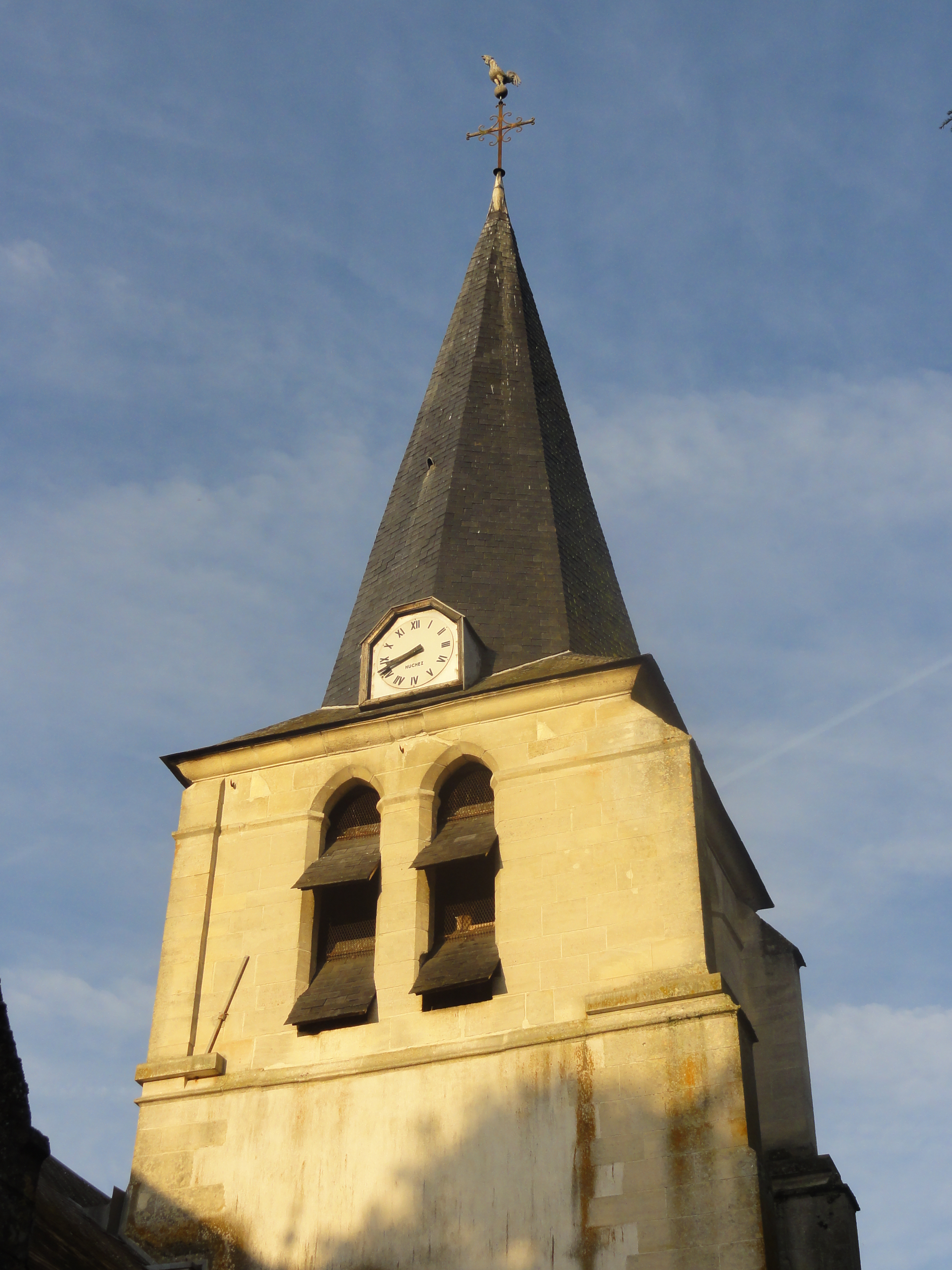
Étage de beffroi du clocher, côté est.
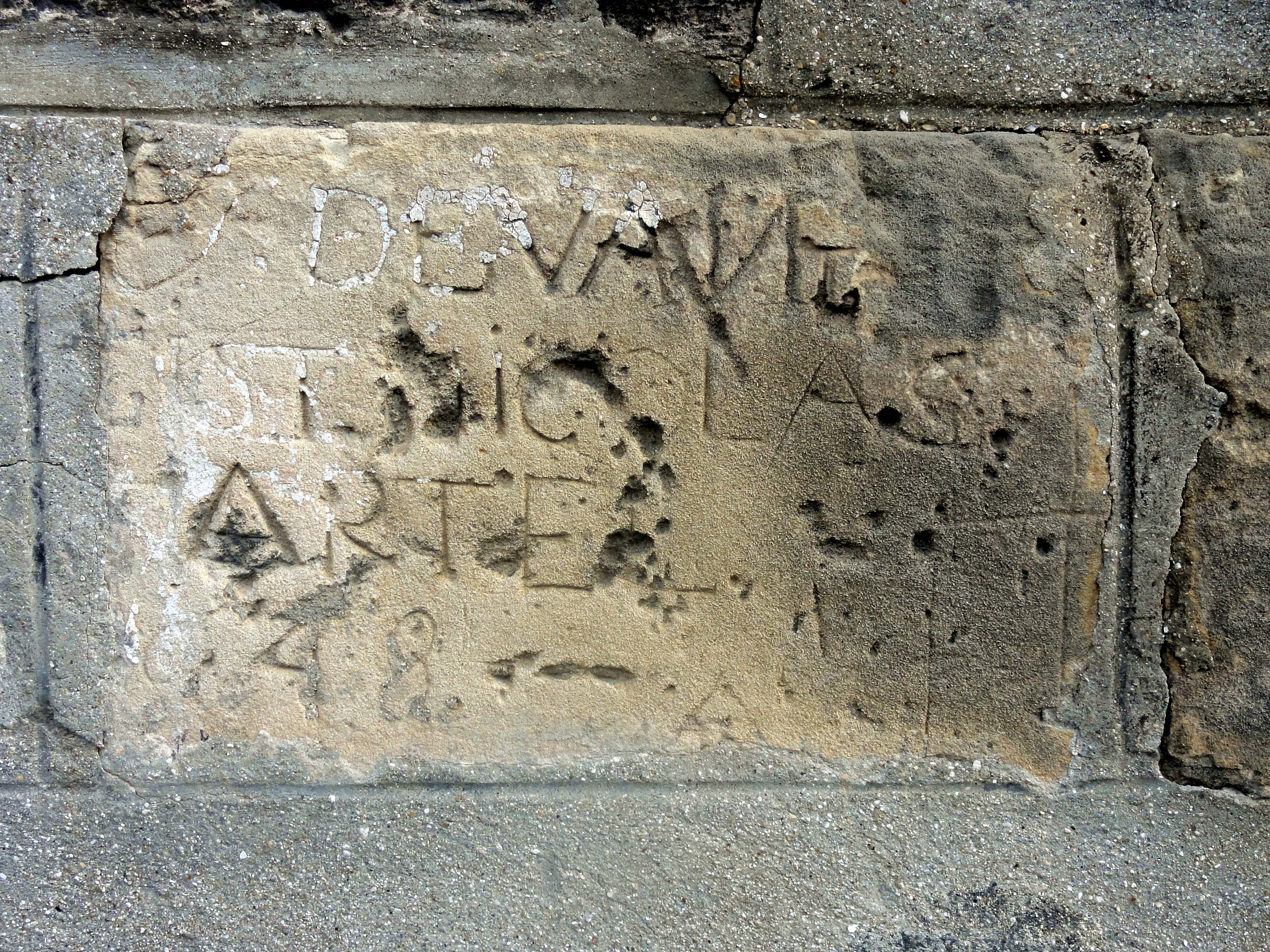
Épitaphe à l'extérieur de l'église.

## Mobilier

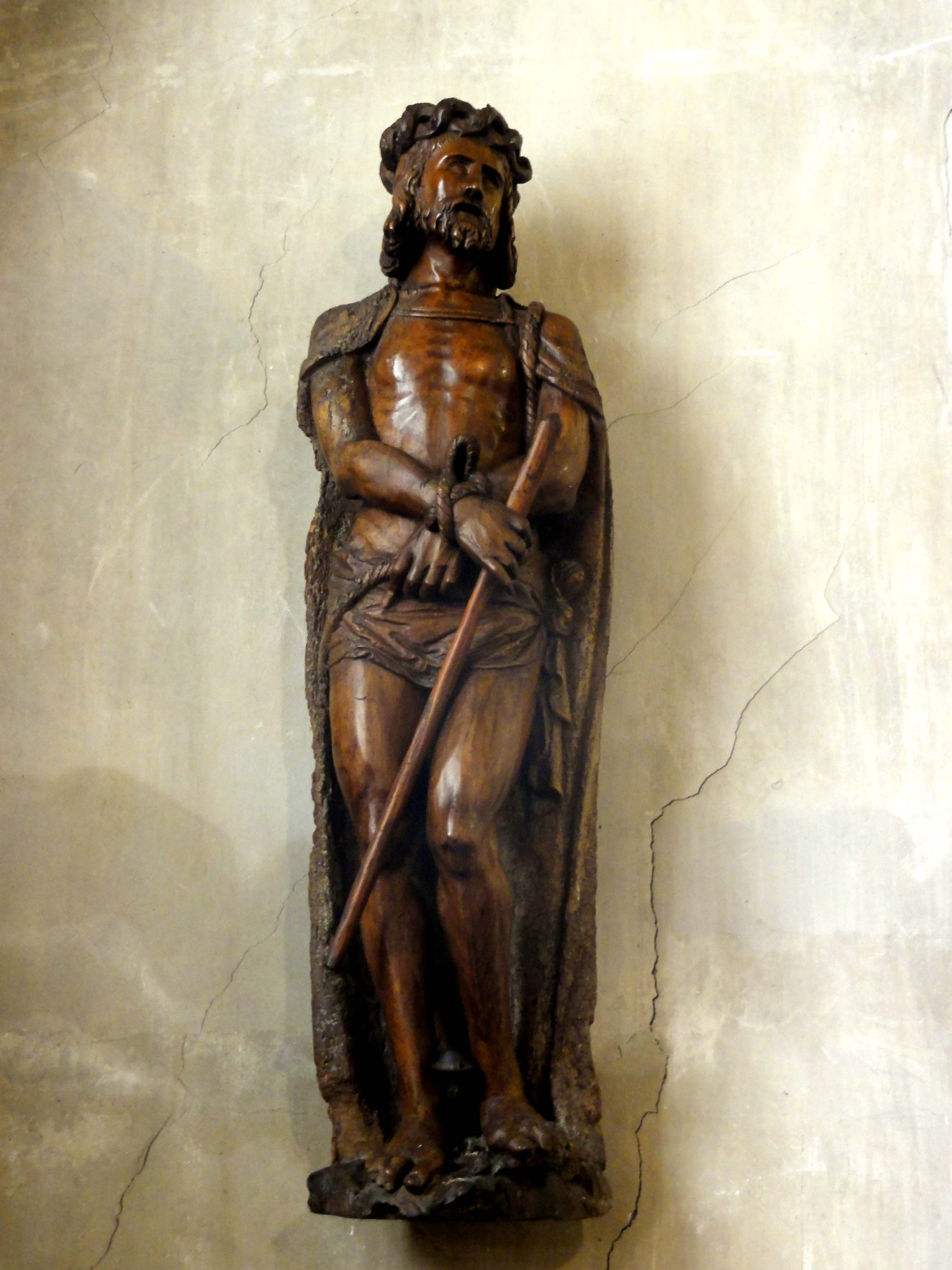
Ecce homo.

Cinq verrières des années 1540-1543, offertes par le connétable Anne de Montmorency et son entourage, et longtemps attribuées au maître-verrier Jean Leprince de Beauvais, sont classées monument historique au titre objet depuis 1886. Parmi le mobilier proprement dit, quatre statues sont classées au titre objet.

### Statues
- La statue en bois de saint Jean dans la chapelle des fonts baptismaux date probablement du XVIe siècle, et mesure 100 cm de hauteur. Elle provient d'une ancienne poutre de gloire démantelée, et a été donnée par l'abbé Caron (curé de Saint-Firmin de 1848 à 1876). L'œuvre est classée depuis 1944, et a été restaurée[23],[24].
- La statue en bois de la Vierge de douleur ou Mater Dolorosa dans la chapelle des fonts baptismaux date probablement du XVIe siècle, et mesure environ 100 cm de hauteur. Elle provient certainement de la même poutre de gloire démantelée, et a été donnée par sœur Eulalie (morte le 13 décembre 1882), fondatrice et directrice de l'orphelinat de Saint-Firmin pendant trente-cinq ans. En dépit de sa qualité artistique qui est du même niveau que celle de saint Jean ci-dessus, l'œuvre n'est pas classée. Bernard Savouret estime par ailleurs que le Christ en croix dans le sanctuaire serait un fragment de la même poutre de gloire[23],[25].
- La statue en bois de l'Ecce homo ou Christ aux liens dans le bas-côté sud date de la seconde moitié du XVIe siècle, et mesure 100 cm de hauteur. L'œuvre est classée depuis 1944, et a été restaurée[26],[27].
- La statue d'un saint évêque, probablement saint Firmin, n'est pas datée, et Bernard Savouret n'a pas trouvé de renseignements à son sujet.
- La statue en marbre blanc de saint Jacques le Majeur dans le chœur date du XVIe siècle, et mesure 145 cm de hauteur. Saint Jacques se tient debout, la jambe gauche légèrement avancée. Il est coiffé d'un chapeau à larges rebords, sur lequel sont fixées des enseignes de pèlerin. Il présente un livre ouvert devant lui, tient un bourdon de pèlerin et porte la besace ornée d'une coquille Saint-Jacques. Le revers est plat. La statue a été brisée en deux parties, puis recollée. L'œuvre est classée depuis 1912[28].
- La statue en marbre blanc de sainte Marie-Madeleine dans le chœur date du XVIe siècle, et mesure 135 cm de hauteur. La sainte est représentée les cheveux détachés retombant en larges mèches sur ses épaules, ce qui suffit à l'identifier. Le revers est plat. Les deux mains et les attributs de Madeleine, habituellement un livre et un vase à onguent, manquent. L'œuvre est classée depuis 1912[28].

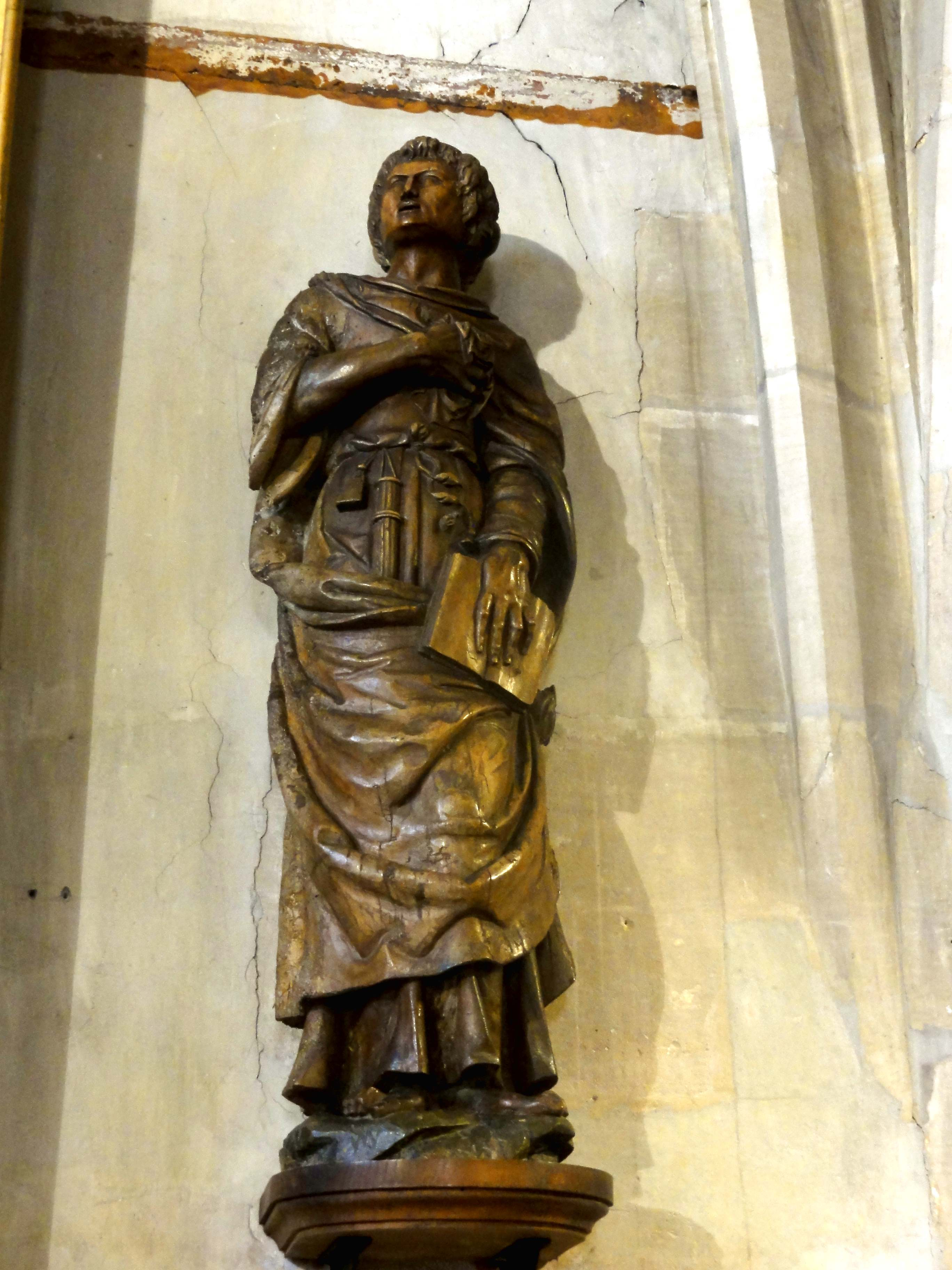
Saint Jean.
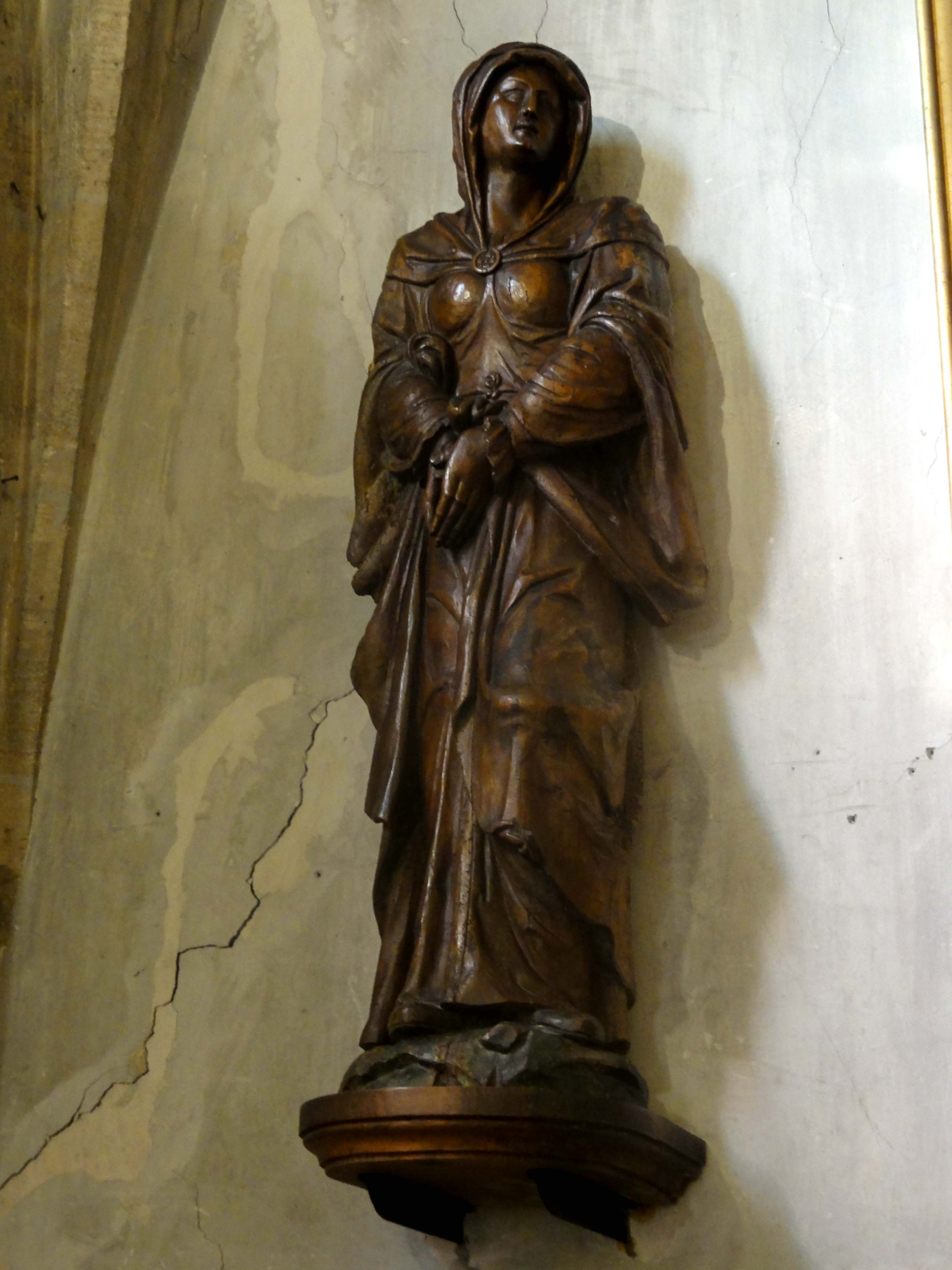
Vierge de douleur.
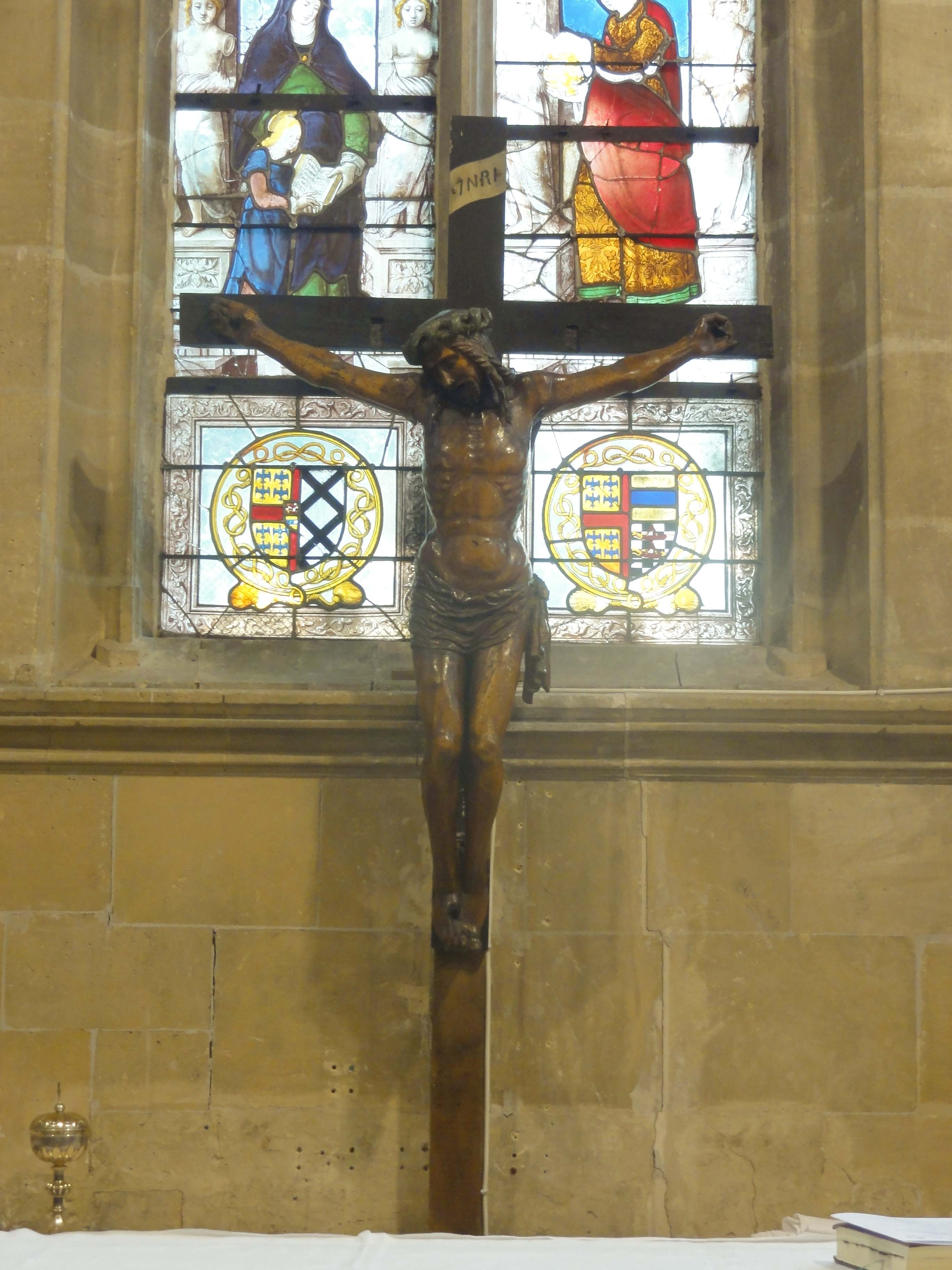
Christ en croix.
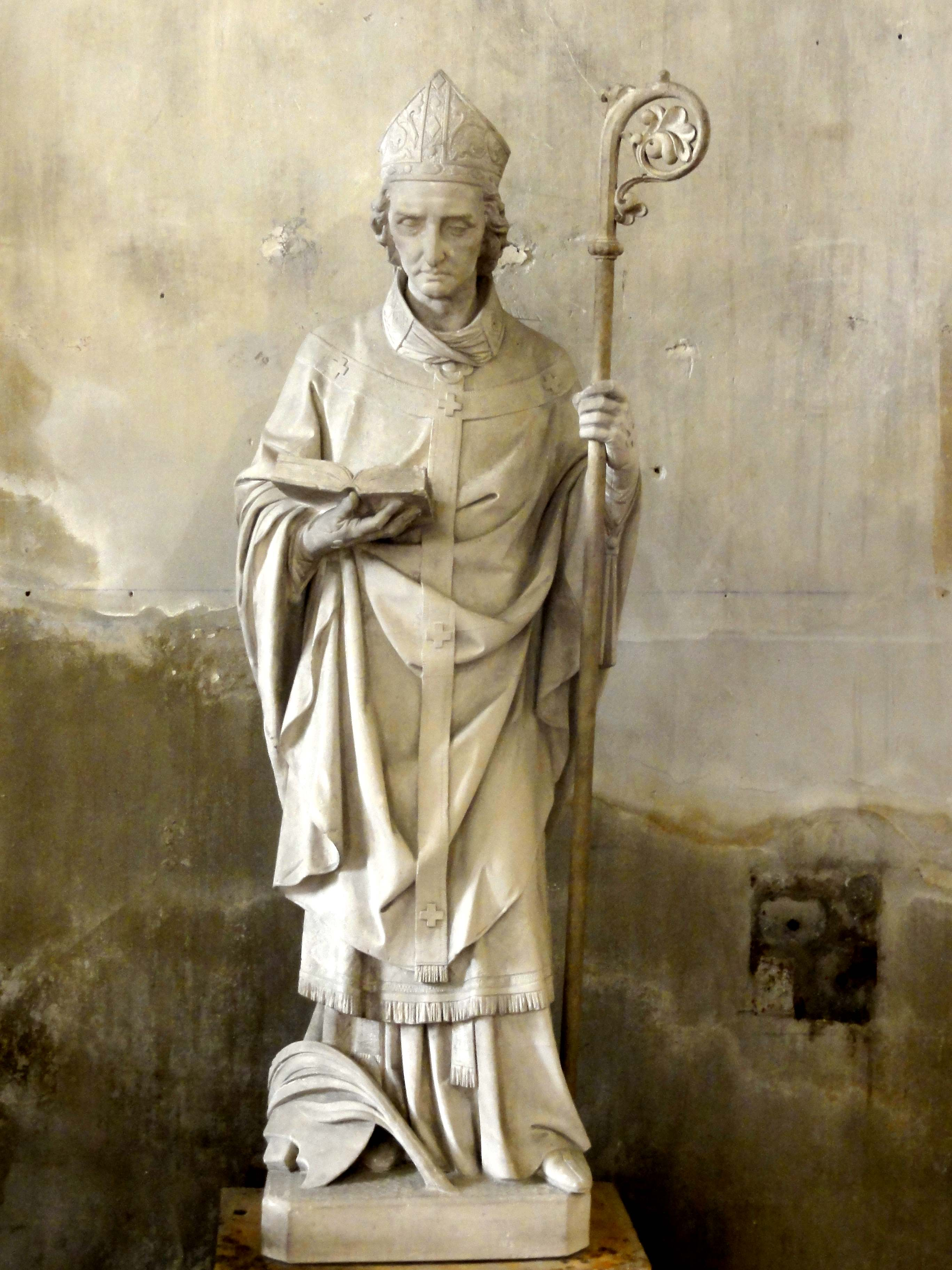
Saint Firmin.
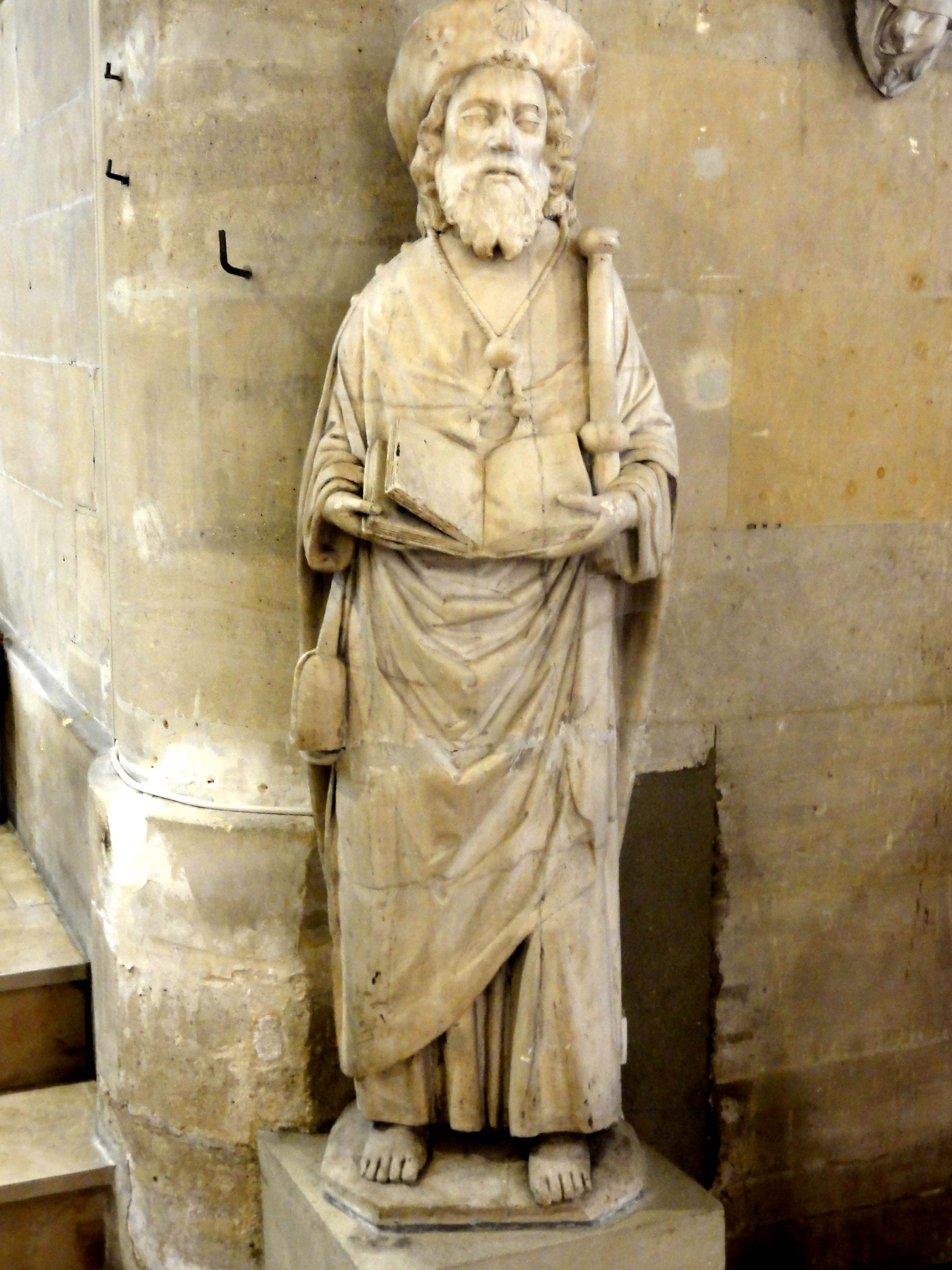
St Jacques le Majeur.
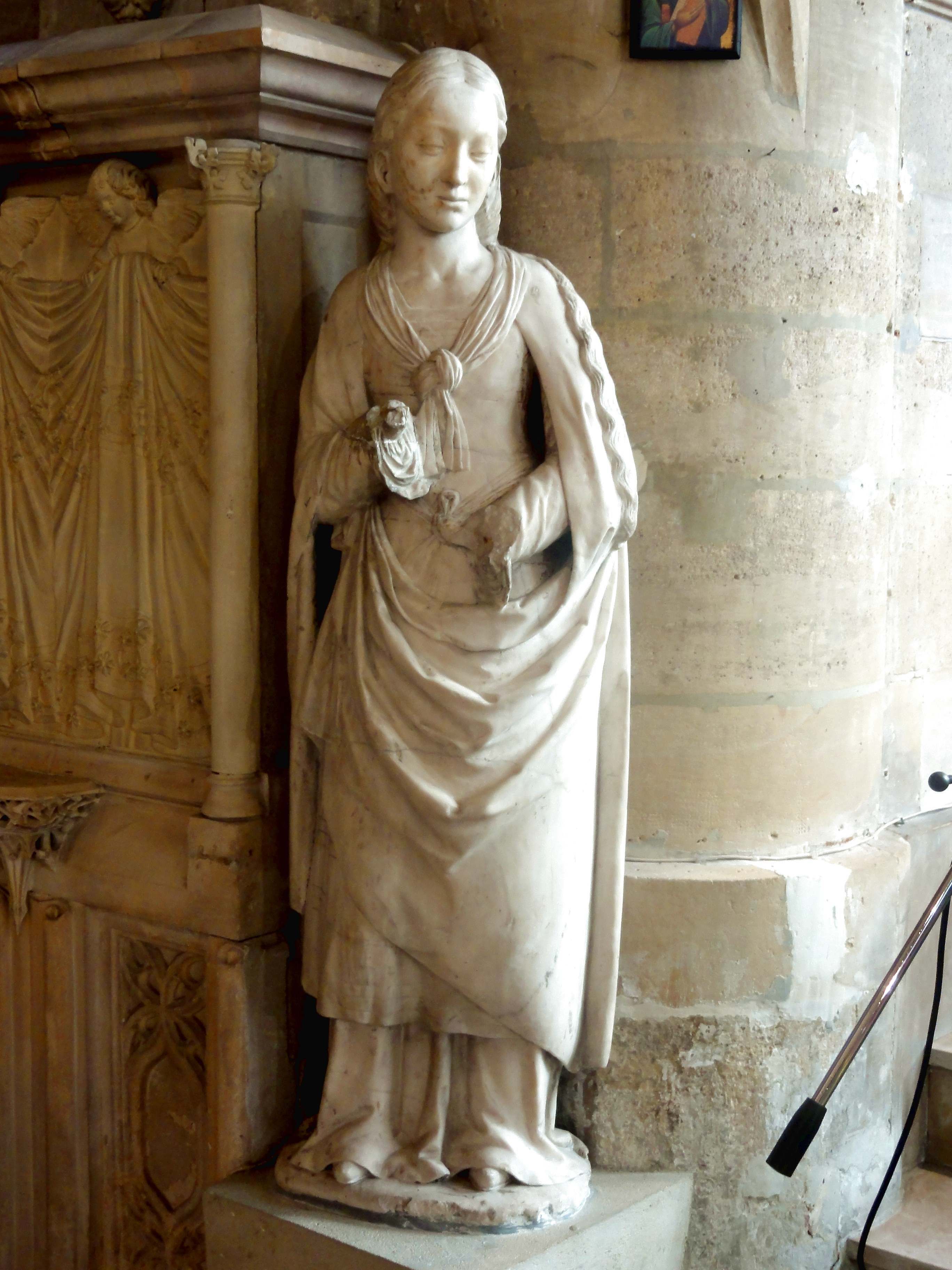
Sainte Marie-Madeleine.

### Tableaux
- Le tableau peint à l'huile sur toile accroché au-dessus du portail latéral représente l'Éducation de la Vierge par sainte Anne et saint Joachim. Il a été peint par un maître anonyme de l'école française du XVIIe siècle, dans le style de Nicolas Poussin, et a été restauré en 2003 grâce au mécénat de l'Association pour la défense de l'environnement de Vineuil-Saint-Firmin (ADEV)[19].
- Le tableau peint à l'huile sur toile accroché dans la chapelle des fonts baptismaux représente le Calvaire, ou le Christ en croix entre la Vierge de douleur et saint Jean. À gauche, l'on aperçoit la tête d'un personnage qui ne saura être identifié. Le crâne en bas du tableau renvoie à l'origine du terme « calvaire »[26].
- Le tableau peint à l'huile sur toile représentant la Vierge à l'Enfant, dans le bas-côté nord, date du XVIIIe siècle ou avant[29].
- Le tableau peint à l'huile sur toile représentant l'Assomption de la Vierge Marie, copie d'après Murillo, dans le bas-côté nord, date du XIXe siècle[29].
- Le tableau peint à l'huile sur toile représentant le Christ mort ou Christ au tombeau (copie d'après le célèbre Christ mort de Philippe de Champaigne conservé au Louvre), dans le bas-côté nord, date du XIXe siècle. L'œuvre a été restaurée en 2007 grâce au mécénat de l'ADEV[29].

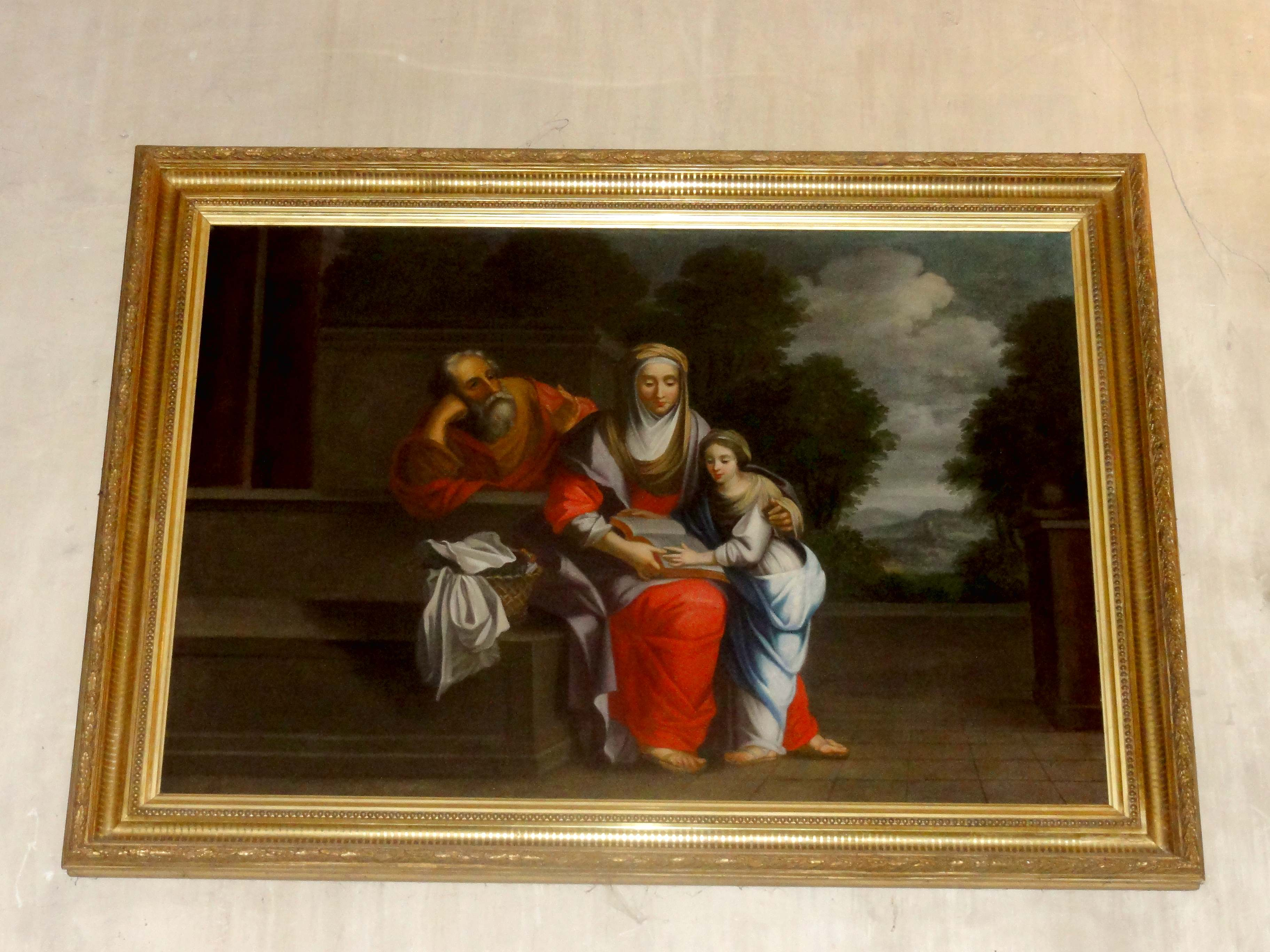
Éducation de la Vierge.
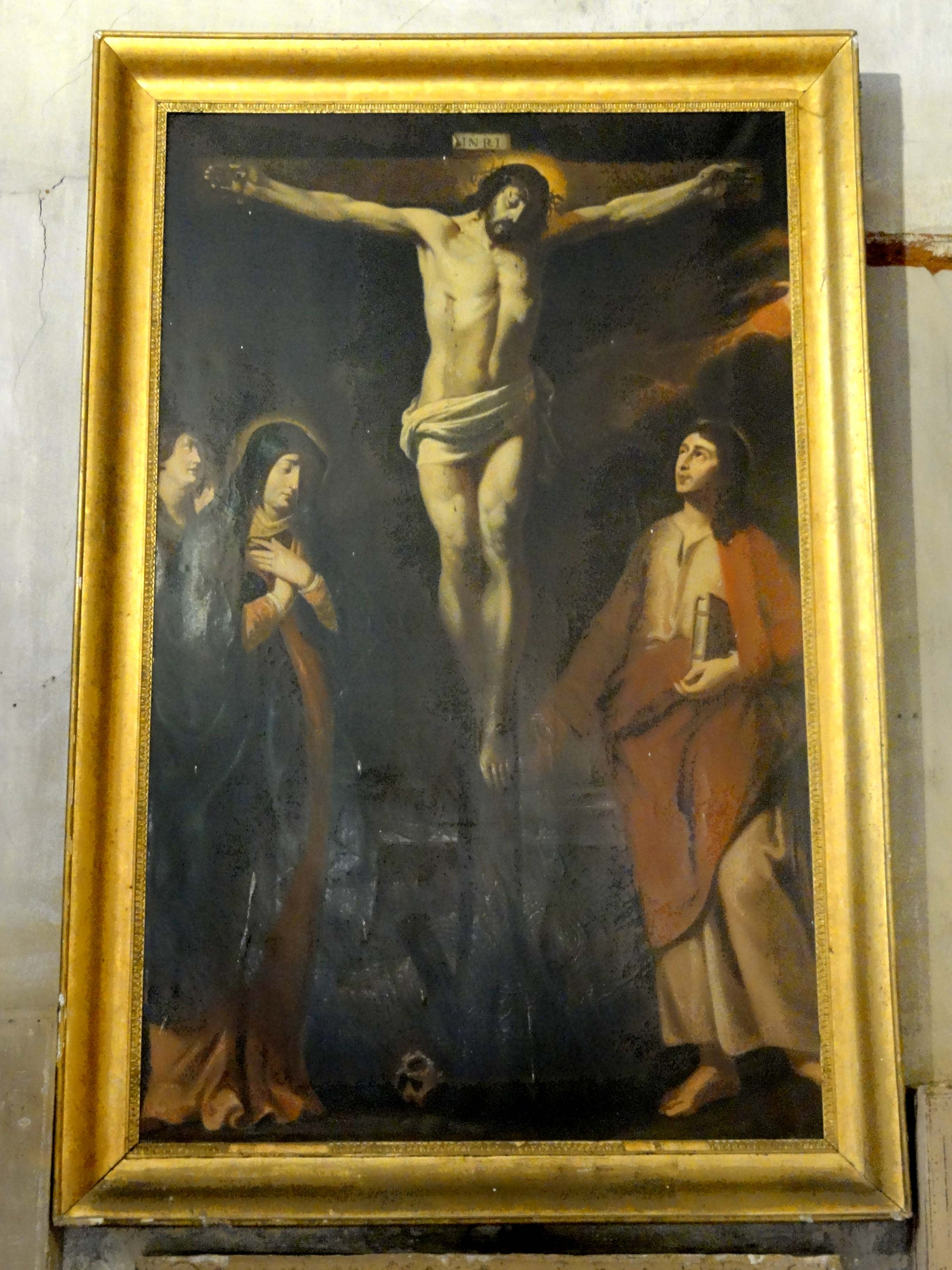
Christ en croix.
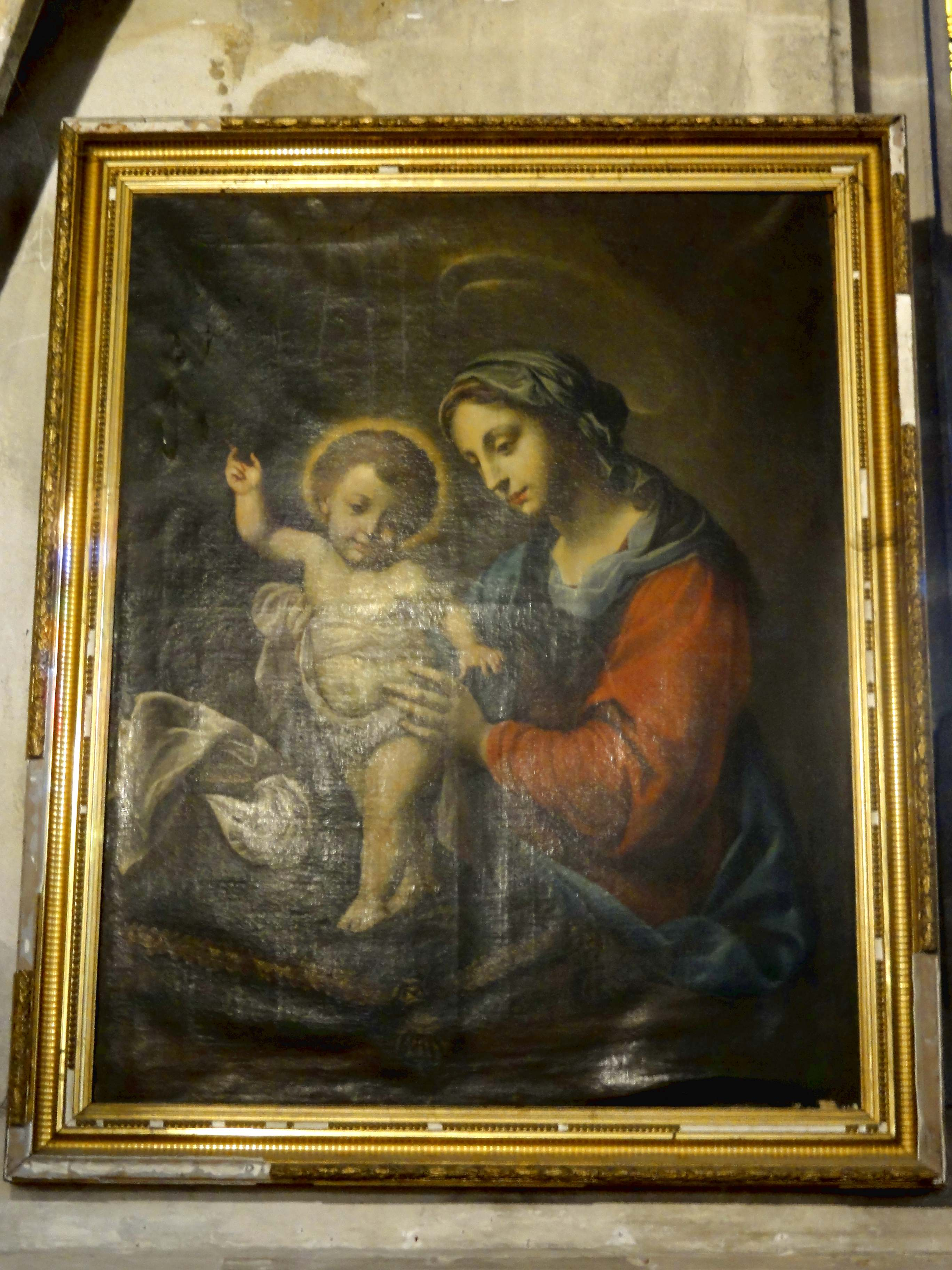
Vierge à l'Enfant.
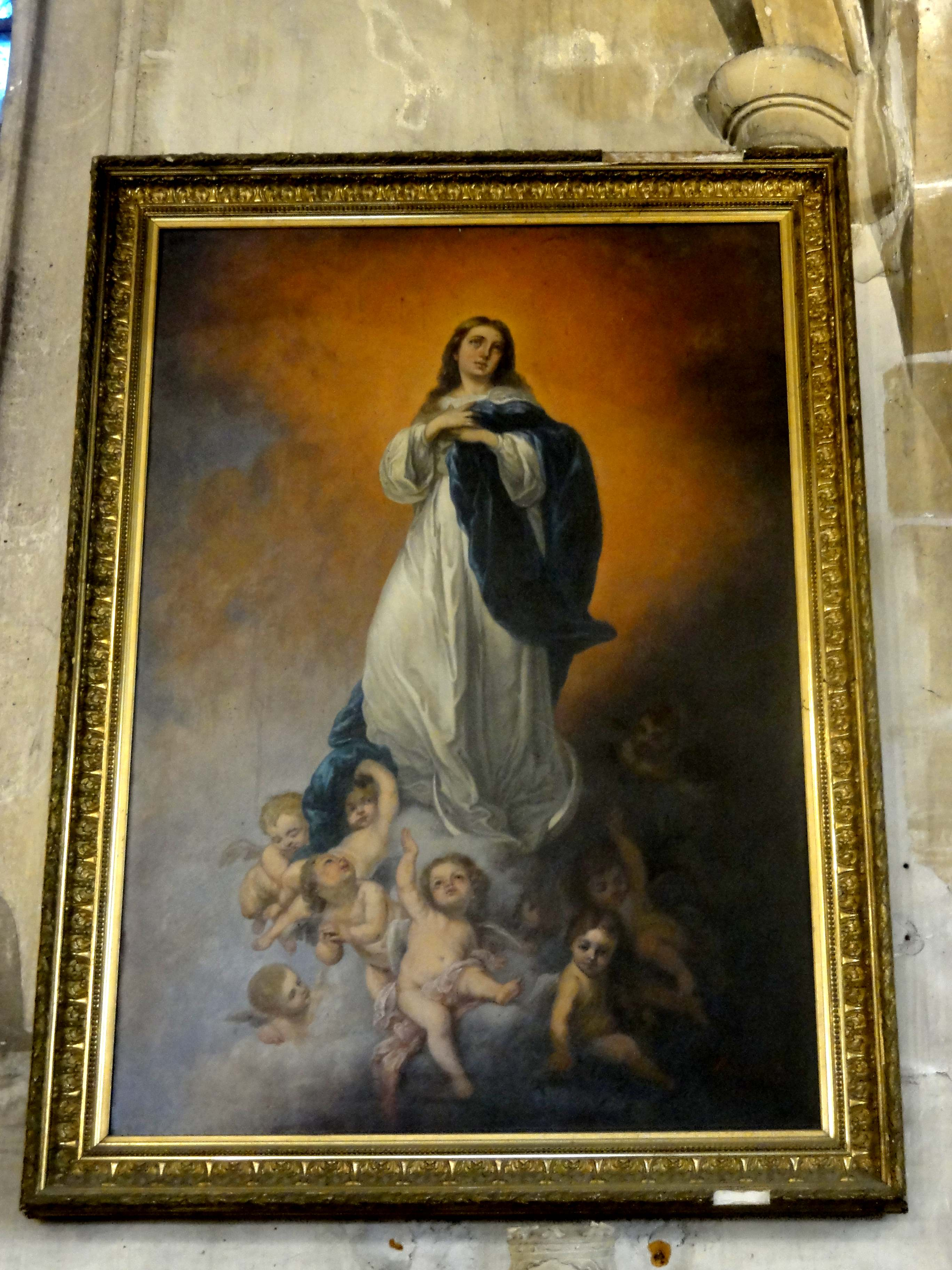
L'Assomption.
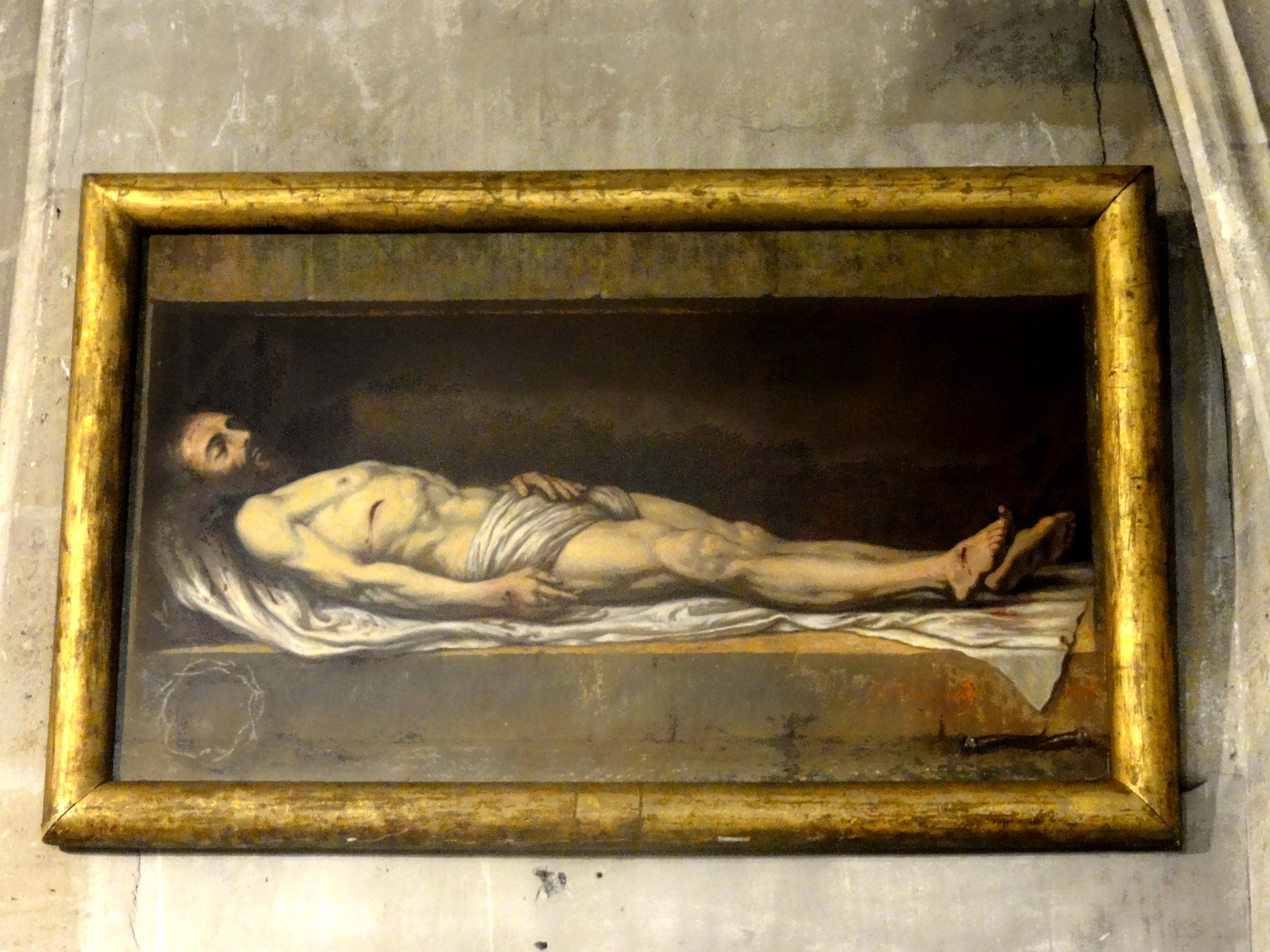
Christ mort.

### Plaque funéraires
Les inscriptions sur la plupart des plaques funéraires n'ont pas encore été publiées.
- Une petite plaque funéraire ornée d'une frise de rinceaux avec des têtes de mort aux angles comporte uniquement une inscription en partie effacée[26].
- La dalle funéraire à effigie gravée d'un ecclésiastique a été redressée contre le mur occidental de la chapelle des fonts baptismaux[26].
- La dalle funéraire à effigie gravée d'un gentilhomme mort en 1557, a été redressée contre le mur occidental de la chapelle des fonts baptismaux[26].
- La dalle funéraire de Guillaume Siby et sa femme Élisabeth Le Roy, morte le 22 octobre 1623 (ou 1613[30]), a été redressée contre le mur méridional de la chapelle des fonts baptismaux. Au milieu d'un médaillon entouré de rinceaux, elle comporte l'inscription suivante : « CY GISENT HONORABLES GVILLAUME SIBY VIVANT PREMIER VALET DE CHAMBRE DE MONSEIGNEVR LE DVC DE MONTMORENCY LE QVEL DECEDA LE... ET HELISABETH LEROY FEMME DU SIEUR SIBY LAQUELLE DECEDA LE 22 OCTOBRE 1623 ». L'épouse est vraisemblablement morte avant son mari, et la date de son décès aurait dû être gravée dans la dalle après sa disparition, ce qui n'a jamais été fait[26].
- La plaque de fondation de Honora, femme de Nicolas de Silly, morte en 1622, est toujours scellée dans le sol du bas-côté sud. Le long texte est flanqué de deux pilastres cannelés, dont les parties basses sont enveloppés de rinceaux dans le goût baroque, alors que les stylobates sont gravés de têtes de mort. L'inscription rappelle les termes du testament de la défunte, par lequel elle lègue une somme d'argent à la fabrique, afin que des messes obituaires soient célébrées pour le repos de son âme et de celle de son mari, décédé en 1657 et également enterrée en l'église. Certains officent doivent être célébrées en la chapelle Saint-Pierre de Vineuil, qui se situe dans le parc du château[26].
- La dalle funéraire à effigie gravée de Louis de Butor, mort le 12 septembre 1552, est redressée contre le mur du bas-côté sud, près de la porte. Elle ressemble beaucoup à celle du gentilhomme mort en 1557. Eugène Müller a déchiffré une grande partie de l'inscription : « Cy gist Loys de Butor escuyer de son vivant... du Roy et valet de chambre de M. le connetable qui trespassa le lundi XIIe jour de septembre l'an mil VcLII. Priez Dieu pour son ame »[31].

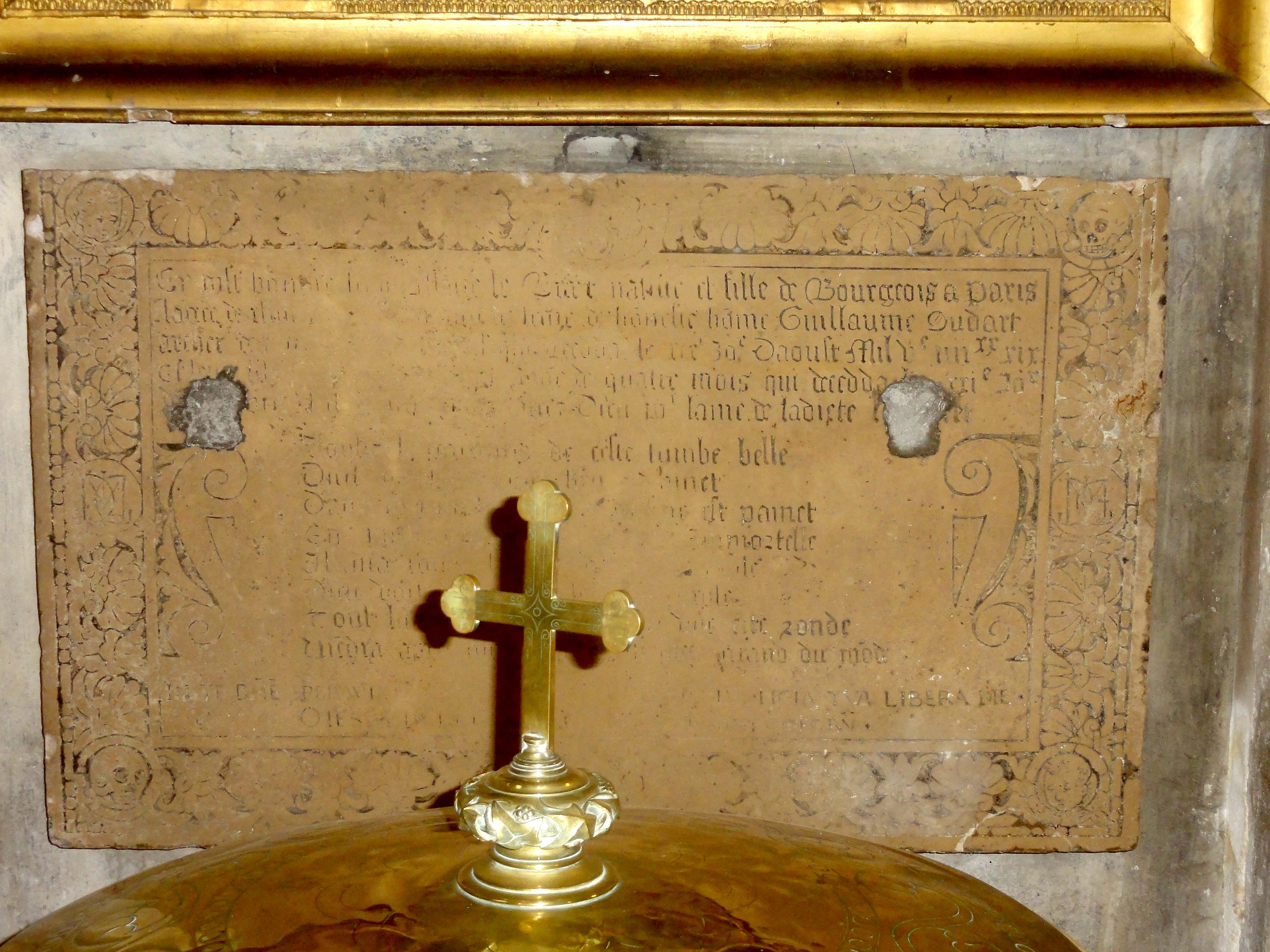
Plaque funéraire non identifiée.
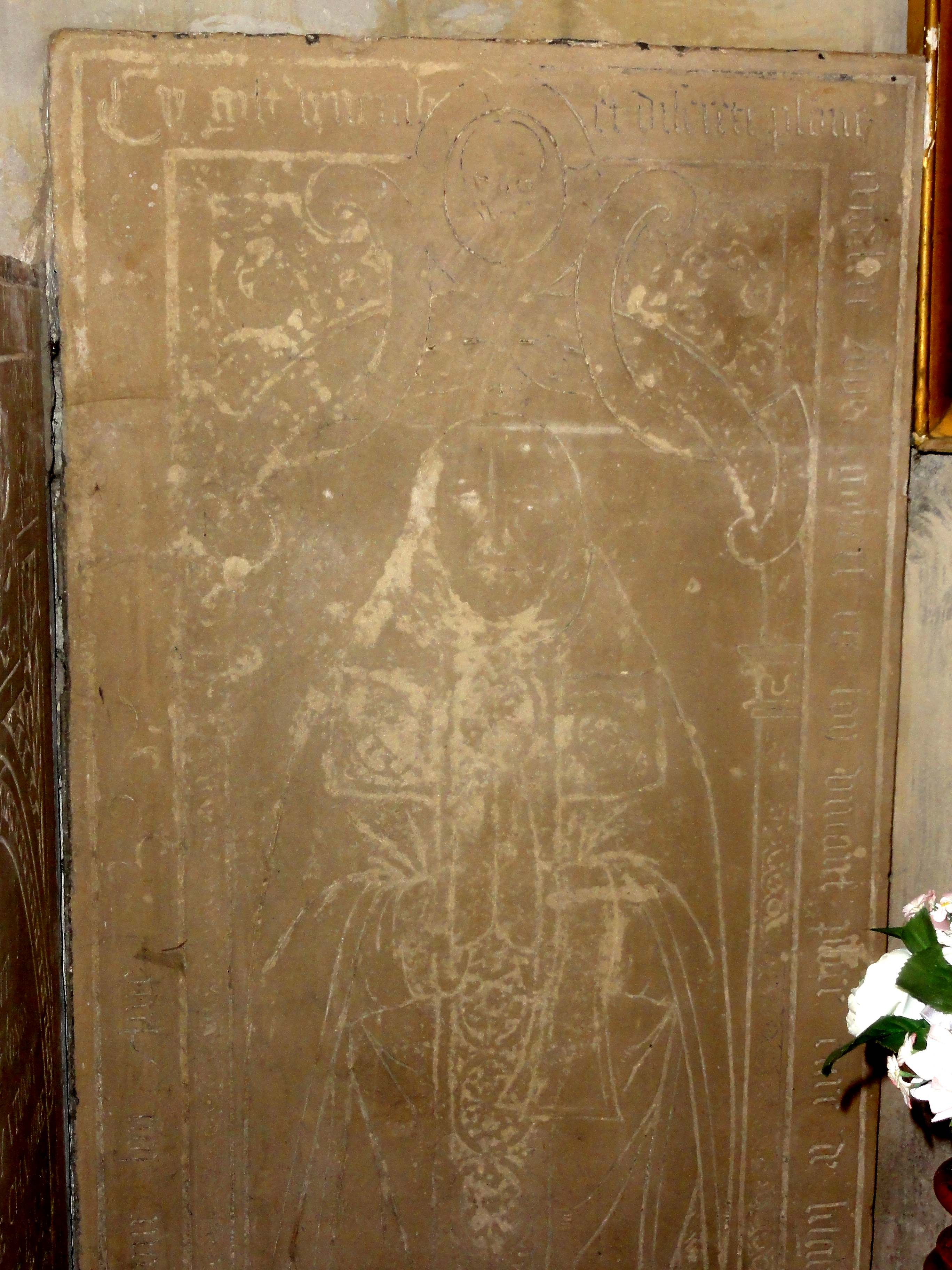
Dalle funéraire d'un ecclésiastique.
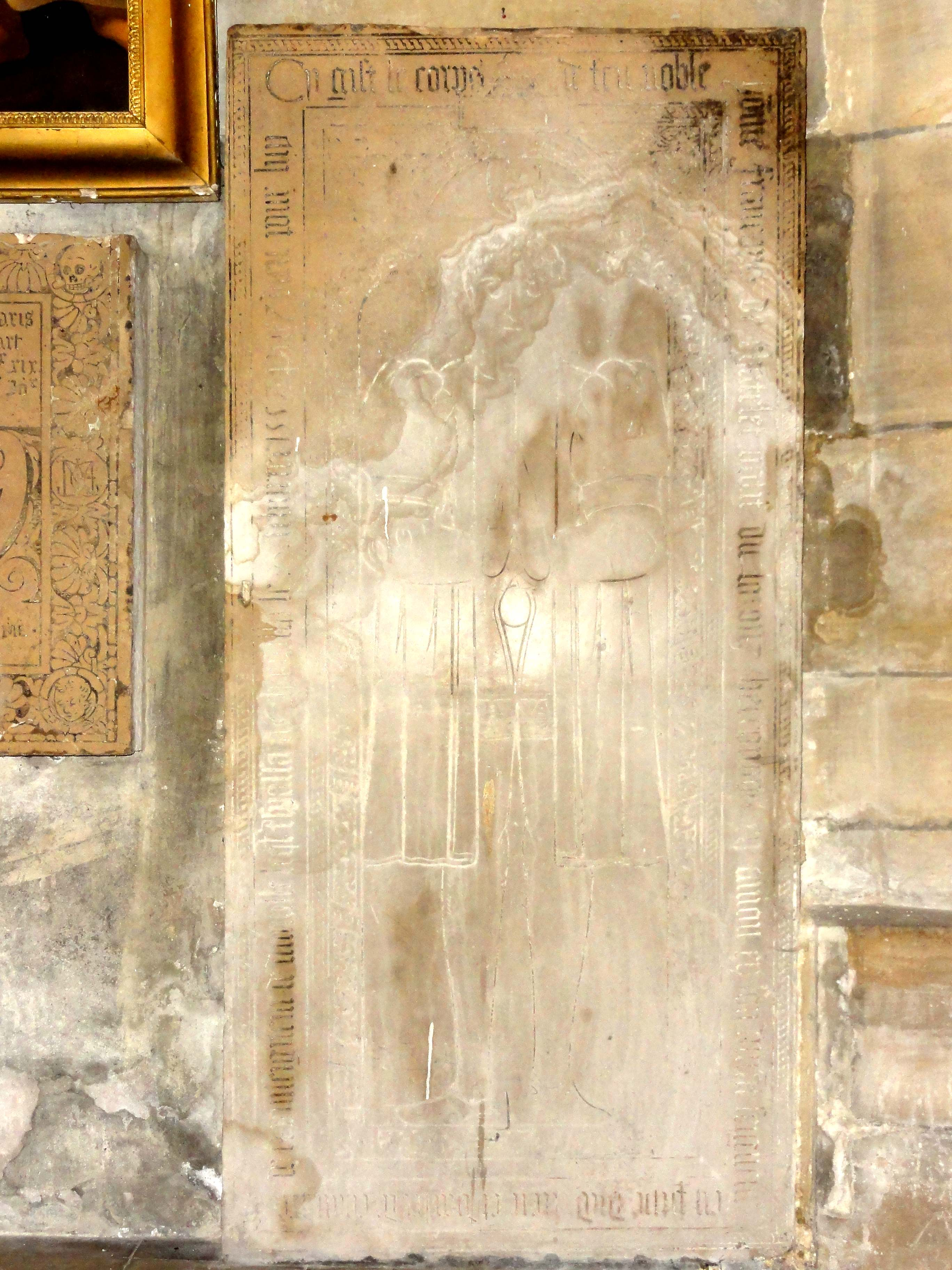
Dalle funéraire d'un gentilhomme.
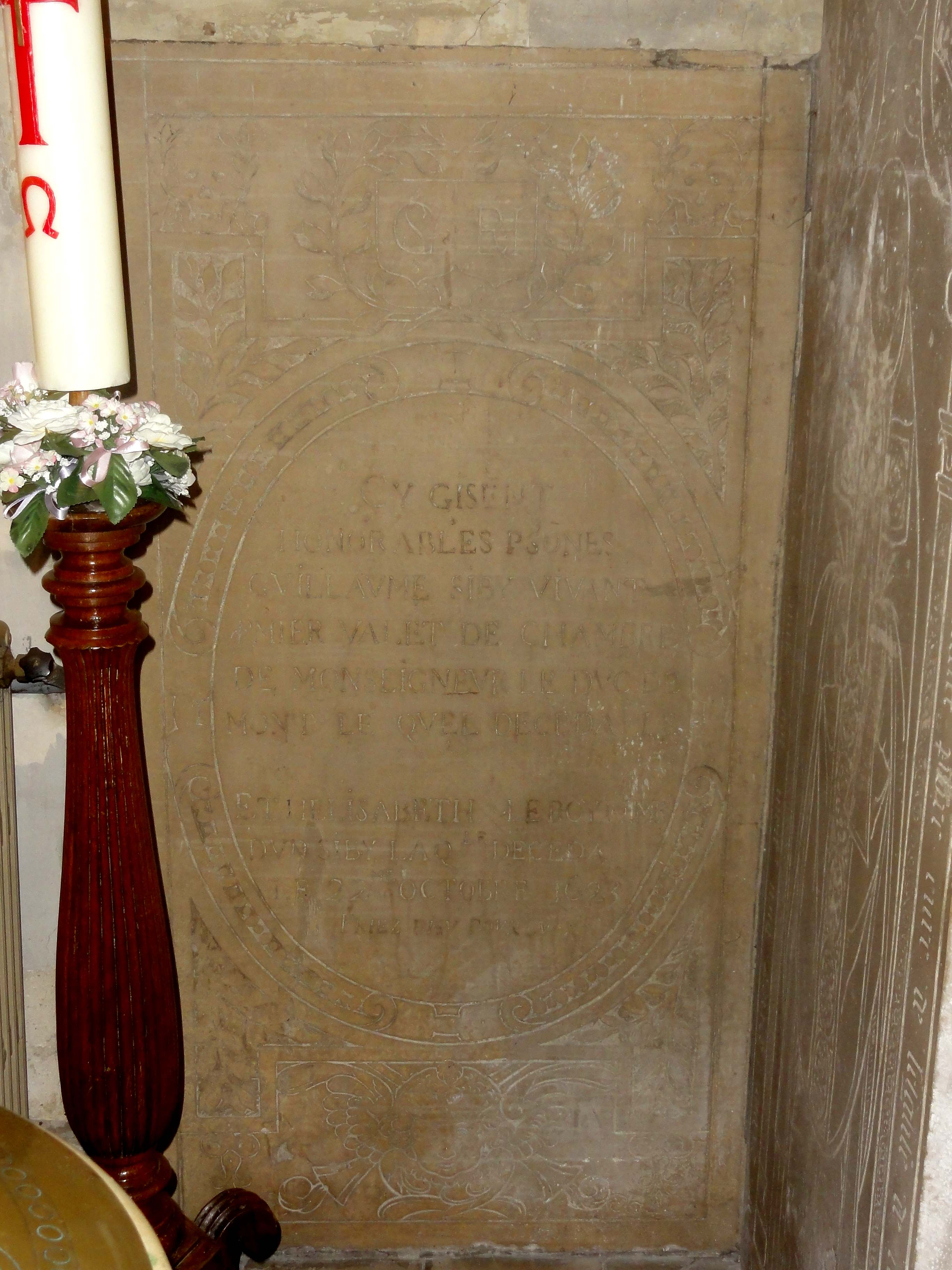
Dalle funéraire de Guillaume Siby.
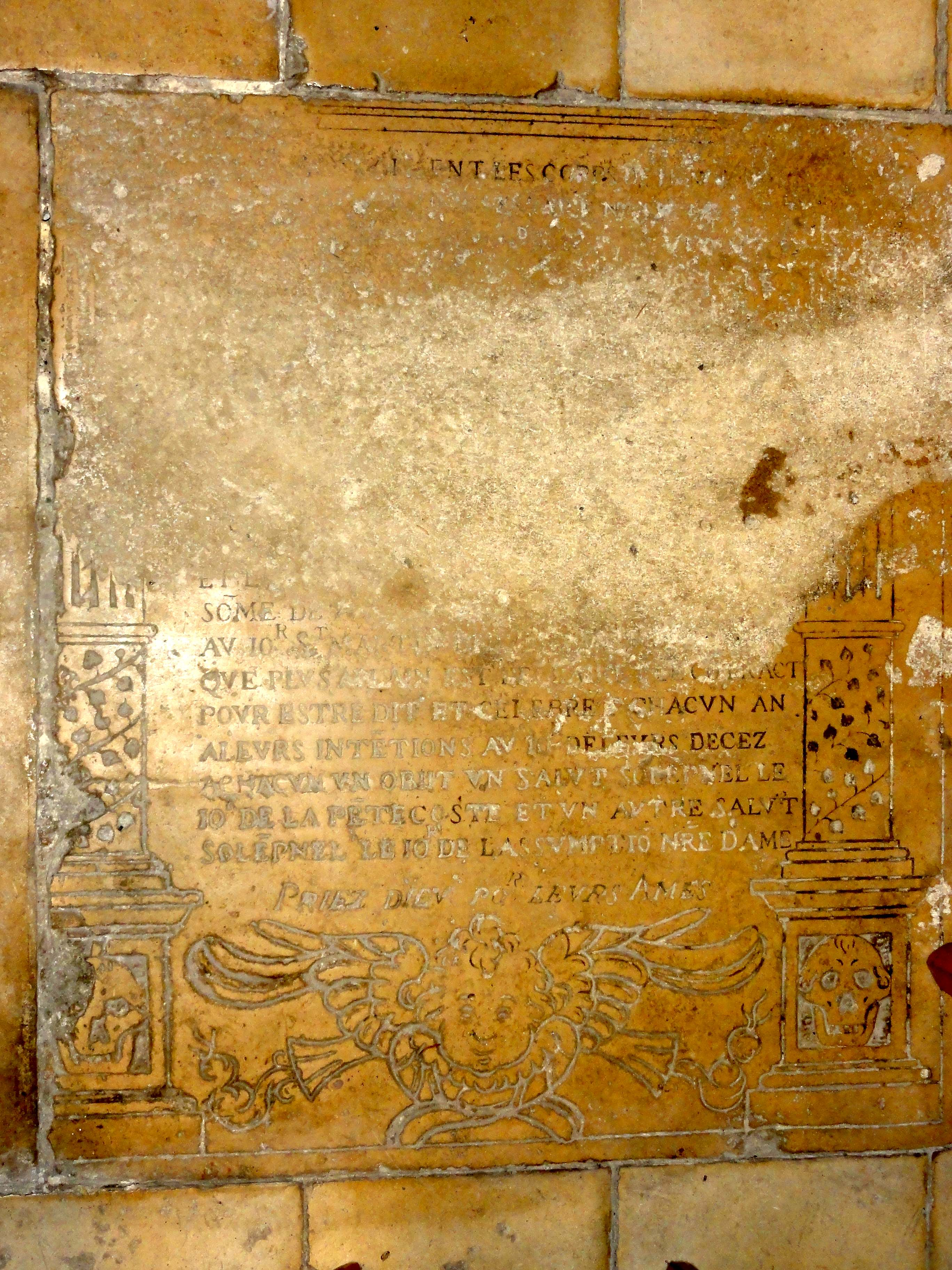
Plaque de fondation de Honora.
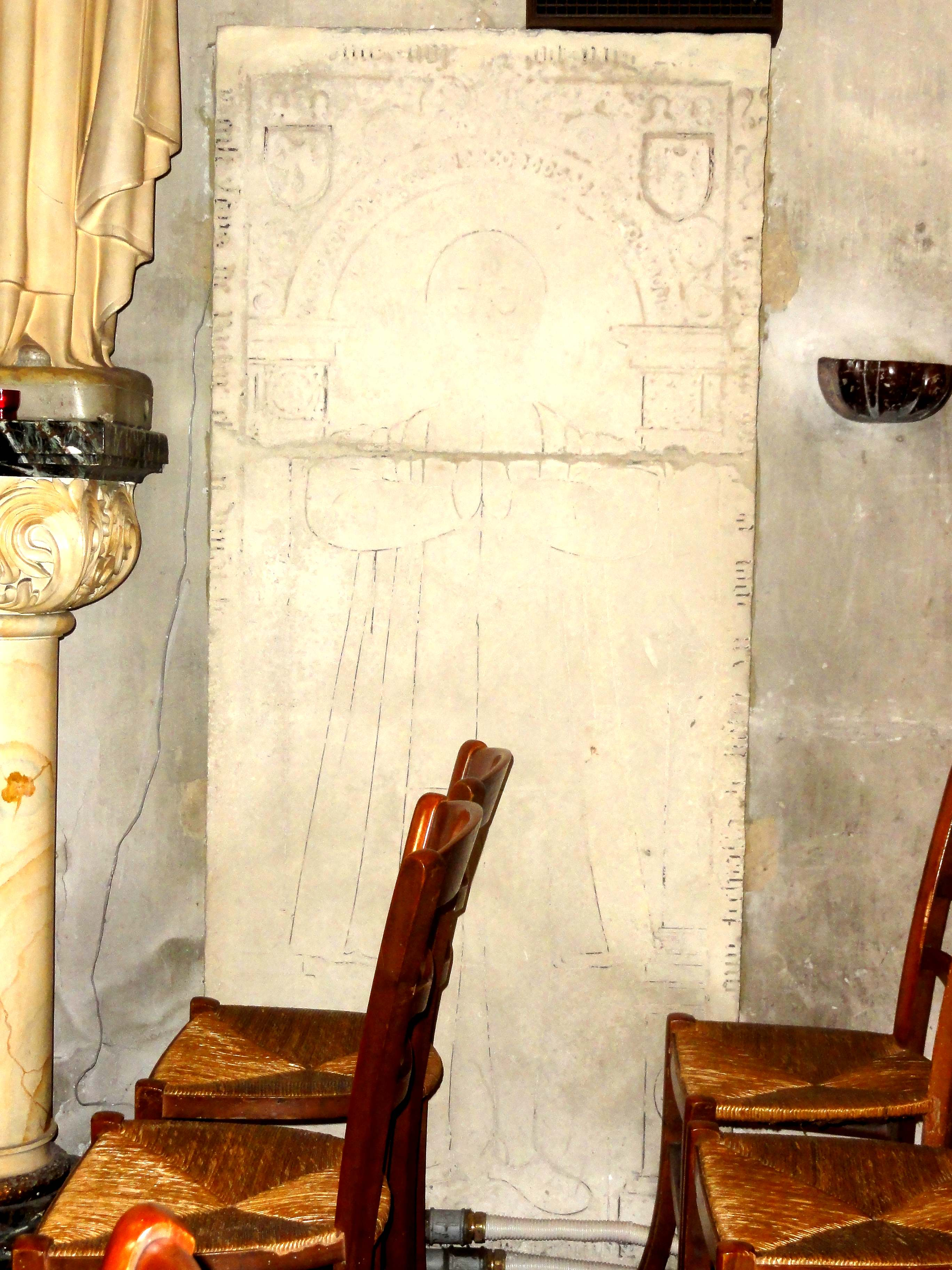
Dalle funéraire de Louis de Butor.

### Autres éléments du mobilier
- La cloche de 1851 a été baptisée « Marie-Eugénie-Caroline », et parrainée par le duc d'Aumale et son épouse. Leur exil les a empêchés d'assister à la cérémonie d'installation, ils se sont fait représenter par M. Cuvillier, l'ancien secrétaire du duc, et son épouse. La sonnerie de l'heure et de l'Angélus a été rétablie en 2006[19].
- Le monument aux morts de la paroisse cite les noms des cinquante-quatre soldats morts pour la France sous la Première Guerre mondiale entre 1914 et 1918. Eu égard à la taille du village, la liste est d'une longueur considérable.
- Les fonts baptismaux actuels ont été installés en 1860. Ils se composent d'un fût d'origine incertaine, avec base et une courte corbeille de chapiteau décorée d'une frise de feuilles quadrilobées, et d'une vasque susceptible de provenir des « fontaines de Beauvais » au parc du château de Chantilly, au nord du jeu de paume[19].
- Deux châsses-reliquaires en cuivre doré sont exposées de part et d'autre de l'autel de saint Firmin, au chevet du bas-côté sud. Aucun auteur ne précise l'identité des reliques qu'elles renferment toujours.
- Le confessionnal, dans le bas-côté nord, est une réalisation néogothique de bon goût.
- Le maître-autel, également de style néogothique, représente sur cinq bas-reliefs les quatre évangélistes et, au centre, le Christ ressuscité assis sur un rocher. Il a été offert par la famille Willequez, et consacré le 21 octobre 1866 par Mgr Joseph-Armand Gignoux, évêque de Beauvais. D'après Bernard Savouret, des reliques de saint Fortunat et de saint Victor (l'on ignore de quels saints de ces noms il s'agit) seraient enchâssées dans l'autel (à moins que les reliques évoquées ne se trouvent dans les châsses mentionnées ci-dessus)[29].

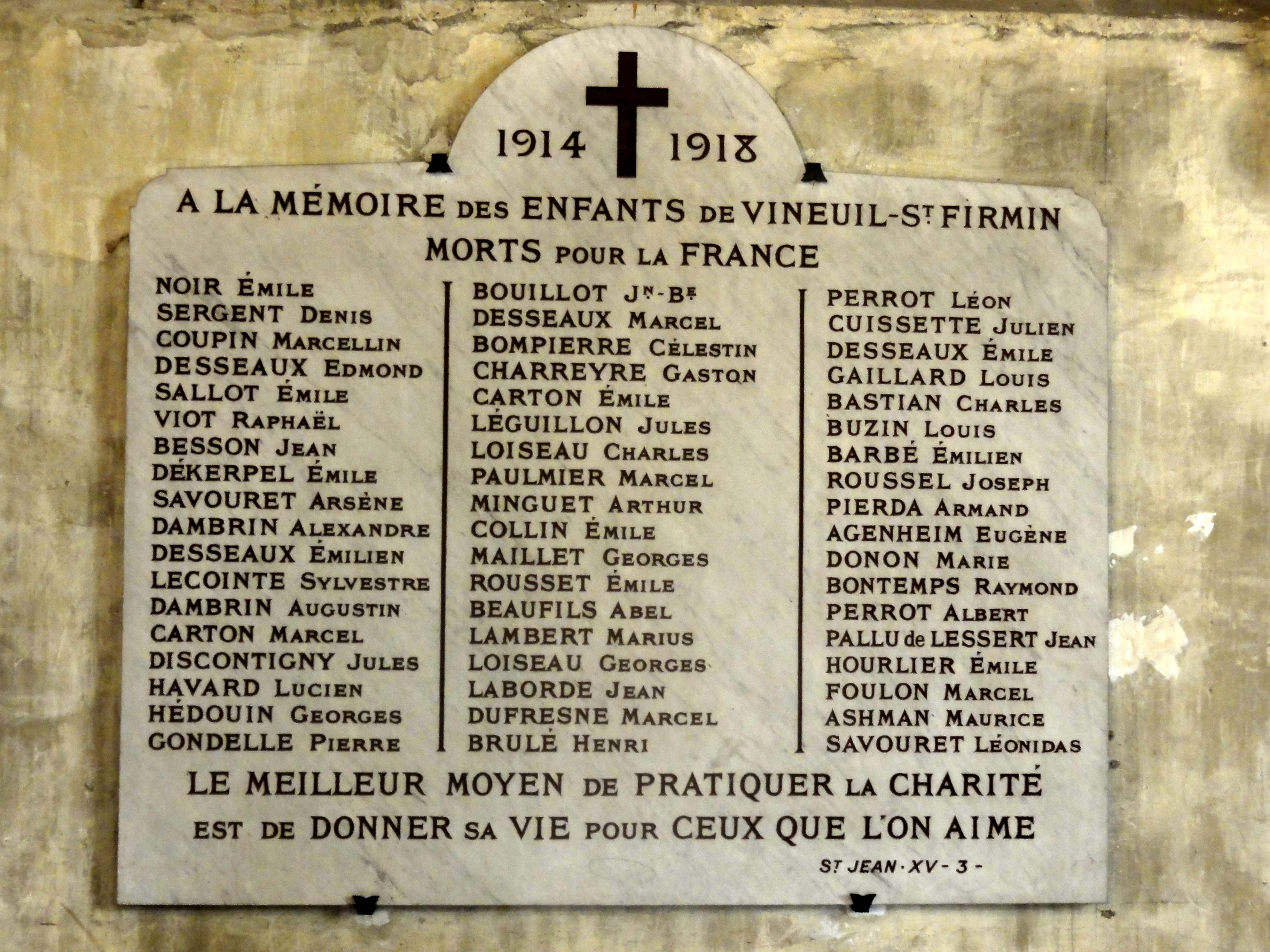
Monument aux morts.
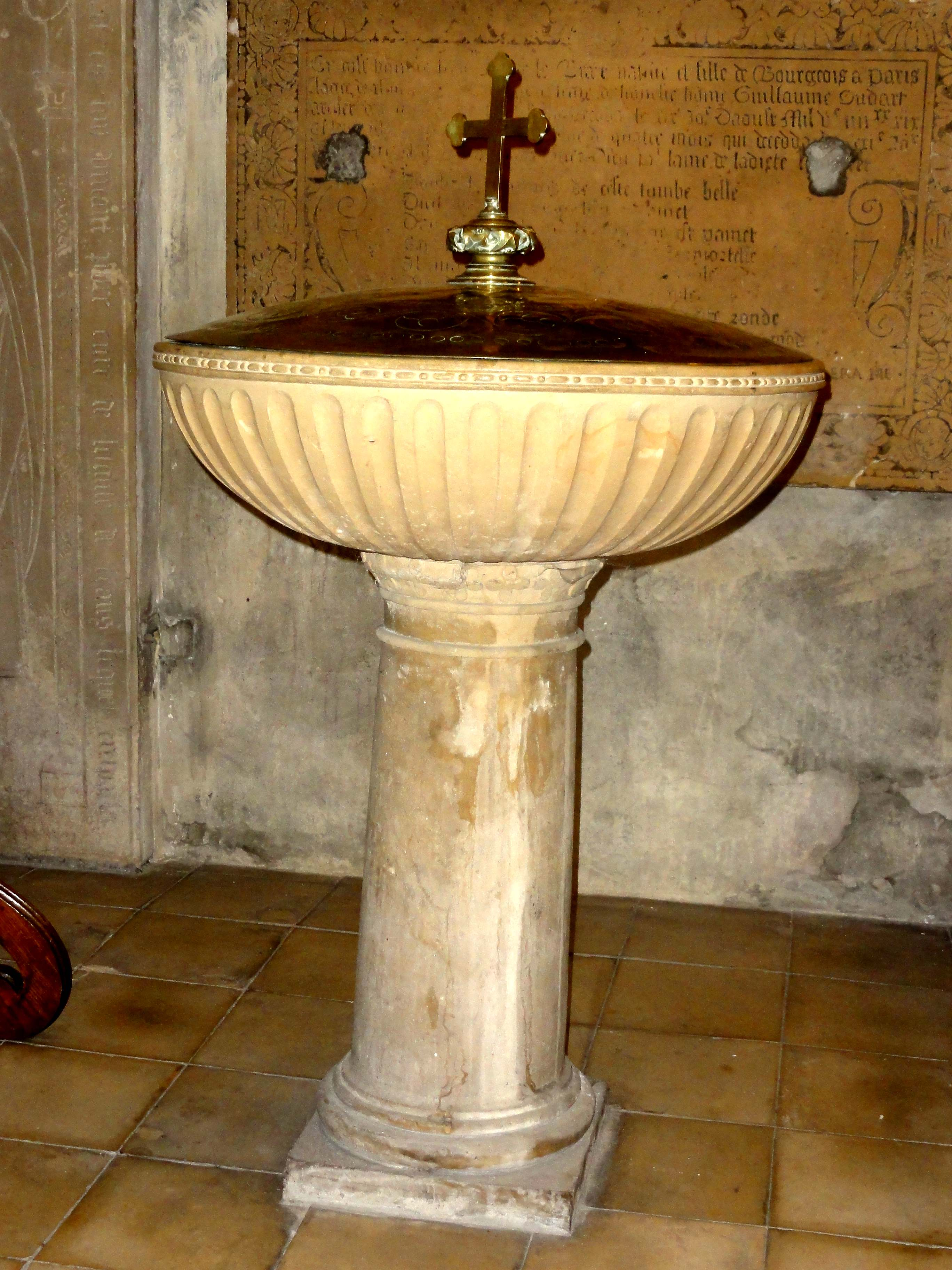
Fonts baptismaux.
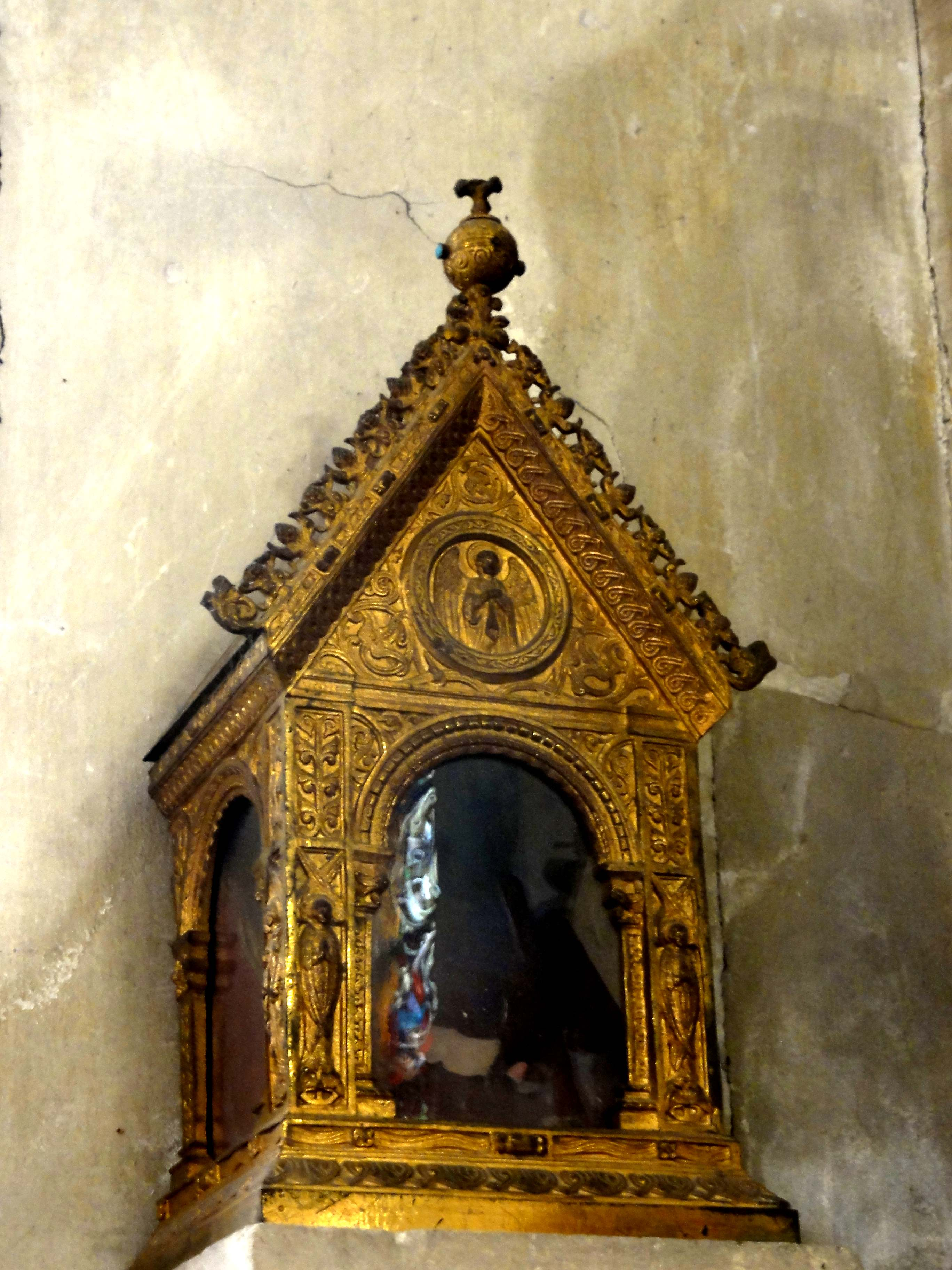
Reliquaire.
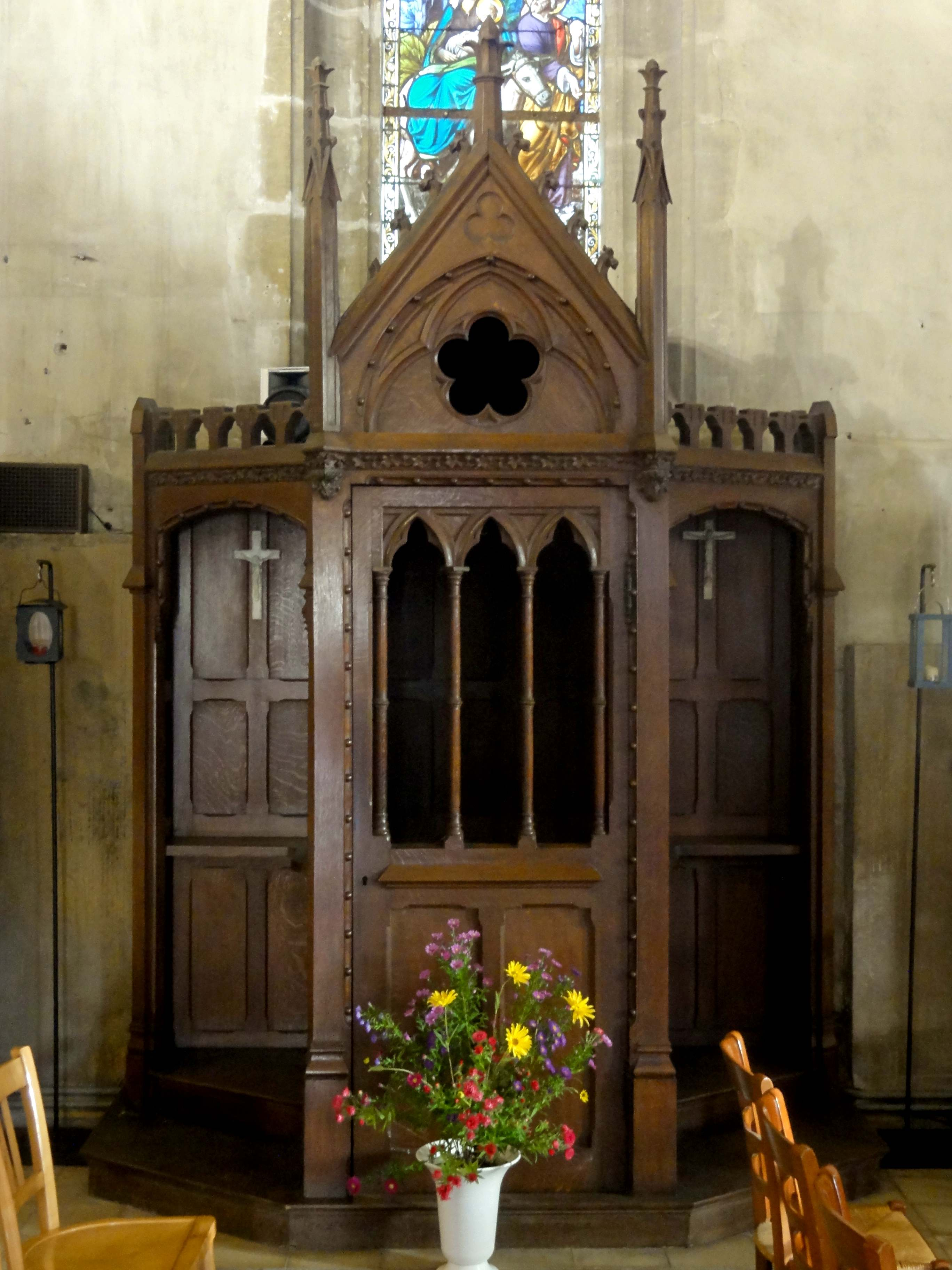
Confessionnal.
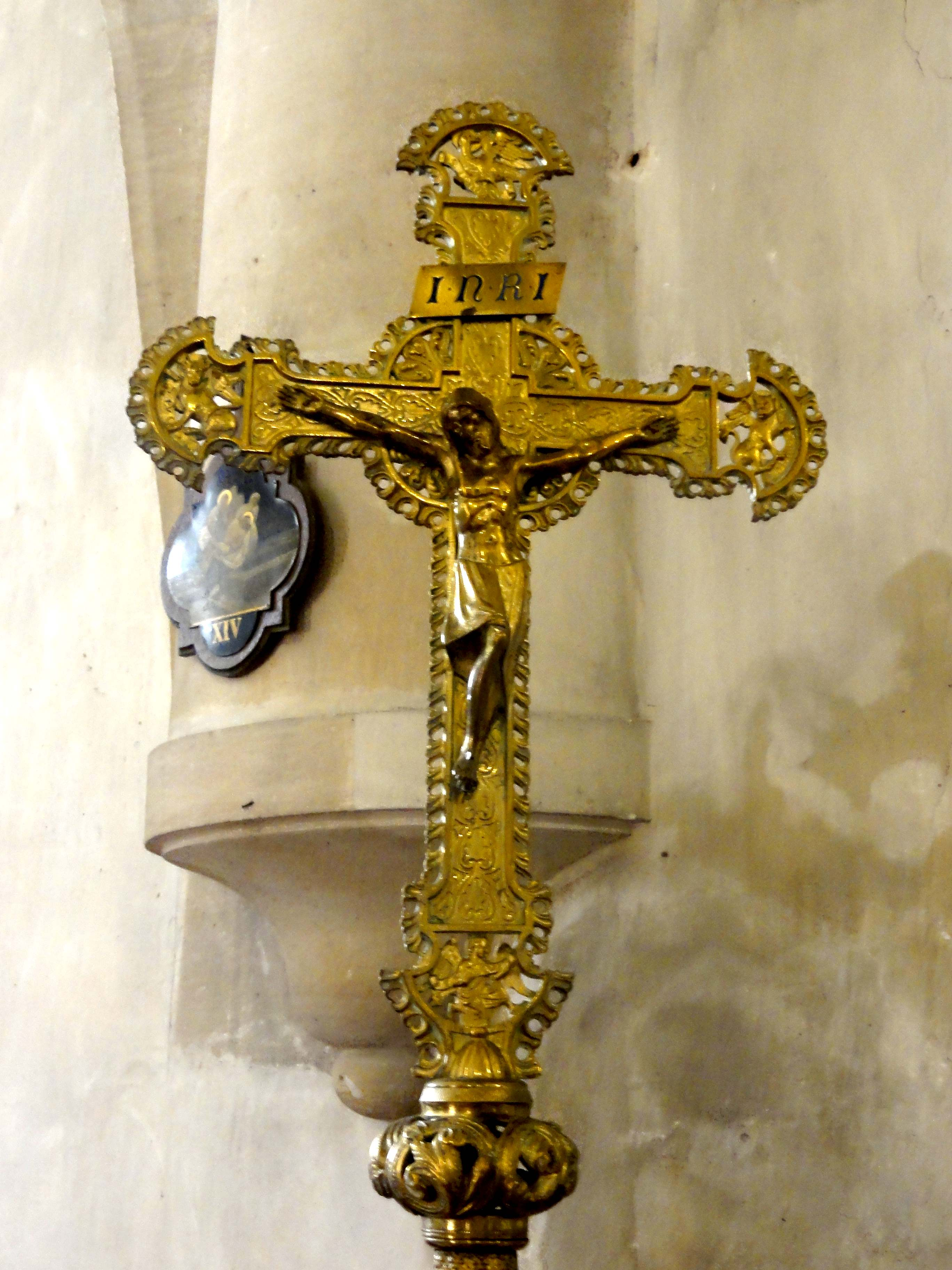
Croix de procession.
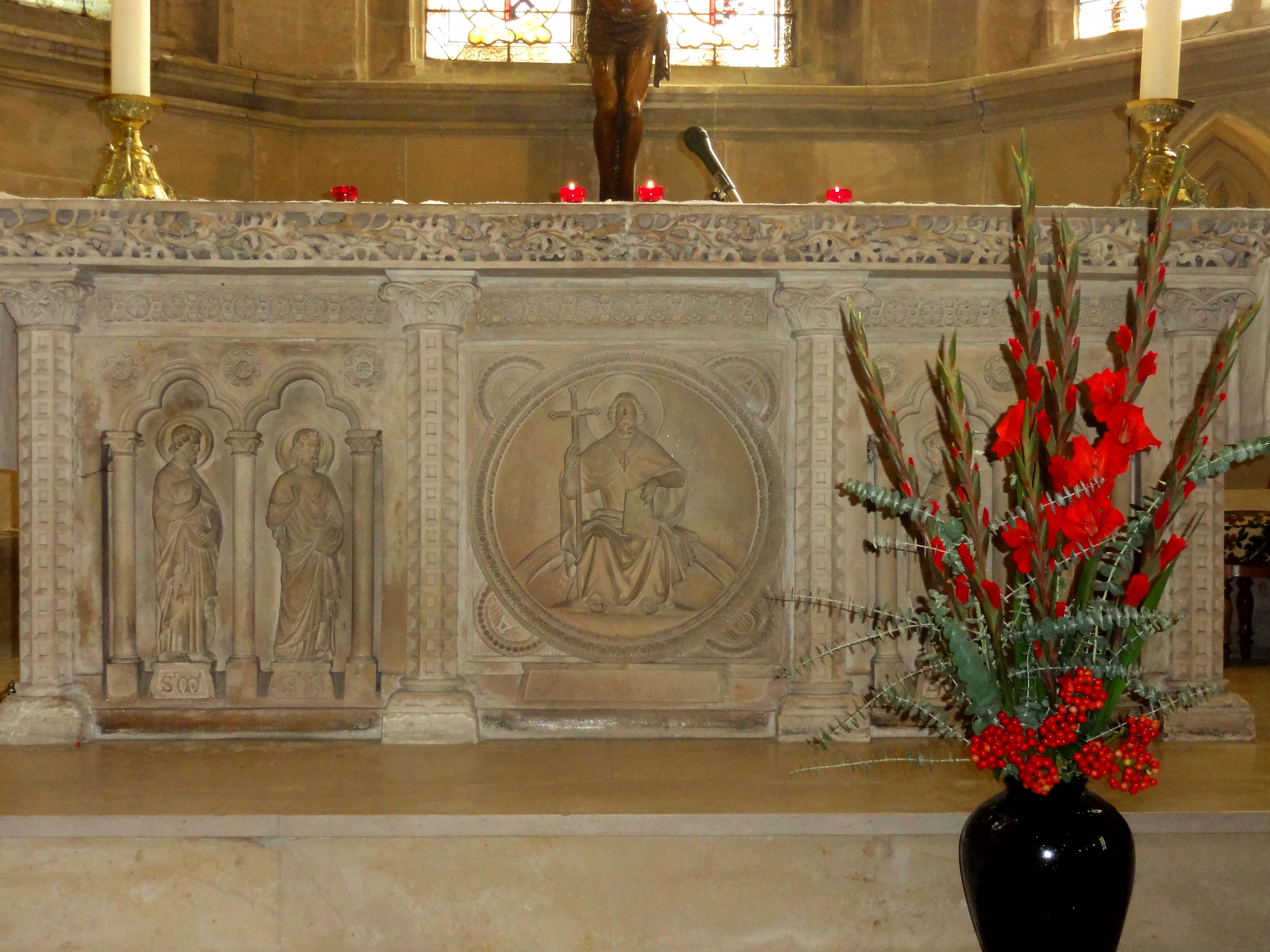
Maître-autel.

### Vitraux Renaissance

#### Introduction

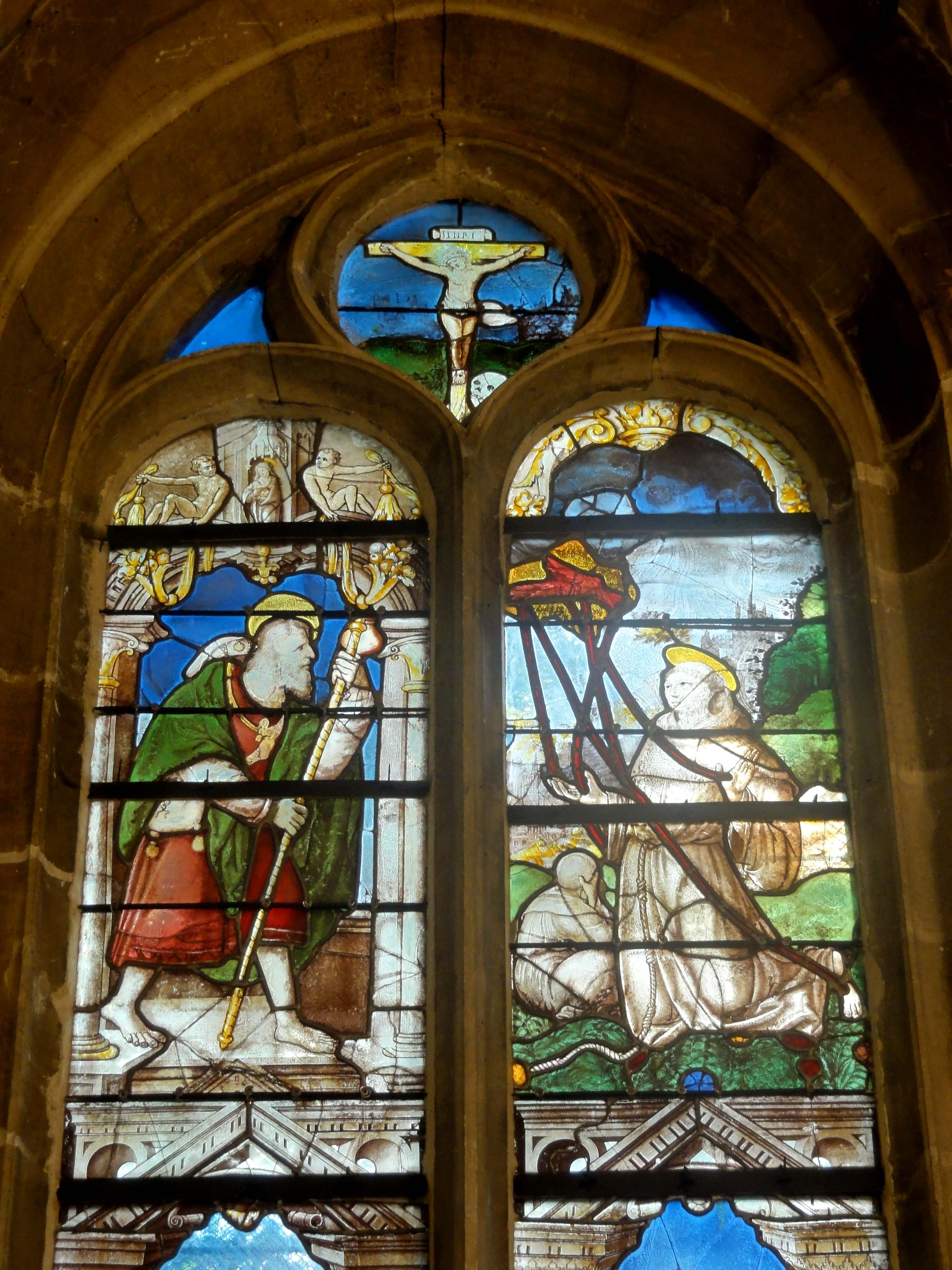
Verrière d'axe (n° 0), registres supérieurs.

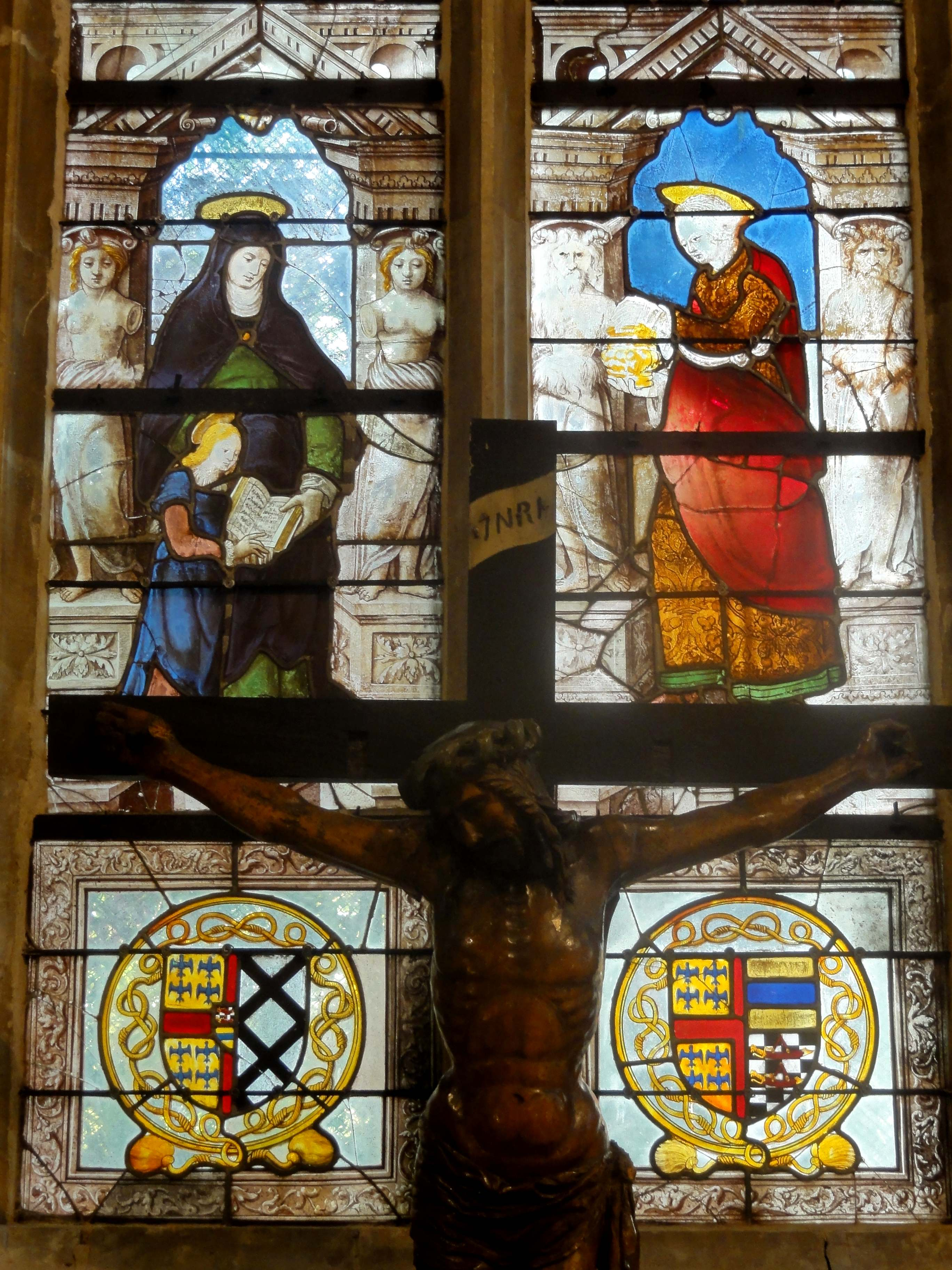
Verrière d'axe (n° 0), registres inférieurs.

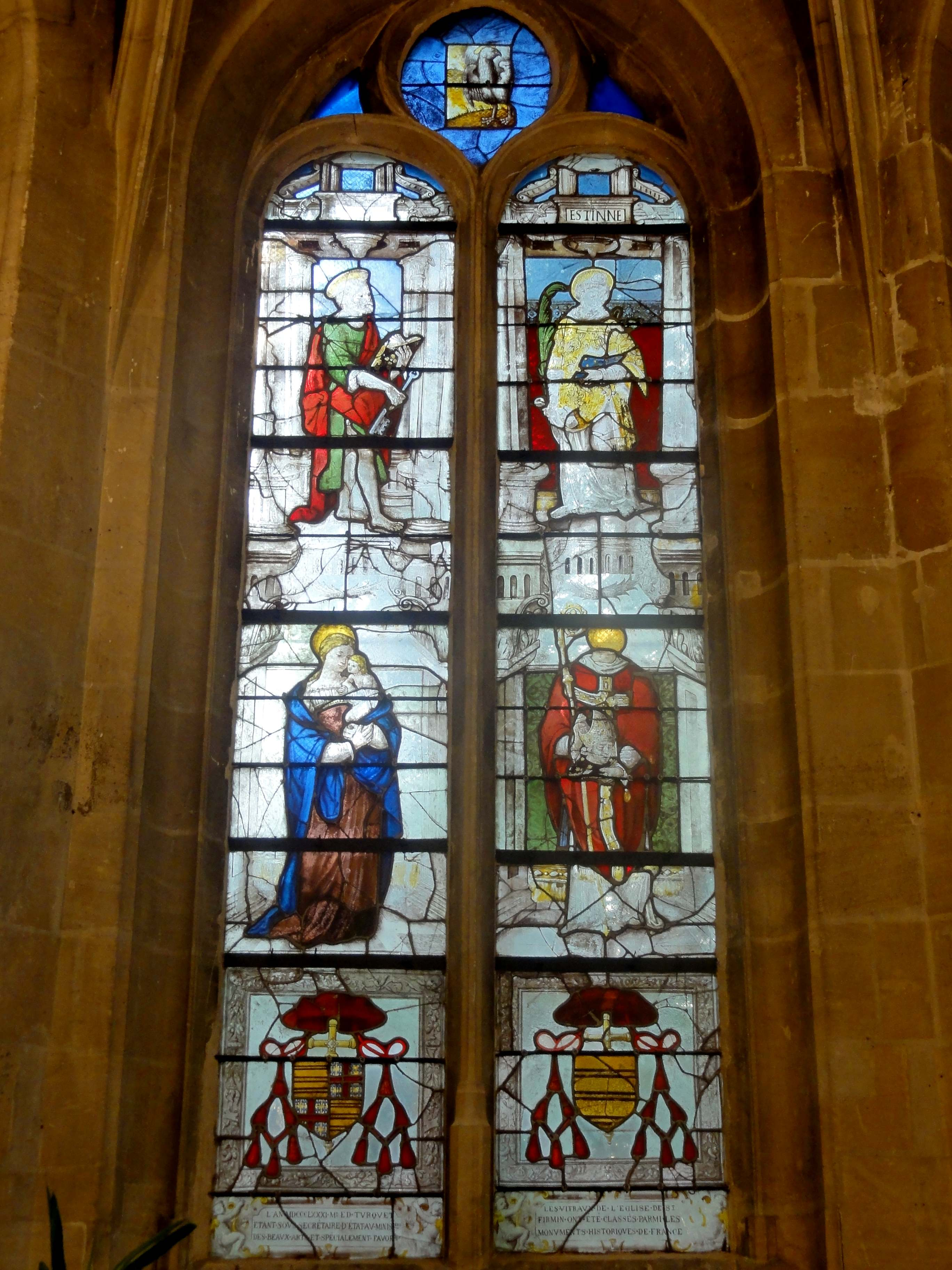
Verrière nord-est (n° 1).

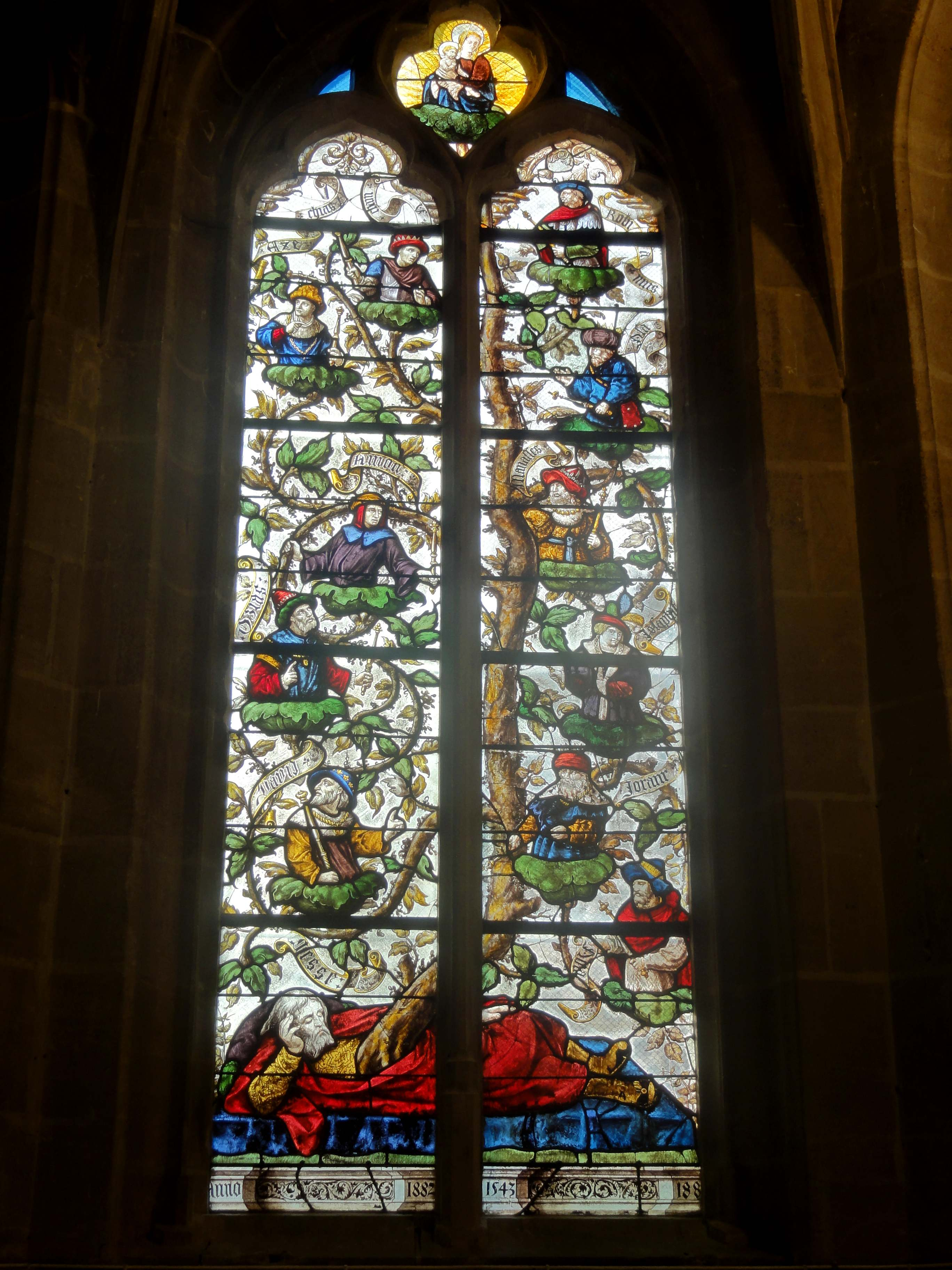
Verrière sud-est (n° 2).

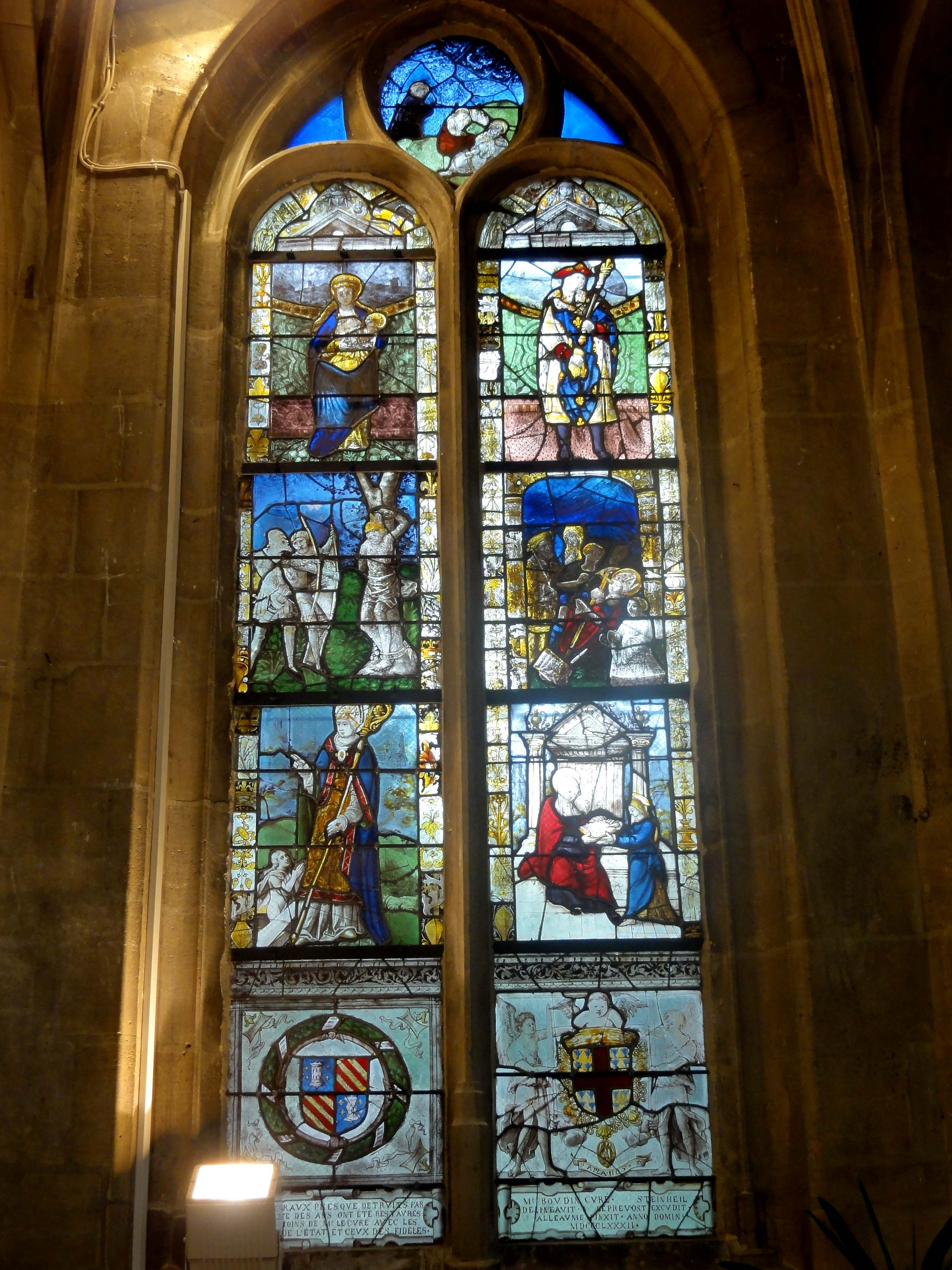
Verrière nord (n° 3).

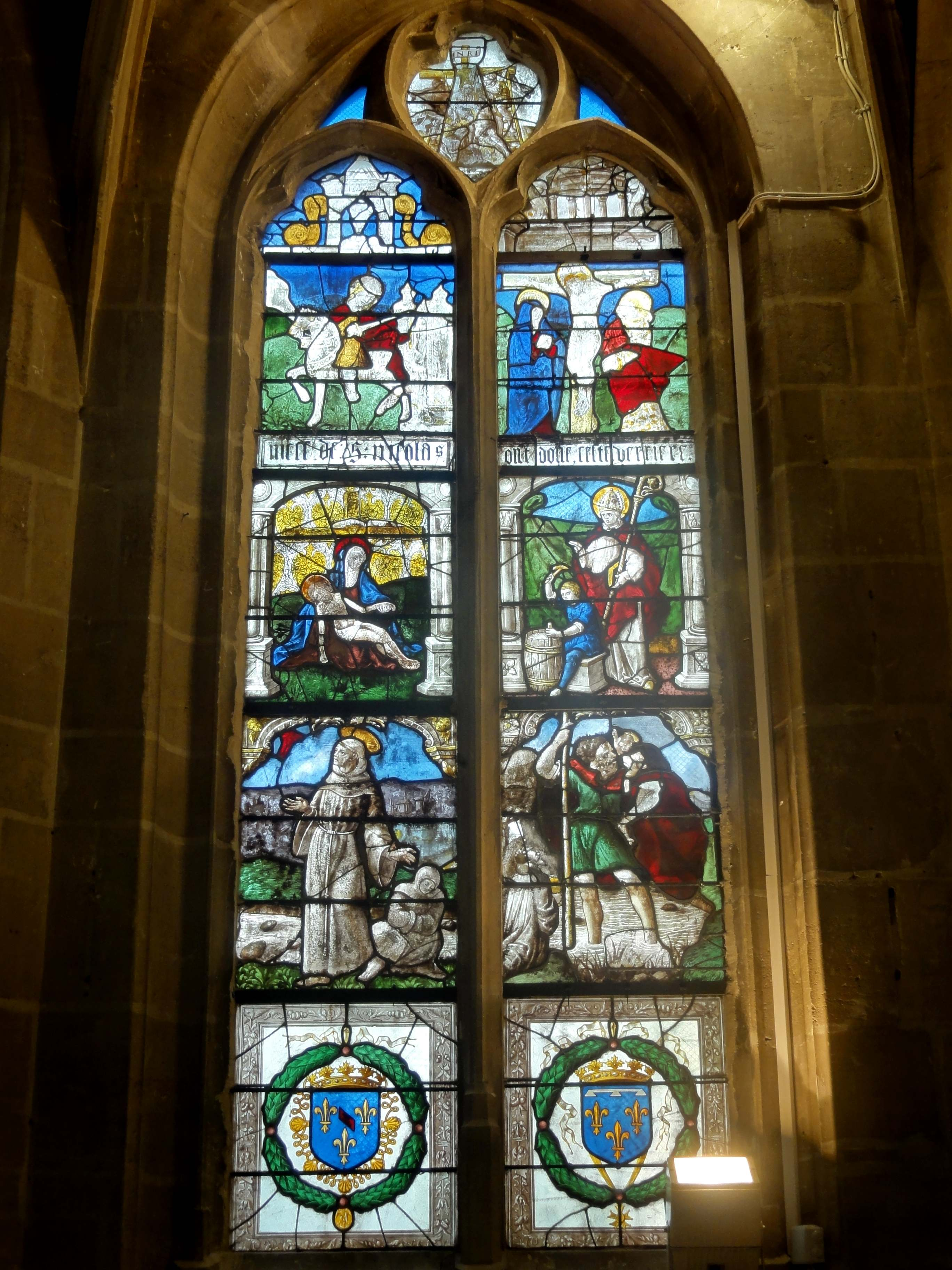
Verrière sud (n° 4).

La population locale n'a jamais oublié que l'église fut bâtie grâce à la générosité d'Anne de Montmorency. L'on savait également que parmi les autres églises financées par la maison de Montmorency, l'église Saint-Acceul d'Écouen et la collégiale Saint-Martin de Montmorency possèdent des vitraux historiés du milieu du XVIe siècle. Dans une notice sur le canton de Senlis que le peintre Auguste Steinheil a rédigé vers 1840, il remarque « que la commune origine [...] avait jusqu'ici laissé croire que les vitraux de Saint-Firmin étaient l'œuvre des artistes auxquels on doit ceux de Montmorency et d'Écouen ». Les mots « jusqu'ici » laissent entendre que Steinheil émet une certaine réserve sur la justesse de l'hypothèse. Les vitraux d'Écouen et Montmorency sortent des ateliers d'Engrand Leprince, qui travaillait avec Jean, Nicolas et Pierre, et de Jean Cousin l'Ancien. Grâce à un indice, l'on avait généralement penché pour l'atelier de Leprince : les lettres « RAND » se lisent sur le revers de la manche du personnage en haut à droite sur la verrière n° 3. Le début du mot « ENG » se trouvent sur la manche du costume d'un roi sur le vitrail de l'arbre de Jessé de l'église Saint-Étienne de Beauvais... L'attribution à l'atelier Leprince ne fait toujours pas l'unanimité, et est même qualifiée d'irrecevable par le service des Monuments historiques. Steinheil n'a pas formulée de nouvelles hypothèses lorsqu'il a été chargé de la restauration des cinq verrières du chœur en 1881. Avec lui comme restaurateur, l'église Saint-Firmin a bénéficié du savoir-faire du plus illustre représentant du renouveau de l'art du vitrail au XIXe siècle et du mouvement néogothique, dans le domaine du vitrail. Steinheil est notamment entré dans la postérité pour la restauration des vitraux du XIIIe siècle de la Sainte-Chapelle de Paris, qui fut le premier projet d'envergure de ce genre. En 1978, sur l'initiative de l'abbé Verté et à la demande du service des Monuments historiques, les verrières ont été vérifiées et révisées par le vitrailliste Courageux de Crèvecœur-le-Grand,.
Eugène Müller partage avec ses lecteurs une observation intéressante, mais se garde d'en tirer une conclusion : « J'invite mes chers lecteurs à comparer les deux motifs d'ornements de cette page, et à noter que l'un est encore en place dans la verrière de Saint-Firmin et que l'autre provient d'une fenêtre de Senlis, œuvre de Jean Souldoier ou Soudier (1522) ». Bernard Savouret estime que les deux verrières au nord et au sud du chœur (n° 3 et 5°) comportent des panneaux de la fin du XVe siècle. L'incohérence des motifs décoratifs des bordures de la verrière n° 3 trahit dès le premier regard furtif que ces verrières sont recomposées à partir de fragments, alors que les trois autres sont en grande partie homogènes, sauf sans doute le registre supérieur de la verrière d'axe (n° 0). Les verrières latérales comportent aussi des panneaux moins restaurés, notamment sur les registres supérieurs de la verrière méridionale (n° 4). On y lit l'inscription suivante en caractères gothiques : « Mess’ de Saint-Nicolas ont doné ceste verrière » et la date de 1543, sur le fronton d'une niche à statue en haut à gauche. Il s'agit donc d'un don du prieuré clunisien de Saint-Nicolas-d'Acy, collateur de la cure. Mais la date de 1543 ne provient pas du même vitrail que la Charité de saint Martin qui se trouve en dessous, et la cohabitation de ces éléments n'exclut pas une datation de la fin du XVe siècle. Hormis le prieuré de Saint-Nicolas, il y a d'autres donateurs qu'Anne de Montmorency : le cardinal Adrien Gouffier de Boisy, dont les armes apparaissent en bas à droite de la  verrière n° 1 ; les Gouffier-Montmorency, dont les armes figurent en bas à gauche de la même verrière ; Anne de La Tour ; etc,,.

#### Iconographie
Sur la verrière d'axe (n° 0), le Christ en croix figure au tympan. Il s'agit d'une verrière hagiographique à deux lancettes et trois registres. Les donateurs ou parrains sont François de Montmorency (1530-1579) et Catherine de Humières, dont les armes occupent le registre inférieur. Elles sont entourées des cordelières, en référence au couvent des Cordeliers de Senlis, qui assuraient les messes au château de Chantilly tous les dimanches et fêtes en raison d'un engagement pris à la fin du XIVe siècle, quand le seigneur de Chantilly leur avait donné cent écus pour payer la couverture du clocher de leur église. Les personnages du registre médian, à savoir sainte Anne avec la jeune Vierge Marie et sainte Marie-Madeleine, sont représentes devant des arcades surmontées d'un fronton triangulaire. Devant les piliers ioniques, figurent deux cariatides sans bras et deux satyres. Sur le registre supérieur, un décor architecturé n'existe que sur la lancette de gauche, qui représente saint Jacques le Majeur. Ce décor est d'inspiration mi-gothique, mi-Renaissance, et sur le tympan, une petite niche abritant la Vierge à l'Enfant est flanquée de deux génies nus tenant des cornes d'abondance. La lancette de droite représente saint François d'Assise recevant les stigmates. Une autre personne est assise à gauche de lui, et tourne le dos vers le spectateur,.
La verrière nord-est, à gauche de la baie d'axe (n° 1), est une autre verrière hagiographique. Ici, un aigle figure au tympan. Ce n'est pas un alérion des armes des Montmorency, puisqu'il a bien un bec et des pieds. Il s'agit de toute évidence d'une pièce rapportée sortie de son contexte. Lors de la restauration, deux inscriptions ont été ajoutées en dessous du registre inférieur : « L'AN MDCCCLXXXI MR ED TVRQUET ÉTANT SOVS-SECRÉTAIRE D'ÉTAT AV MINISTÉRE DES BEAVX-ARTS ET SPÉCIALEMENT FAVORABLE / LES VITRAVX DE L'ÉGLISE ST FIRMIN ONT ÉTÉ CLASSÉS PARMI LES MONVMENTS HISTORIQVES DE FRANCE ». Selon les armes visibles sur le registre inférieur, déjà mentionnées ci-dessus, le donateur devrait être le cardinal Adrien de Boisy, mais il est déjà mort en 1523. Le décor architecturé des registres médian et supérieur est relativement homogène, mais les chapiteaux sont librement inspirés du corinthien sur le registre médian, et de style gothique rayonnant sur le registre supérieur. Ils supportent ici un entablement et une niche tronquée, qui est flanquée de deux volutes préfigurant l'art baroque. Le registre médian ne laisse pas de place à cette forme de couronnement ; l'artiste s'est contenté d'une guirlande flottant dans les airs. Les personnages représentés sont la Vierge à l'Enfant, saint Firmin céphalophore en habit épiscopal, saint Pierre et saint Étienne portant la palme du martyr. Ne s'agissant pas d'un attribut personnel, une légende a été portée sur le cartouche au milieu du fronton : « ESTINNE »,.
La verrière sud-est, à droite de la baie d'axe (n° 2), reprend l'un des sujets récurrents depuis l'apparition des verrières figurées au XIIe siècle et jusqu'à l'extinction de l'art du vitrail à la fin de la Renaissance, à savoir l'arbre de Jessé. Comme à l'accoutumée, la Vierge à l'Enfant figure au tympan. Sans doute en raison du manque de place, tous les registres sont dédiés au sujet, et les armes des donateurs n'occupent donc pas le registre inférieur. Il y a seulement des inscriptions de la main de Steinheil : « Anno 1882 » et « 1543 1882 ». En bas du registre inférieur, Jessé est couché, endormi, et l'arbre sort de son sein. Il se ramifie, et donne naissance à cinq rois à gauche, et à six rois à droite. Leurs noms se lisent sur des phylactères : David, Ozias, Amon, Azéchias et […] à gauche, et Boaz, Joram, Josaphat, Manasses, Aze et Roboam à droite,.
La verrière nord, à gauche du chœur en regardant le chevet (n° 3) est une autre verrière hagiographique. Sur le tympan, figure une fois de plus un fragment rapporté, qui représente l'Agonie au jardin des Oliviers. Tout en bas, le restaurateur a trouvé le moyen d'insérer des plastrons affichant des inscriptions : « CES VITRAVX PRESQUE DÉTRUITS PAR / LA SVITE DES ANS ONT ÉTÉ RESTAURÉS PAR LES SOINS DE MR LE CVRÉ AVEC LES DENIERS DE L'ÉTAT ET CEVX DES FIDÈLES / MR BOVDIN CVRÉ. STEINHEIL DELINEAVIT. LE PREVOST EXCUDIT. ALLEAUME PINXIT. ANNO DOMINI MDCCCLXXXII ». Contrairement aux trois verrières du chevet, il y a un quatrième registre, ce qui donne moins de place aux personnages représentés. Selon les armoiries visibles sur le registre inférieur, les donateurs sont François de La Tour et le connétable Anne de Montmorency. Comme déjà évoqué, les bordures qui entourent les six scènes occupant les autres registres sont composés de fragments d'autres bordures, plus ou moins bien conservés. De gauche à droite et du bas vers le haut, l'on voit un saint évêque prêchant, probablement saint Nicolas, et une petite figure de donateur agenouillée ; la jeune Vierge Marie recevant un livre de sainte Anne (une iconographie différente de l'Éducation de la Vierge où la mère présente à sa fille un livre ouvert et se tient à côté d'elle) ; le martyre de saint Sébastien ; un sujet énigmatique où un dignitaire et plusieurs personnes se préoccupent d'un évêque tombé en arrière, avec un chanoine agenouillé et priant à côté de lui ; la Vierge Marie allaitant l'Enfant Jésus ; et saint Louis,.
La verrière sud, à droite du chœur en regardant le chevet (n° 3) est une verrière biblique et hagiographique. Sur le tympan, figure un Christ en croix qui semble assemblé à partir de fragments provenant de deux vitraux différents. Selon les armoiries occupant le registre inférieur, les donateurs ou parrains seraient les Condé et les Orléans. Les registres sont au nombre de quatre, comme en face au nord. Les six scènes ne sont pas entourées de bordures, comme au nord, mais le second et le troisième registre montrent un décor architecturé, qui sur le second registre se limite à un couronnement. De gauche à droite et du bas vers le haut, l'on voit saint François d'Assise en prière (ne recevant pas les stigmates, contrairement à ce qu'affirme Bernard Savouret), accompagné d'un personnage assis concentré sur sa prière ; saint Christophe sauvant l'enfant, accompagné d'une figure de donateur agenouillé en profil ; une Vierge de Pitié ; saint Nicolas en tant que patron des tonneliers, un jeune apprenti tonnelier étant à l'œuvre face à lui ; la Charité de saint Martin, sans le mendiant qui reçoit la moitié du manteau ; et un Christ en croix entre la Vierge de douleur et saint Jean. Ce sont ces deux derniers panneaux qui ont été offerts par les moines de Saint-Nicolas-d'Acy, selon l'inscription authentique toujours bien lisible. Les sommets des lancettes arborent un décor architecturé sorti du contexte. Celui de gauche porte la date de 1543, déjà signalée. Celui de droite est réalisé en grisaille et provient sans doute d'une autre série de vitraux,.

#### Vitraux duXIXesiècle
Les baies des bas-côtés comportent des vitraux du XIXe siècle, qui sont pour la plupart postérieurs à la restauration des vitraux du chœur. Les verrières des trois premières travées sont historiés. Les verrières des dernières travées des bas-côtés (faux croisillons) sont ornementaux, avec quelques monogrammes et symboles religieux, et en partie réalisées en grisaille.
- Dans la troisième travée du bas-côté nord (n° 9), le sujet représenté est saint Louis rendant la justice à Vincennes, et le style réaliste se rapproche des créations de la Renaissance. Le vitrail a été réalisé par C. Leprévost de Paris en 1883, selon les cartons de Steinheil, qui a signé sur un caillou en bas de la lancette de droite. Le donateur est M. A. Turquet[29].
- Dans la seconde travée du bas-côté nord (n° 11), le vitrail illustre le retour d'Égypte de la Sainte Famille[29]. La partie basse du vitrail est cachée derrière le confessionnal (sans illustration).
- Dans la première travée du bas-côté nord, en même temps base du clocher (n° 13), le vitrail assez médiocre représente saint Firmin en habit épiscopal[29].
- Dans la troisième travée du bas-côté sud (n° 10), l'on trouve une verrière hagiographique de style néo-Renaissance de bon niveau, mais de couleurs assez froides. La lancette de gauche représente sainte Apolline d'Alexandrie avec la palme du martyr, et saint Charles Borromée apparaît sur la lancette de droite. La verrière a été offerte par la famille Jambon-Brébant vers 1880[26].
- Dans la première travée du bas-côté sud, au-dessus de la porte de la sacristie et près des fonts baptismaux, le vitrail est dédié au baptême du Christ par saint Jean-Baptiste[26]. Le décor montre des liens de parenté avec le vitrail de saint Firmin, en face au nord.

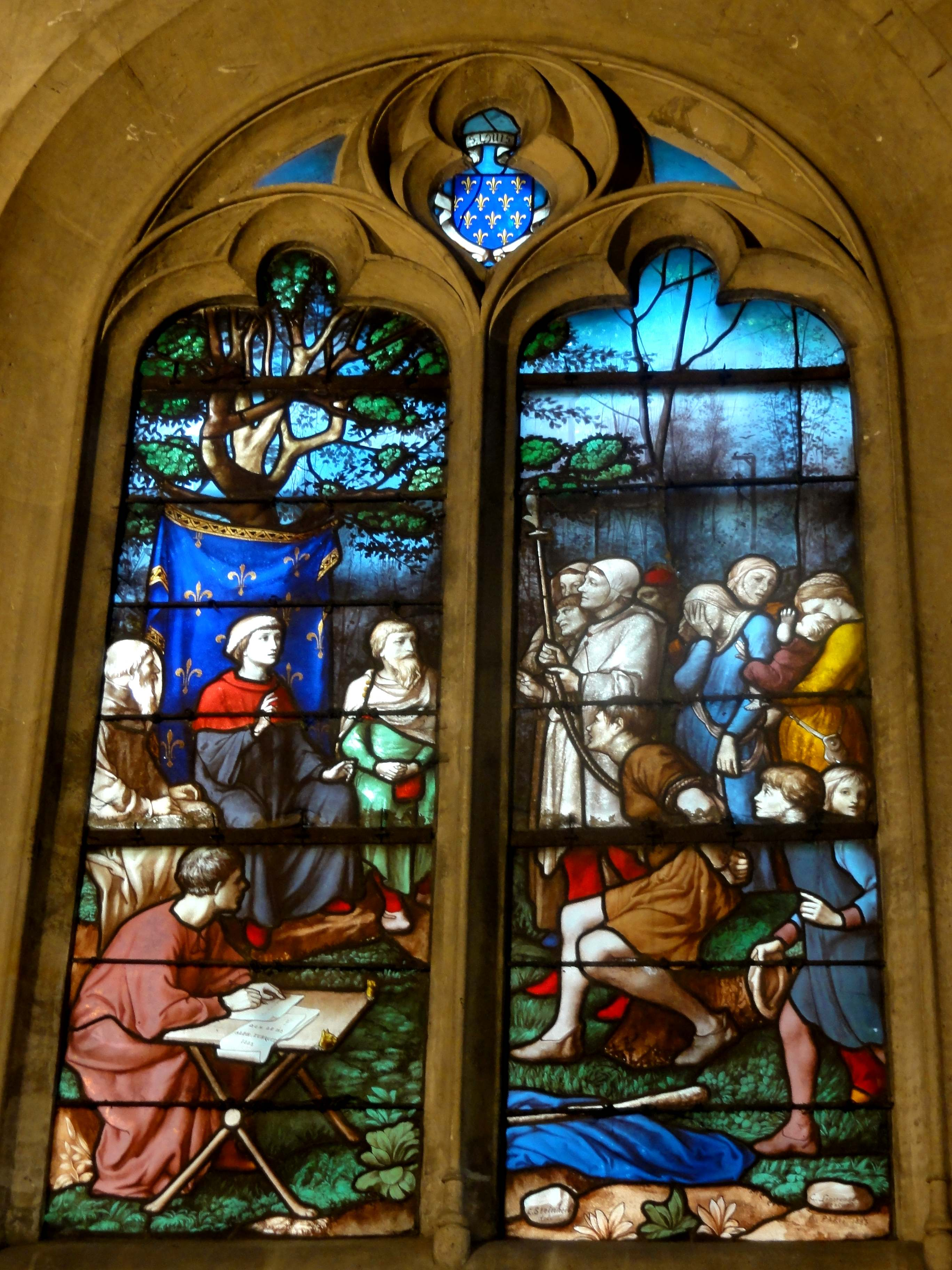
Verrière n° 9.
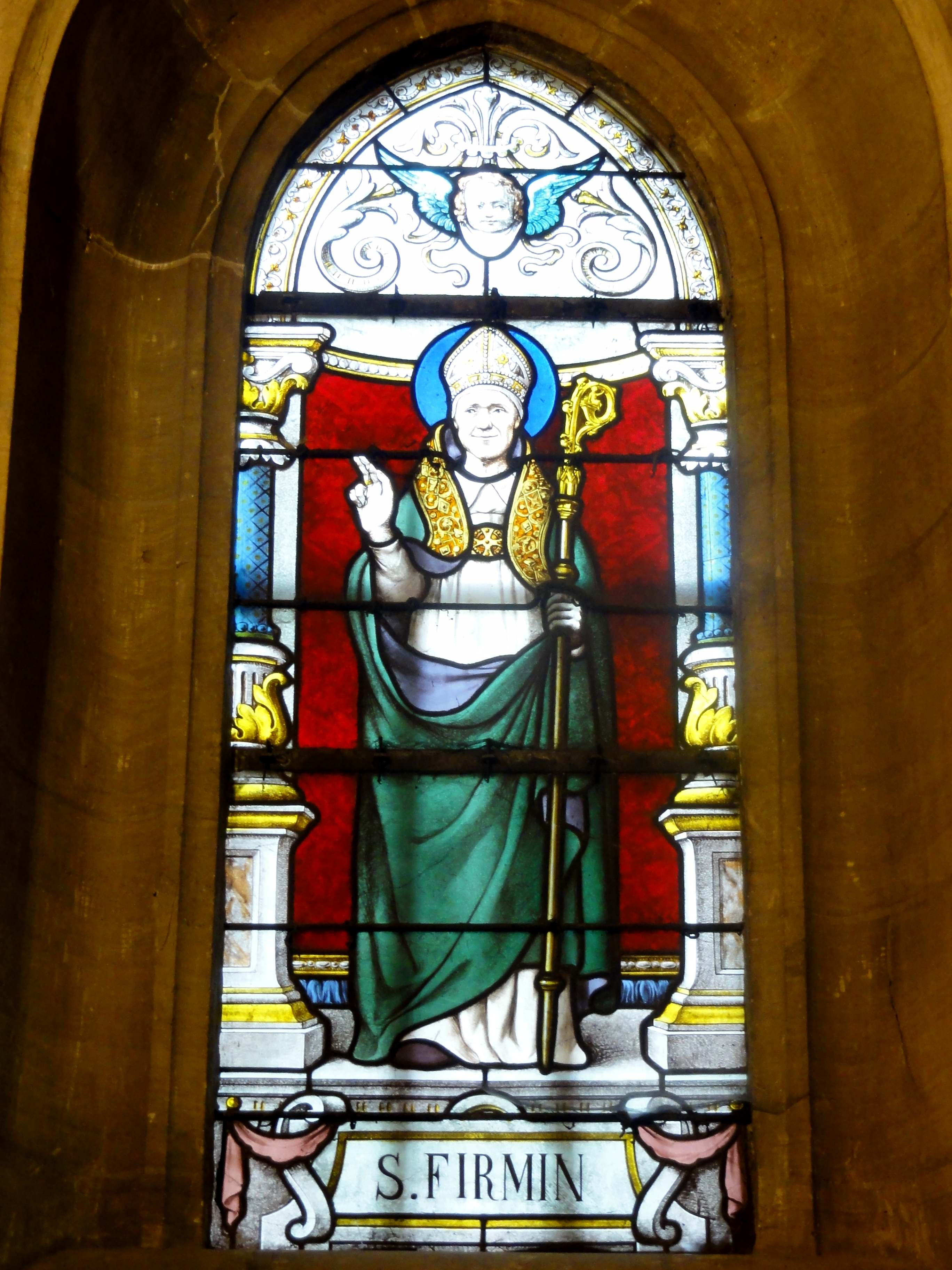
Vitrail n° 13.
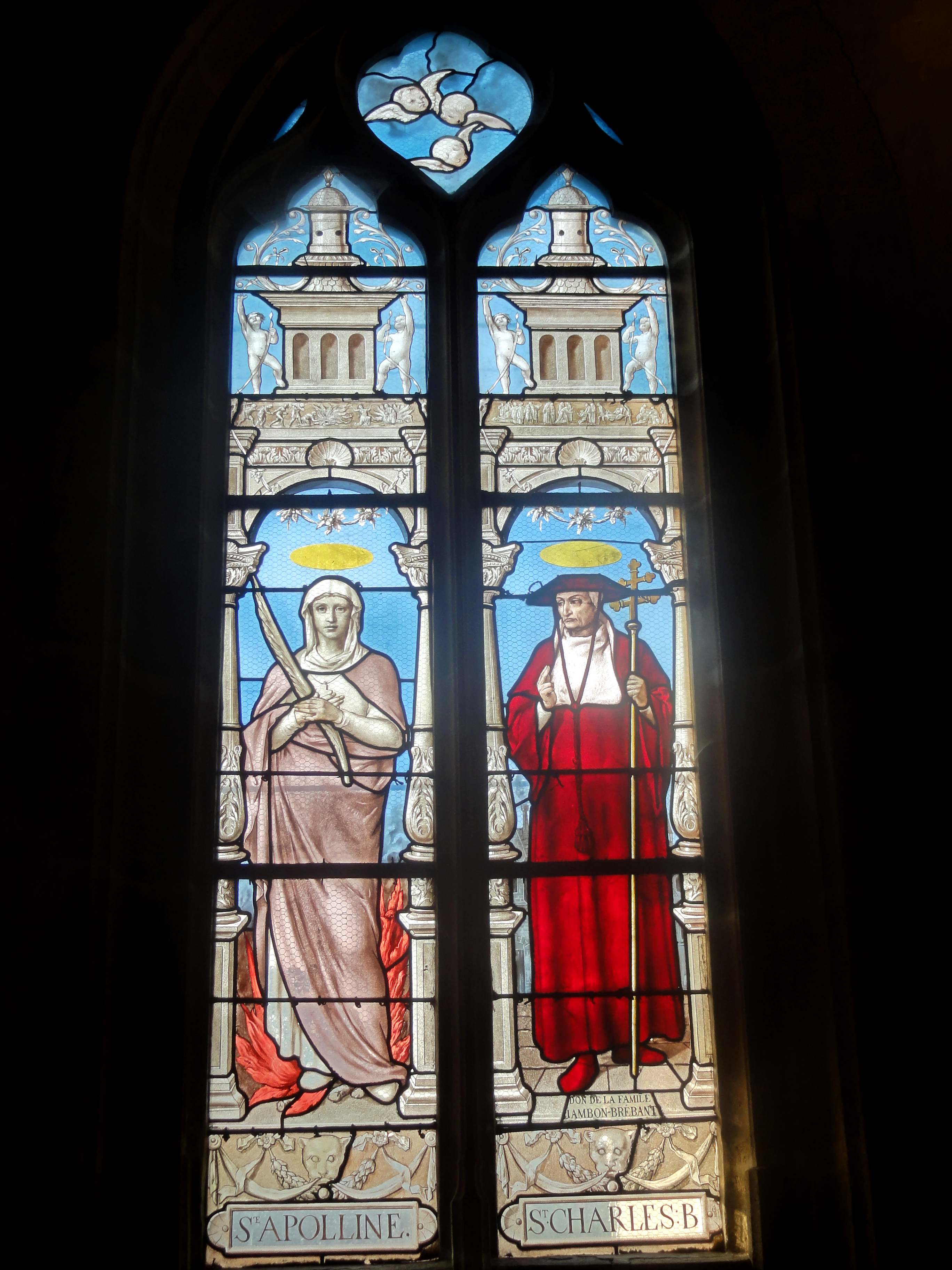
Verrière n° 10.
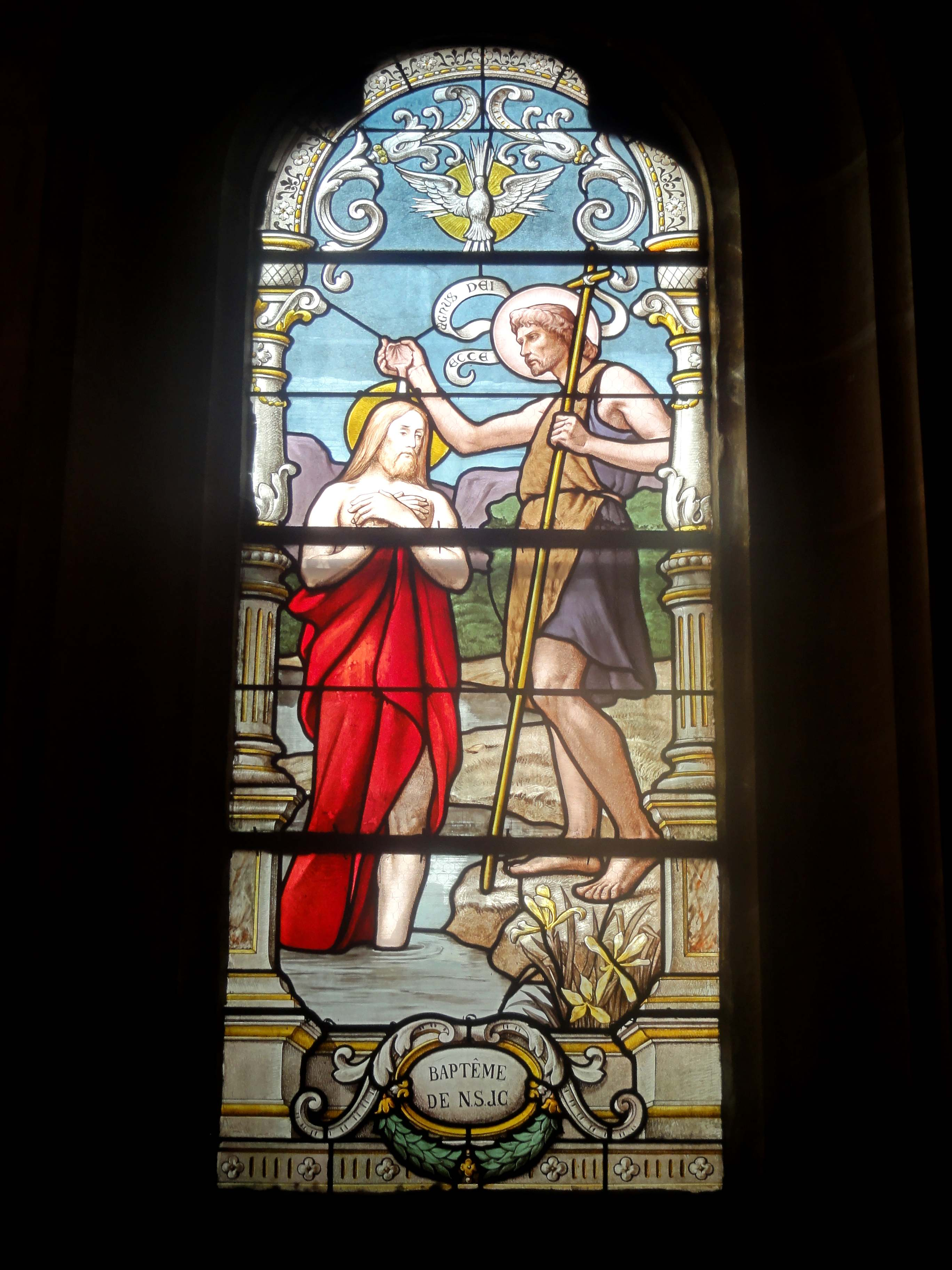
Vitrail n° 14.